# Turquie
Ne doit pas être confondu avec la Turquie ottomane
République de Turquie
(tr) Türkiye Cumhuriyeti
La Turquie (en turc : Türkiye), en forme longue la république de Turquie (en turc : Türkiye Cumhuriyeti ), est un pays transcontinental situé aux confins de l'Asie et de l'Europe. Elle a des frontières avec la Grèce et la Bulgarie à l'ouest-nord-ouest, la Géorgie et l'Arménie à l'est-nord-est, l'Azerbaïdjan et l'Iran à l'est, l'Irak et la Syrie à l'est-sud-est. Il s'agit d'une république à régime présidentiel dont la langue officielle est le turc. Sa capitale officielle est Ankara depuis le 13 octobre 1923. La Turquie est bordée au nord par la mer Noire, à l'ouest par la mer Égée et au sud-ouest par la partie orientale de la mer Méditerranée : le bassin Levantin. La Thrace orientale (Europe) et l'Anatolie (Asie) sont séparées par la mer de Marmara.
Les détroits du Bosphore (à l'est-nord-est) et des Dardanelles (à l'ouest-sud-ouest) relient respectivement cette mer à la mer Noire et à la Méditerranée. Ces deux bras de mer forment ce qu'on appelle les Détroits.
La Turquie possède une partie de son territoire en Europe par la Thrace orientale (qui équivaut à 3 % de sa surface territoriale mais qui représente 14 % de sa population, soit plus de 10 millions de personnes). Par sa localisation géographique, pays d'Asie avec une petite portion sur l'Europe, au carrefour des axes Russie — Méditerranée et Balkans — Moyen-Orient, sur l'antique route de la soie, aujourd'hui sur le tracé d'oléoducs d'importance stratégique, cette région a toujours été un carrefour d'échanges économiques, culturels et religieux. Elle a fait le lien entre l'Orient et l'Occident, d'où sa position géostratégique de premier plan qui se renforce au vu des évènements politiques qui secouent tant le Moyen-Orient que le marché des hydrocarbures ou les tensions liées au problème de l'eau.
La Turquie moderne, fondée sous l'impulsion de Mustafa Kemal Atatürk en 1923 sur les ruines de l'Empire ottoman, défait à la suite de la Première Guerre mondiale et entaché par les génocides arménien, assyrien et grec pontique, est une république parlementaire, laïque, unitaire et constitutionnelle. Depuis 1945, elle n'a eu de cesse de se rapprocher de l'Occident en se joignant, par exemple, à des organisations de coopération : l'OTAN, l'OCDE, l'OSCE, le Conseil de l'Europe ou le G20.
La Turquie est officiellement candidate depuis 1963 à l'entrée dans la Communauté économique européenne (CEE), l'actuelle Union européenne (UE), avec qui elle a conclu un accord d’union douanière en 1995, en vigueur depuis 1996. Les négociations pour l'entrée de la Turquie dans l'UE sont officiellement en cours depuis 2005. Parallèlement, la Turquie a su conserver des liens privilégiés avec les pays à population majoritairement musulmane comme elle, ainsi qu'avec le Moyen-Orient et l'Asie centrale en participant notamment à l'Organisation de la coopération islamique, l'Organisation de coopération économique, et l'Organisation des États turciques.

## Étymologie
« Turquie » se dit Türkiye en turc. Ce nom peut être divisé en deux composants : l'ethnonyme Türk, et le suffixe -iye, signifiant « possesseur », « pays de » ou « de la même famille que » (dérivé du suffixe arabe -iyya, similaire aux suffixes grec et latin -ia). Le premier usage enregistré du terme Türk ou Türük comme auto-dénomination se trouve dans les inscriptions en Orkhon des Göktürks (Turcs bleus, c'est-à-dire « célestes » en turc) d'Asie centrale (env. VIIIe siècle apr. J.-C.). Tu-kin est enregistré depuis 177 av. J.-C. comme nom donné par les Chinois aux gens vivant au sud des montagnes Altaï d'Asie centrale.
Le mot français « Turquie » vient du latin médiéval Turquia ou Turchia (env. 1369), de Turcus (turc), qui vient lui-même du grec byzantin Τοῦρκος, issu du persan et de l'arabe ترك.
Le 31 mai 2022, sur demande de la mission permanente de Turquie, l’ONU adopte le nom local « Türkiye » en français et dans les autres langues officielles,. Le nom est également adopté en français par l’Organisation internationale de normalisation.

## Histoire

### Préhistoire, Protohistoire et Antiquité

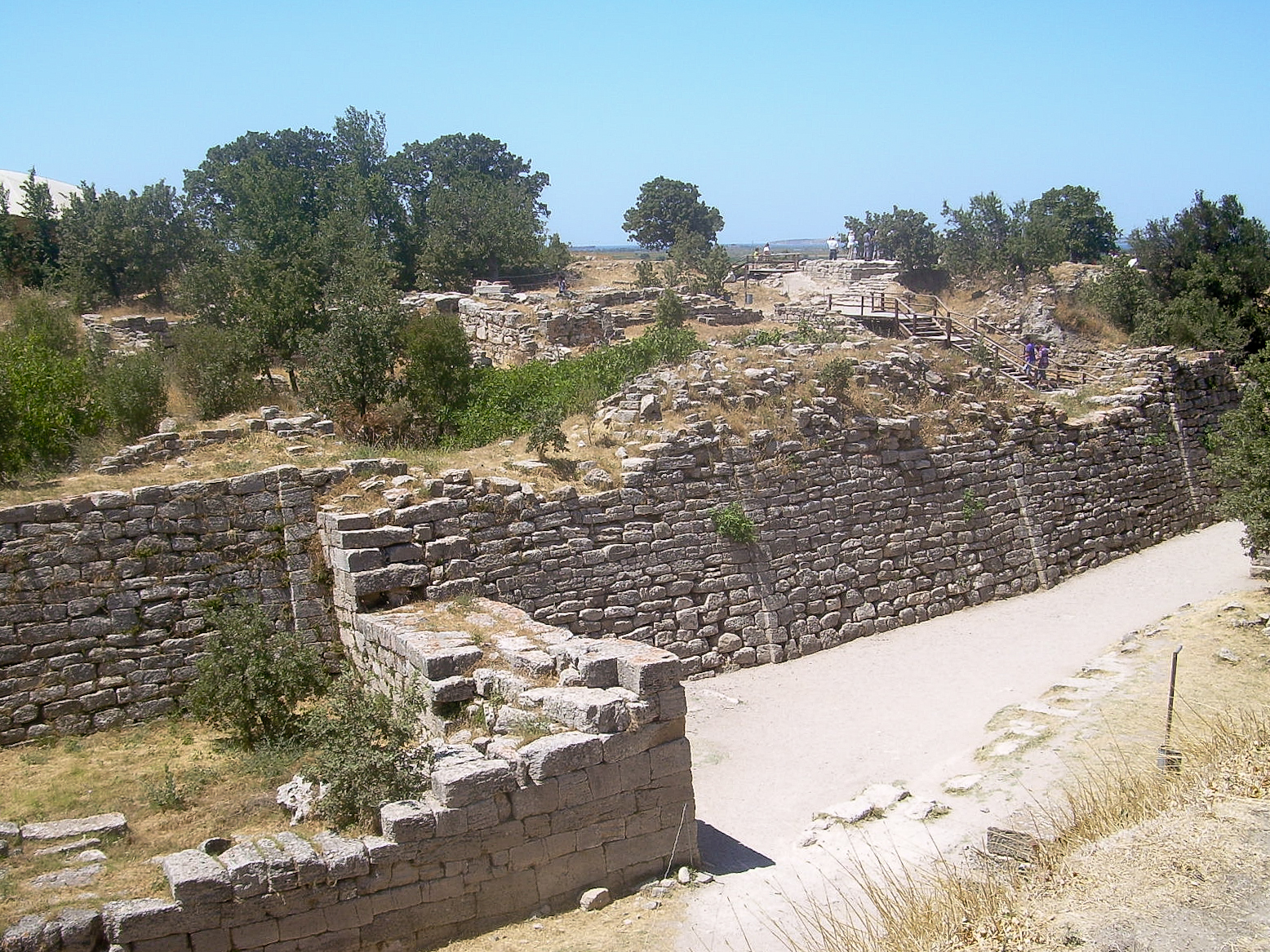
Troie.

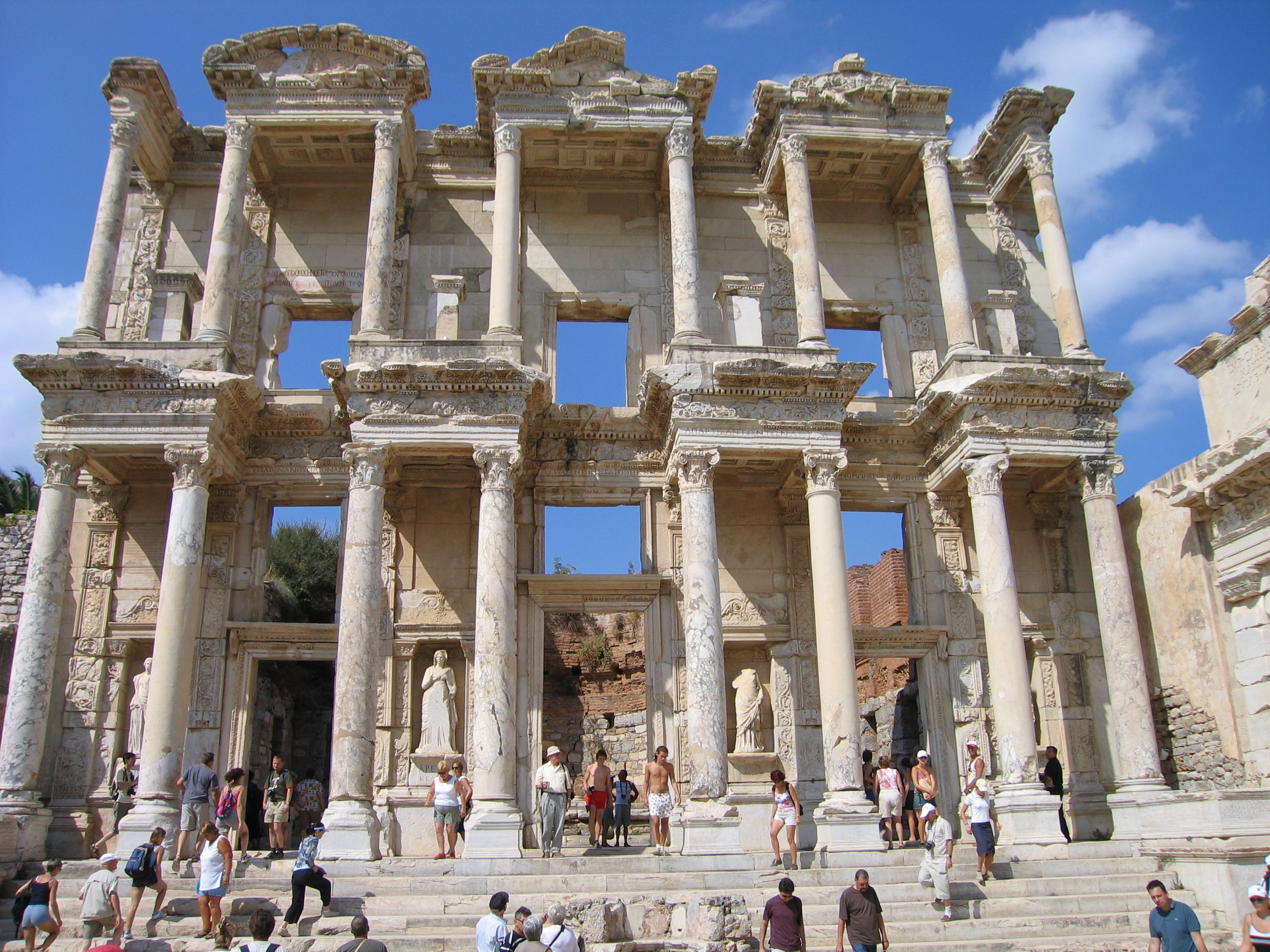
Éphèse.

La péninsule anatolienne (ou Asie Mineure), qui représente aujourd'hui 97 % de la Turquie moderne, compte parmi les régions du globe qui ont continuellement été habitées tout au long de l'histoire de l'humanité.
Les premières implantations comme celles de Çatalhöyük, Çayönü, Hacılar, Göbekli Tepe et Mersin comptent parmi les plus anciennes au monde. Le toponyme turc Göbekli Tepe se traduit en français par « la colline au nombril », en référence à sa forme. Sur ce site repose le plus ancien temple de pierre jamais découvert (datation estimée entre 11500 av. J.-C. et 10000 av. J.-C.).
L'agglomération de Çatal Höyük située dans la plaine de Konya, en Anatolie centrale, sur les bords de la rivière Çarşamba, est l'un des plus grands sites du Néolithique du Proche-Orient. Il fut fondé vers 7000 av. J.-C. et devint un centre important seulement entre 6500 av. J.-C. 5700 av. J.-C.
Le premier empire à émerger en Anatolie a sans nul doute été l'Empire hittite, du XVIIIe au XIIIe siècle av. J.-C. Par la suite, les Phrygiens, un autre peuple indo-européen, ont gouverné ces terres jusqu'à leur anéantissement par les Cimmériens au VIIe siècle av. J.-C. D'autres peuples indo-européens se sont succédé en Anatolie, dont les Lydiens et les Lyciens.
Vers 1200 av. J.-C., les Grecs éoliens et ioniens dominent la côte ouest de l'Anatolie. Puis l'Empire perse achéménide envahit toute l'Asie Mineure aux VIe et Ve siècles av. J.-C.. En 334 av. J.-C., Alexandre le Grand, commençant ses grandes conquêtes, envahit l'Anatolie, qui se divise après sa mort en royaumes hellénistiques comme ceux de Bithynie, de Cappadoce, de Pergame ou du Pont.
Ces derniers sont submergés par la conquête romaine. En 324 apr. J.-C., l'empereur romain Constantin Ier choisit Byzance comme nouvelle capitale de l'Empire. Sous le nom de Constantinople, elle devient la nouvelle Rome.

### Empire seldjoukide et premiers Turcs d'Anatolie
Les Turcs, peuple nomade originaire des plaines de Mongolie à celles de l'Asie centrale, ont connu un vaste et continu mouvement d'émigration vers l'ouest du continent asiatique. Organisés en tribus et en fédérations de tribus non exclusivement turques, ils ont constitué au cours du temps des royaumes (comme celui des Göktürk ou Turcs célestes) plus ou moins vastes et plus ou moins durables. La première fois que l'histoire retient le nom des Turcs au Moyen-Orient, c'est en tant que mercenaires du califat abbasside, qu'ils dirigent de fait dès le Xe siècle. Les Seldjoukides, des Turcs oghouzes, fondent un empire qui s'étend des plaines d'Asie centrale jusqu'à l'Anatolie. Les invasions mongoles de Gengis Khan ruinent l'Empire seldjoukide, déjà mis à mal par les croisades et des luttes internes.

### Empire ottoman (1299 à 1923)

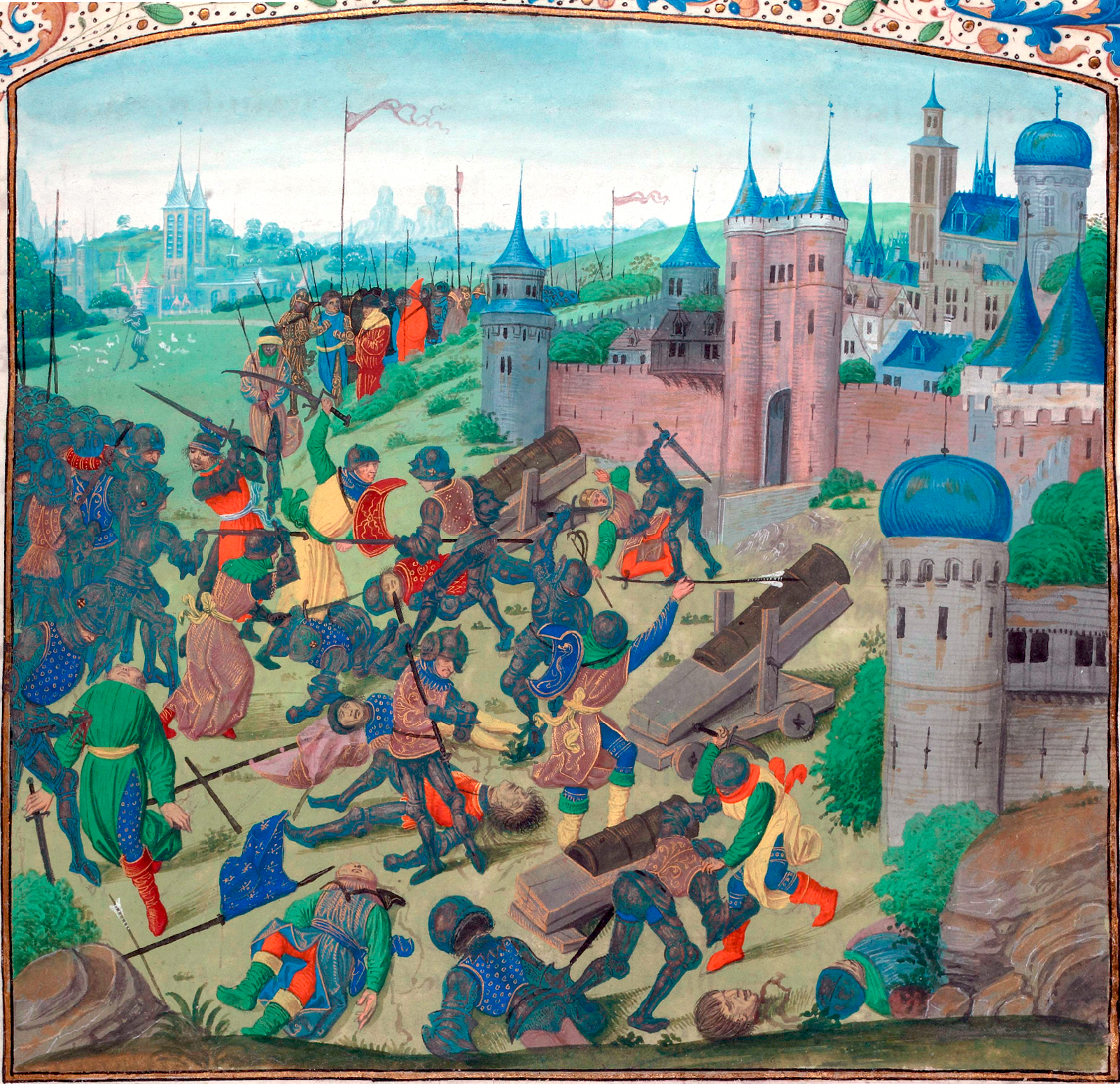
Bataille de Nicopolis (1396).

Carte des conquêtes de l'Empire ottoman jusqu'en 1683.

En 1299, le sultan oghouz Osman Ier conquiert la ville byzantine de Mocadène. Cet événement est considéré comme le début de l'Empire ottoman. Dès lors, l'Empire ne va cesser d'accroître son territoire et il atteint son apogée au XVIe siècle sous le règne de Soliman le Magnifique.
Les Balkans sont conquis dès la fin du XIVe siècle et la Serbie est entièrement annexée en 1459. 1453 voit la prise de Constantinople par les troupes du sultan Mehmet II. C'est la fin de l'Empire byzantin.
C'est à cette époque que de nombreux chrétiens slaves, grecs ou arméniens, pauvres et démunis, se convertissent à l'islam pour ne pas payer le haraç (impôt sur les non-musulmans) et deviennent ottomans.
Au XVIe siècle, l'Empire trouve sa place dans le jeu diplomatique européen où il est un allié traditionnel de la France, dans une alliance de revers contre les Habsbourg dès le règne de François Ier. La défaite de l'Empire à la bataille de Lépante en 1571 porte un premier coup à la puissance ottomane.
L'Empire décline à partir du XVIIe siècle. La défaite à la bataille de Vienne de 1683 marque le début du déclin effectif et des premières pertes territoriales. Au XIXe siècle, l'Empire désagrégé tente de se reconstruire en se modernisant par de nombreuses réformes. Mais cette période de réformes, appelée Tanzimat, s'achèvera en 1876 sans empêcher la perte de l'Égypte, après celle de la Grèce, et de l'Algérie des années bien avant. Au cours du siècle, ce sont les Balkans qui retrouvent leur liberté. Dans le même temps, les populations arméniennes se révoltant pour obtenir davantage de droits et de libertés deviennent un véritable problème au sein de l'Empire. Le sultan Abdülhamid II ordonne de les massacrer entre 1894 et 1896. Les massacres hamidiens font 200 000 victimes arméniennes.
En 1912, à l'issue de la guerre italo-turque, l'Empire ottoman perd la Tripolitaine et la Cyrénaïque (Libye) ainsi que Rhodes.
En 1913, la défaite de la Première guerre balkanique amène les Jeunes-Turcs (Parti Union et Progrès) au pouvoir. En 1914, à l'instigation de ceux-ci, l'Empire ottoman, supposé neutre, s'allie de fait à l'Allemagne, provoquant la déclaration de guerre par la Russie le 2 novembre 1914 et par la France et la Grande-Bretagne le lendemain.
En 1915, face aux menaces russe (campagne du Caucase) et franco-britannique (débarquement des Dardanelles), le noyau dur du parti, et notamment Talaat Pacha, met en place et organise, entre 1915 et 1917, le génocide arménien qui coûte la vie, selon une majorité d'historiens, à 1,2 million d'Arméniens d'Anatolie et du haut-plateau arménien, soit les deux tiers de la population arménienne locale, sans que les puissances occidentales interviennent[réf. nécessaire]. Le génocide arménien est parfois qualifié de « premier génocide du XXe siècle ».

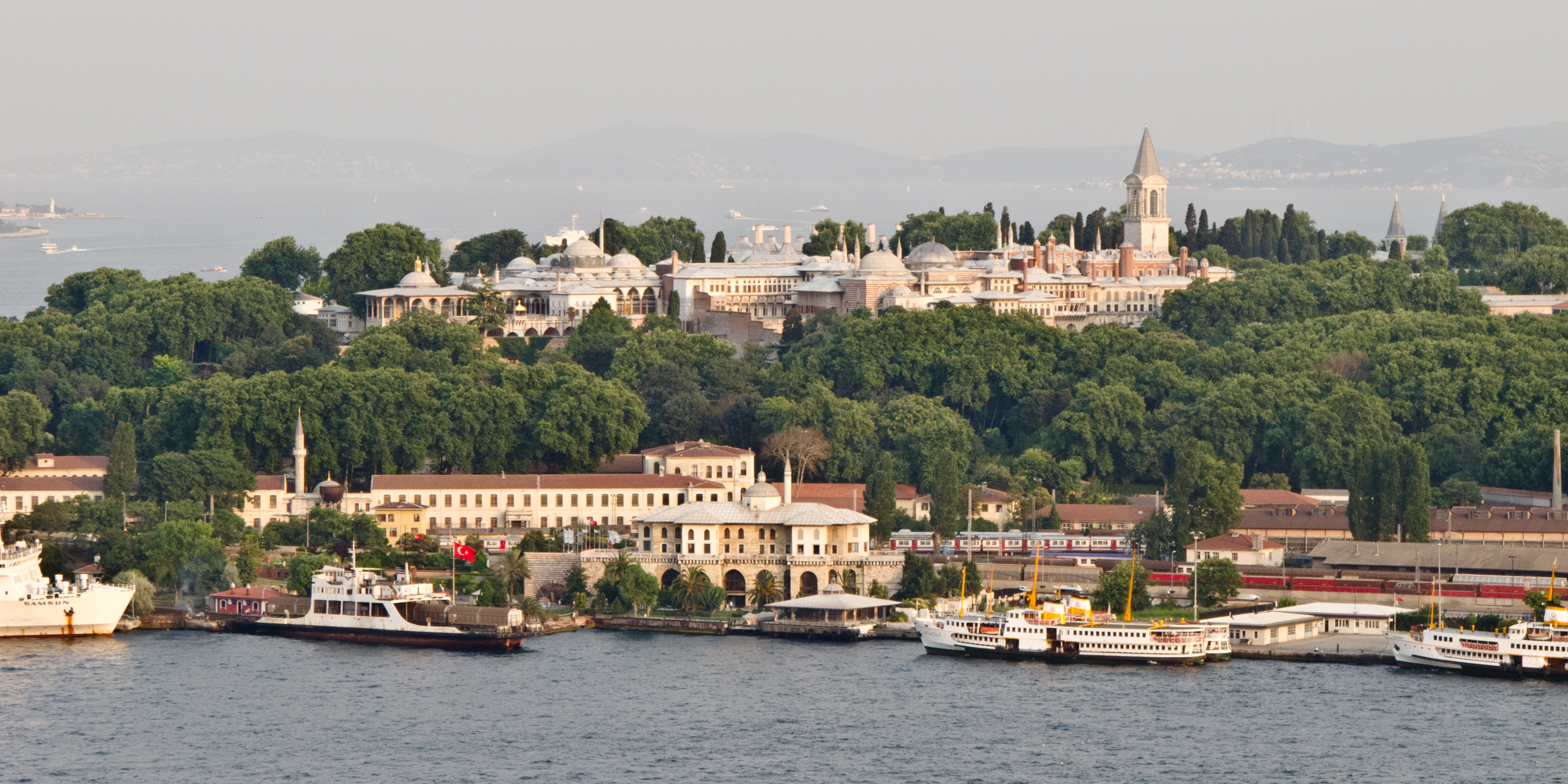
Le palais de Topkapı est un palais d'Istanbul, en Turquie. De 1465 à 1853, il est la résidence de ville, principale et officielle, du sultan ottoman.

Le 13 octobre 1918, les dirigeants Jeunes-Turcs sont écartés du pouvoir. L'armistice de Moudros signé le 30 octobre avalise la défaite militaire de l'Empire ottoman et son démembrement. Le 12 novembre, les troupes britanniques, françaises et italiennes entament l'occupation de Constantinople (1918-1923).

### Guerre d'indépendance (1919-1923): fin de l'Empire et traité de Lausanne
Le 10 août 1920, mettant officiellement un terme à la Première Guerre mondiale, le traité de Sèvres partage l’Empire ottoman ; il prévoit un Kurdistan autonome et une Arménie indépendante, attribue la Thrace orientale et la région de la mer Égée à la Grèce et met les territoires arabes sous contrôle de la France et du Royaume-Uni.
Entre 1920 et 1923, Mustafa Kemal Atatürk mène la guerre républicaine destinée à récupérer une grande partie des territoires perdus par le traité de Sèvres.
La déposition de Mehmed VI, dernier sultan ottoman et avant-dernier calife du monde musulman, intervient le 1er novembre 1922.
Le 24 juillet 1923, le traité de Lausanne annule le traité de Sèvres en attribuant toute l’Anatolie et la Thrace orientale à la Turquie. La minorité grecque de Turquie fait l'objet d'un échange de populations avec la minorité turque de Grèce (1,6 million de Grecs d'Anatolie contre 385 000 musulmans de Grèce). Toutefois, sont exclus de l'échange de populations les habitants grecs de Constantinople et des îles de Imbros et Tenedos, ainsi que les habitants musulmans de la Thrace occidentale ; les derniers Arméniens sont chassés, sauf à Constantinople.
Le 29 octobre 1923 est instituée à Ankara la Turquie moderne, républicaine et indépendante.

### République de Turquie (depuis 1923)
La révolution kémaliste parachève le mouvement initié par les Jeunes-Turcs à travers la création d'un État unitaire, la république de Turquie. Le mouvement révolutionnaire prend racine en Anatolie, y compris dans les parties occupées par la Grèce, la France ou l'Italie. Il redéfinit l'identité nationale turque et réduit la dimension religieuse à un islam sunnite étroitement contrôlé et régulé par l'État. Des communautés musulmanes non sunnites comme les alevi bektachi ou non turciques comme les Lazes et les Kurdes jouent un rôle de premier plan lors de la guerre d'indépendance. Toutefois, les différents partis politiques qui se succéderont à la tête de l'État n’intégreront pas le caractère pluriel de la révolution turque dans les textes fondateurs du nouvel État. En revanche, pour récompenser leur rôle actif lors de la guerre d'indépendance, Mustafa Kemal Atatürk accordera aux femmes turques le droit de vote et d'éligibilité en 1930, pour les élections municipales, et en 1934 pour les élections législatives.

#### Révolution kémaliste et parti unique

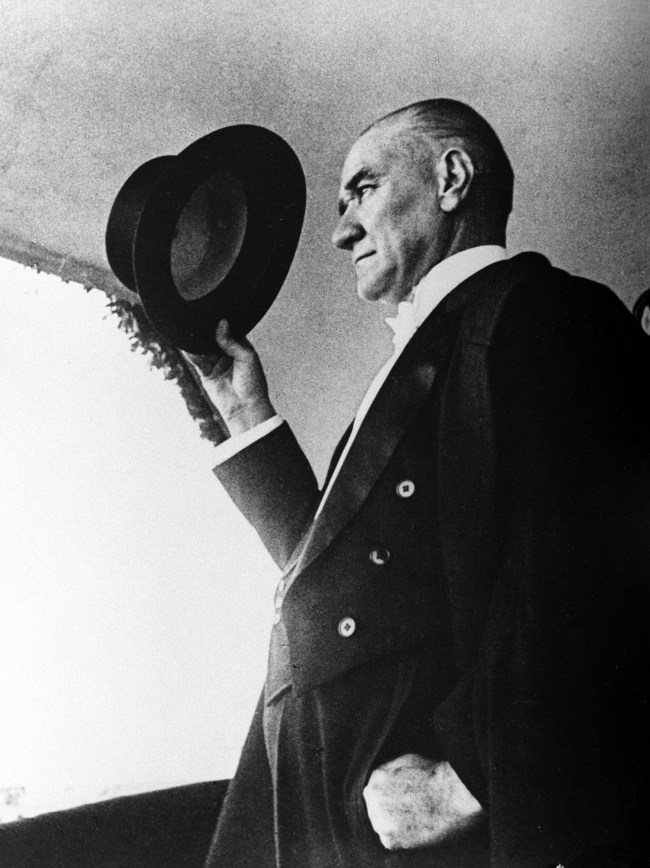
Mustafa Kemal Atatürk, fondateur et premier président de la République.

Le 9 septembre 1923, le parti unique Cumhuriyet Halk Partisi (Parti républicain du peuple) est créé. C'est le début des réformes kémalistes. Le 13 octobre 1923, Ankara devient la nouvelle capitale en remplacement de Constantinople. Le 29 octobre 1923, la Grande Assemblée nationale de Turquie proclame la République avec à sa tête Mustafa Kemal Pacha (Atatürk) qui devient ainsi le premier président de la République. En 1924, une nouvelle constitution est adoptée. Le califat est aboli, les 144 membres de la famille impériale (la dynastie ottomane) sont déchus de leur nationalité et expulsés du pays.
En 1925, la révolte kurde menée par Cheikh Saïd et soutenue par les Britanniques, est réprimée. İsmet İnönü est nommé Premier ministre.
En 1926, les codes civil et pénal sont adoptés, la polygamie est interdite, le mariage civil est instauré comme seul type de mariage reconnu par l'État. En 1928, l'alphabet latin est adopté. L'école primaire devient gratuite et obligatoire. La référence à l'islam comme religion officielle dans la constitution est supprimée.

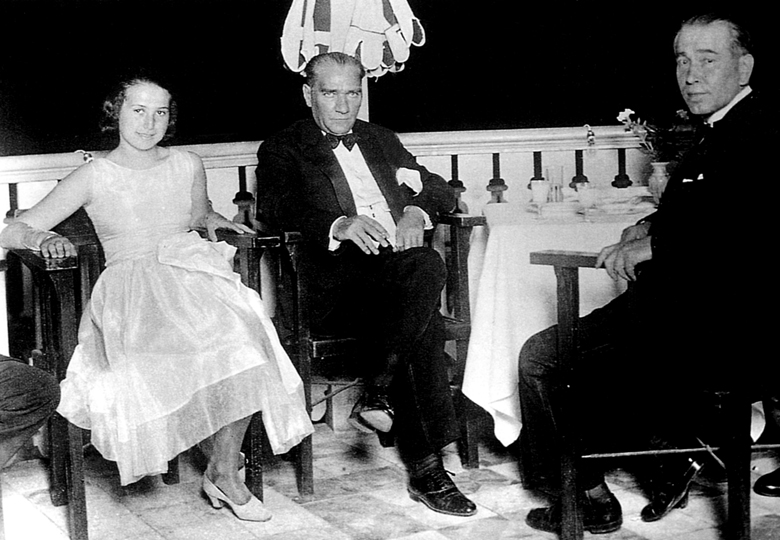
Mustafa Kemal Atatürk (centre) avec Ali Fethi Okyar (à sa gauche, fondateur du Parti libre de la République) et la fille de Okyar, Nermin Hanım (Nermin Kırdar, à sa droite) à Yalova, 13 août 1930.

En 1930, Atatürk a demandé à son ami proche, camarade et collègue Ali Fethi Okyar d'établir un parti d'opposition, afin de commencer la démocratie multipartite en Turquie. Le 12 août 1930, Okyar crée le Serbest Cumhuriyet Fırkası (Parti libre de la République). Toutefois, le parti est bientôt dominé par les opposants islamistes aux réformes d'Atatürk, en particulier en ce qui concerne la laïcité. Le 17 novembre 1930, Okyar décide de dissoudre ce parti : il pense que les réformes kémalistes ont besoin de plus de temps pour être consolidées pleinement avant de se confronter à un parti d'opposition.
En 1930, les femmes turques obtiennent le droit de vote et d'éligibilité pour les élections municipales, et en 1934 pour les élections législatives. 18 femmes parlementaires sont élues au Parlement turc lors des élections législatives de 1935.
Depuis le 30 janvier 1932, l'appel à la prière, récité cinq fois par jour à partir des minarets, est fait en turc (tr) en remplacement de l'arabe (cette mesure a été modifiée pour revenir à l'arabe le 16 juin 1950). Porter l'habit religieux en dehors des lieux de culte est interdit. Le port de costumes et chapeaux de style occidental moderne est rendu obligatoire par des lois et règlements.
En 1934, une loi (Soyadı Kanunu, « loi sur les noms de famille ») est adoptée obligeant les Turcs à prendre des noms de famille : le Parlement turc accorde à Mustafa Kemal Pacha le nom de famille honorifique d'Atatürk (« Père des Turcs »).

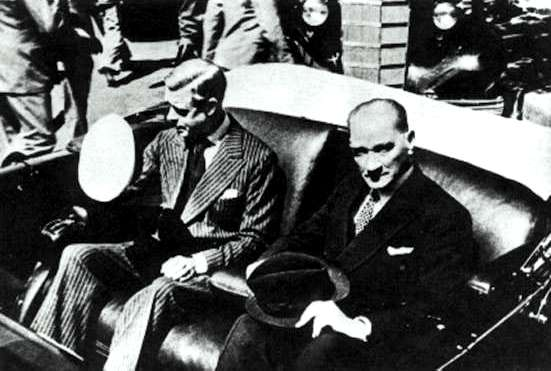
Édouard VIII et Atatürk à Istanbul le 4 septembre 1936.

En 1935, le dimanche est adopté comme jour de repos hebdomadaire en remplacement du vendredi. En 1936, la convention de Montreux rétablit la souveraineté totale de la Turquie sur les détroits turcs.
En 1937, via un amendement constitutionnel, la Turquie est officiellement définie comme un État laïque. La phrase introduite dans la constitution déclare : « l’État turc est républicain, nationaliste, populiste, étatiste, laïc et réformateur » (Türkiye Devleti, Cumhûriyetçi, Milliyetçi, Hâlkçı, Devletçi, Laik ve İnkılâpçı’dır). Ces adjectifs sont connus comme les « six principes d’Atatürk ».
En 1938, environ 40 000 Zazas (kurdophones de confession alévie) sont tués dans la révolte de Dersim. Le 10 novembre 1938, Mustafa Kemal Atatürk meurt. Le nouveau président, désigné par le parlement, est İsmet İnönü.
En 1939, la France s'assure de la neutralité de la Turquie en lui cédant le sandjak d'Alexandrette, d'abord déclaré indépendant puis annexé. En 1941, un pacte de non-agression est signé avec le Troisième Reich. En 1945, la Turquie s'engage finalement dans la Seconde Guerre mondiale contre l'Allemagne, deux mois avant la capitulation de celle-ci. Elle devient l'un des 51 membres fondateurs de l'ONU. En 1945, le système de parti unique prend fin.

#### Post-kemalisme et multipartisme

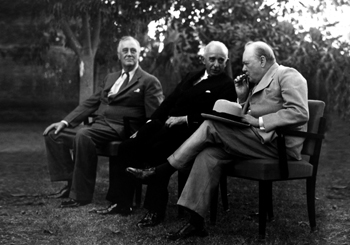
Roosevelt, İnönü et Churchill. Seconde conférence du Caire, 4-6 décembre 1943.

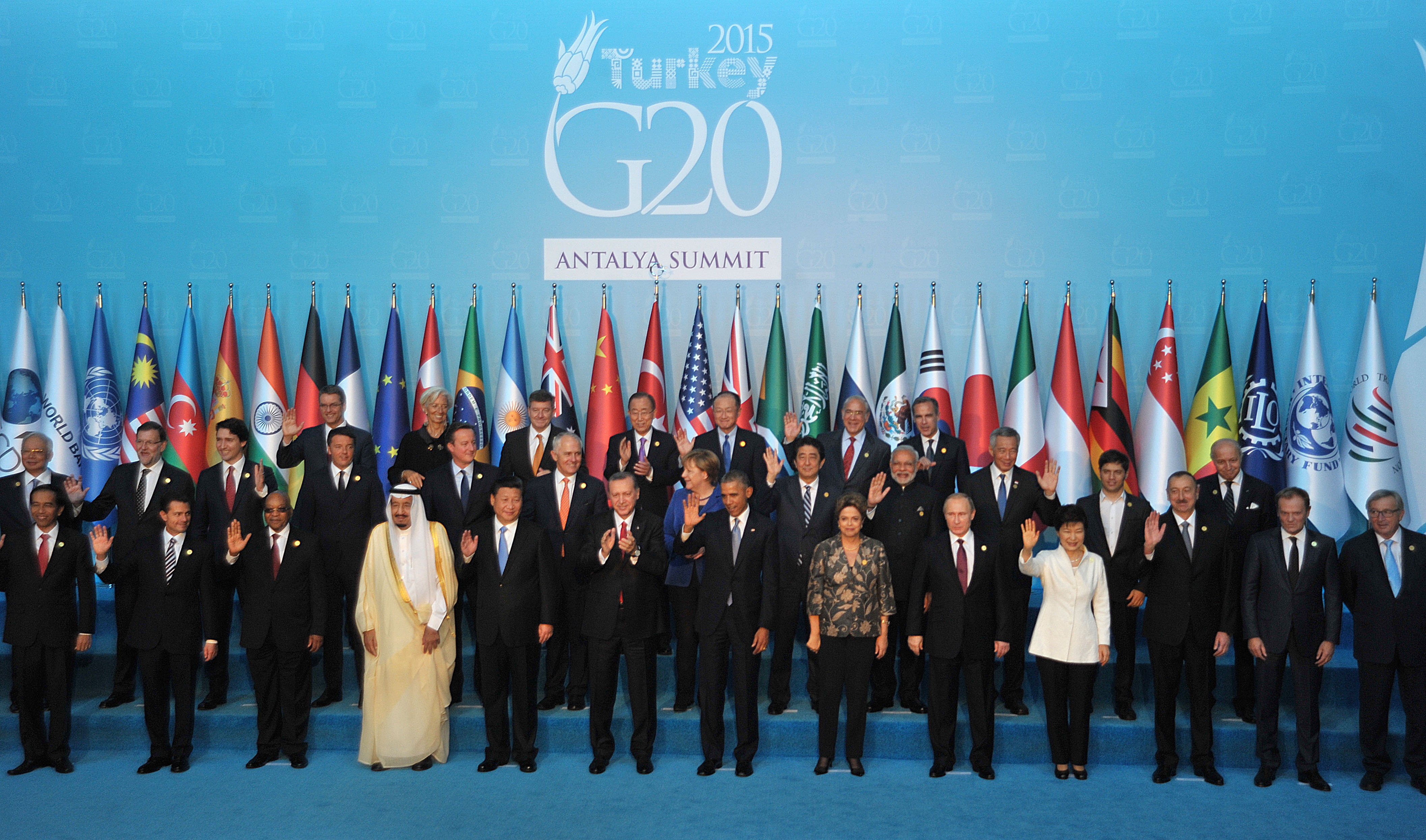
La Turquie est un membre fondateur de l'OCDE (1961) et du Groupe des vingt (1999).

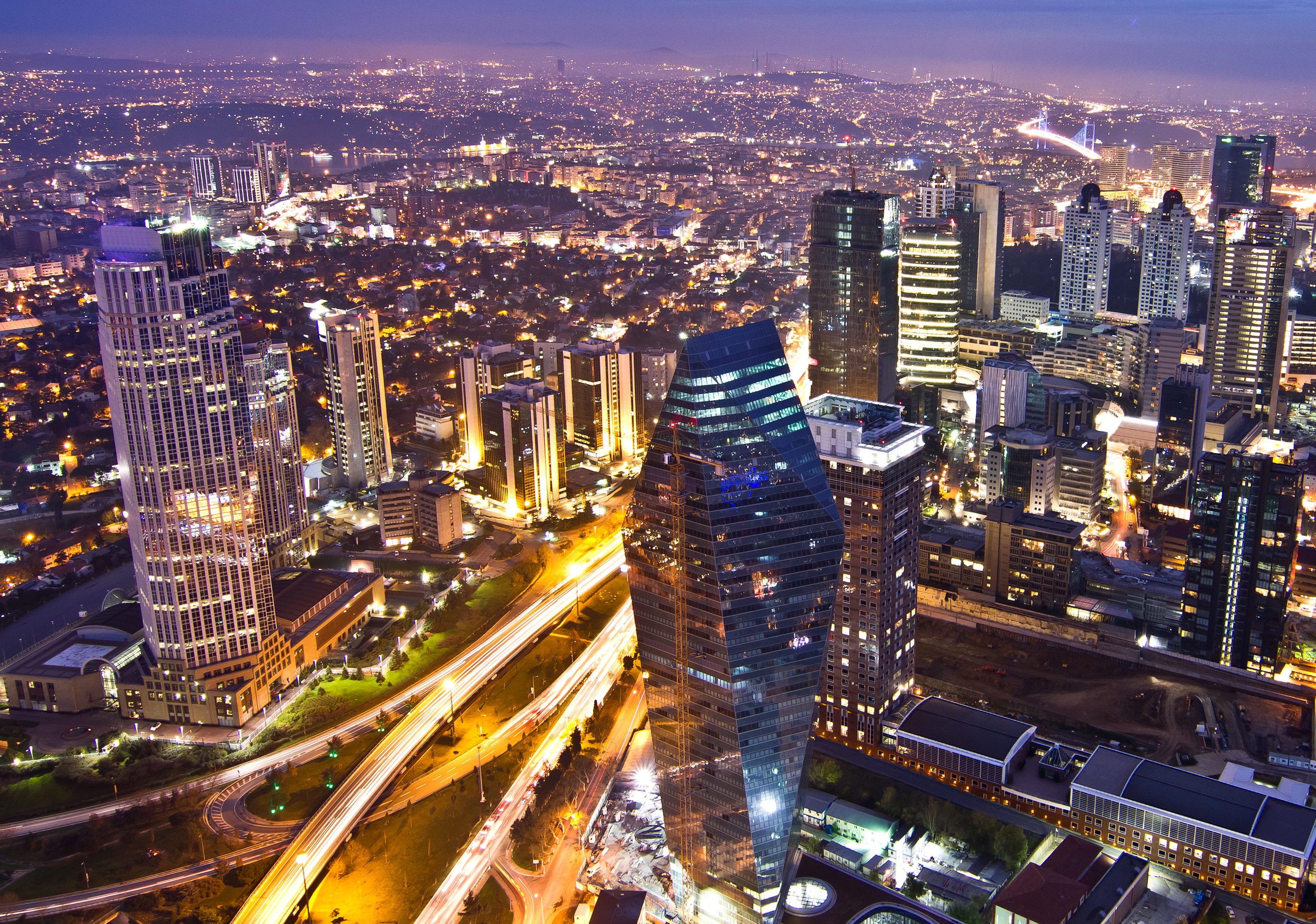
Istanbul, historiquement connue sous le nom de Byzance et plus tard sous le nom de Constantinople, est la plus grande ville de Turquie et l'ancienne capitale impériale du pays jusqu'en 1923.

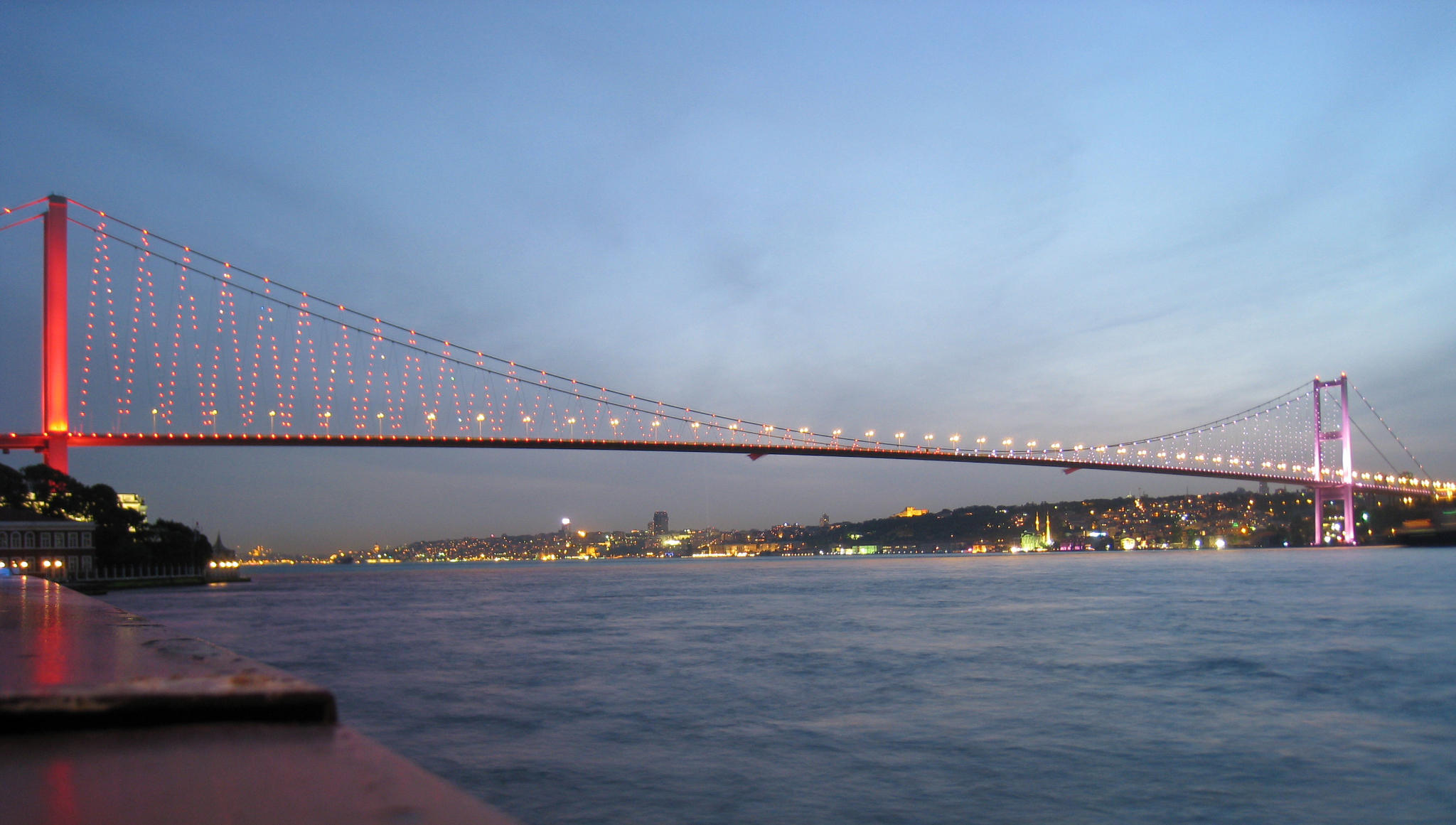
Le Pont du Bosphore (1973) à Istanbul est le plus ancien des trois ponts suspendus et deux tunnels souterrains qui traversent le détroit du Bosphore et relient les côtés européen et asiatique de la ville.

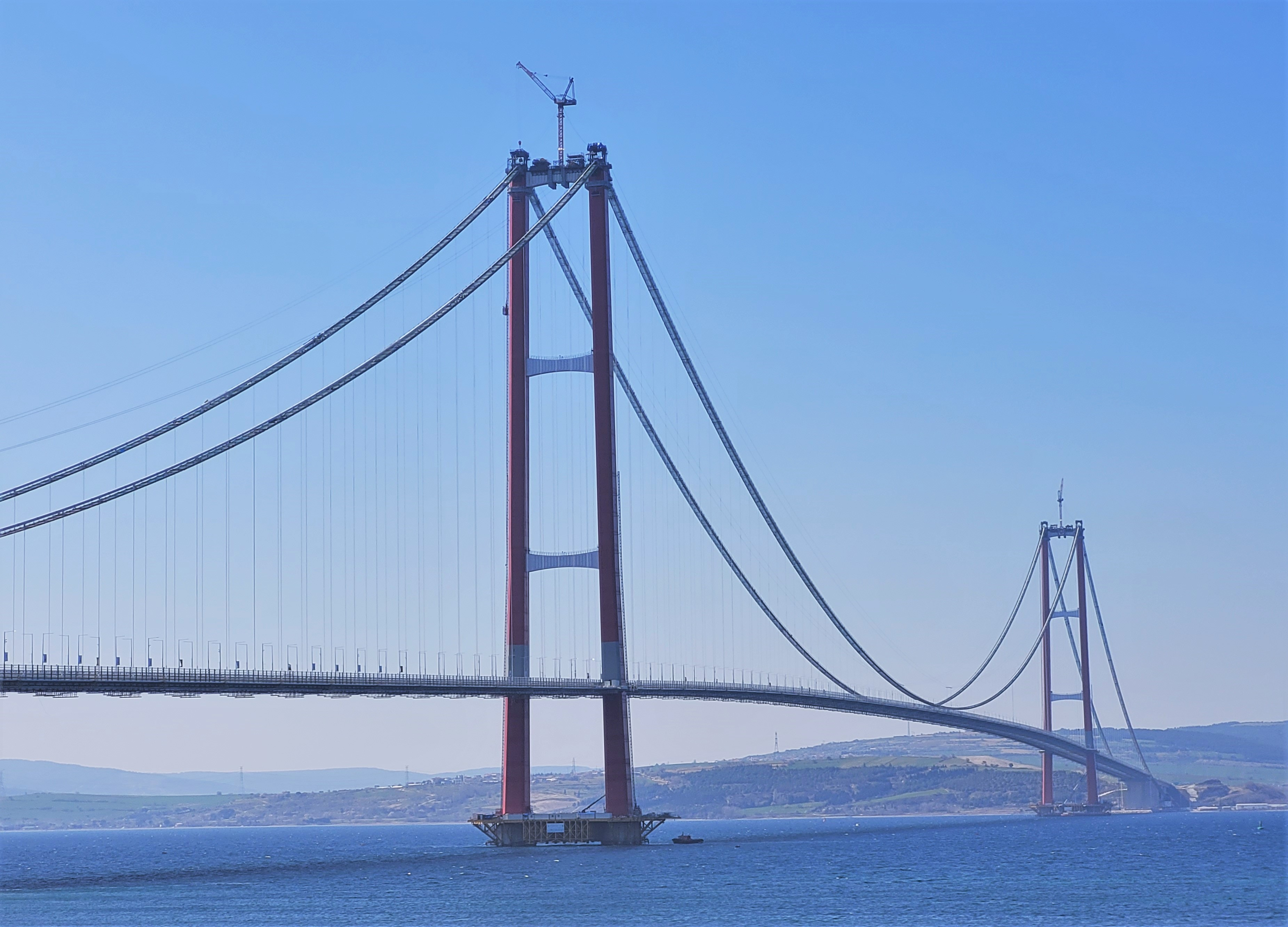
Le pont du détroit des Dardanelles (2022) est le plus long pont suspendu du monde, avec une portée de 2023 m.

L'après-guerre et les décennies qui suivent se caractérisent par un lent abandon des principes de Mustafa Kemal, le retour graduel et de manière légale des forces religieuses qui peu à peu réinvestissent l’espace public, ce mouvement général n'étant freiné que par les coups d'État successifs de l’armée (27 mai 1960, 12 mars 1971, 12 décembre 1980, et 28 février 1997), qui se pose comme la gardienne des valeurs kémalistes et la garante des principes fondateurs de la république.
En 1946, le Demokrat Parti (DP) est créé par Celâl Bayar, opposant de longue date d'İnönü. En 1947, la Turquie bénéficie du plan Marshall (225 millions de $).
Le 14 mai 1950, le Demokrat Parti (DP) gagne les élections législatives. Adnan Menderes devient Premier ministre et Celâl Bayar président de la République. Voulant asseoir sa popularité, le parti adopte dès le départ une ligne clairement favorable à l'islam.
De nombreuses interdictions religieuses datant d'Atatürk sont abandonnées. L'appel à la prière est de nouveau récité en arabe.
Un processus de libéralisation économique, avec la diminution du poids de l'État est mis en place. Le nouveau gouvernement engage un plan de développement économique important des provinces rurales. Le DP favorise l'accroissement de la mécanisation agricole (le nombre de tracteurs passant de 1 000 en 1950 à 42 000 en 1960), la hausse des crédits à la culture de céréales (blé, mais…). Cette politique, couplée à la rhétorique islamique du DP assoit sa popularité dans le monde rural turc (80 % de la population). Mais elle se traduit par la coupure des crédits à l'industrie (exportatrice), un déficit public élevé, un gonflement important de la dette, des déficits de la balance des paiements et une forte inflation, masquée par l'aide américaine. Le parti remporte les élections de 1954 et 1957 et reste au pouvoir jusqu'au coup d'État de 1960.
Le 18 février 1952, la Turquie devient membre de l'OTAN.
En 1952, le journaliste pro-kémaliste Ahmet Emin Yalman a survécu à une tentative d'assassinat par une organisation religieuse clandestine. Le DP, alors au pouvoir, prend des mesures pour lutter contre les mouvements islamistes.
En 1953, le gouvernement dissout de nombreuses organisations et associations religieuses.
Les 6 septembre 1955 et 7 septembre 1955, la communauté grecque orthodoxe d'Istanbul est attaquée et ses biens sont pillés.
En 1955, le pays connaît une grave crise économique, liée à la faible industrialisation du pays et à la fin des crédits américains. Le gouvernement Menderes engage une politique de rigueur budgétaire, couplée à une remise en cause des libertés fondamentales.
Le 27 mai 1960, un coup d'État militaire a lieu. Le parti DP est dissous et l'État d'urgence instauré. Adnan Menderes et deux autres figures importantes du Demokrat Parti sont jugés par un tribunal spécial et pendus pour haute trahison en septembre 1961.
En 1961, une nouvelle constitution est adoptée par référendum avec 67 % de pour. Bien plus démocratique que la première[réf. nécessaire], elle instaure un Conseil de sécurité nationale (MGK) qui conforte le rôle politique de l'armée. Le Cumhuriyet Halk Partisi arrive au pouvoir. İsmet İnönü redevient Premier ministre, tandis que le chef des putschistes, Cemal Gürsel, est élu quatrième président de la République.
Le 11 février 1961 est créé le Parti de la Justice (PJ), qui succède au Demokrat parti (DP).
Le 22 février 1962, une tentative de coup d'État est menée par le colonel Talat Aydemir. Le putsch a avorté sans faire de victimes par la résistance énergique du Premier ministre İnönü. Aydemir s'est rendu à condition de ne pas être jugé. Le 21 mai 1963, une seconde tentative de coup d'État est menée par le colonel Talat Aydemir. Des accrochages ont eu lieu dans les rues d'Ankara entre les forces d'Aydemir et celles restées fidèles au gouvernement, faisant 8 morts. Talat Aydemir s'est finalement rendu. Il est jugé et condamné à mort en 1964.
En décembre 1963, la première crise chypriote a lieu.
En 1965, le Adalet Partisi (PJ) gagne les élections législatives avec 52,87 % des voix. Süleyman Demirel est nommé Premier ministre. Il poursuit la politique du « retour à l'islam » du DP. On notera le développement des premiers mouvements islamistes (alors qu'ils étaient absents en 1950) dont le PJ devra tenir compte pour espérer conserver le pouvoir.
En 1966, Cevdet Sunay devient le cinquième président de la République.
La même année, le Parti de la Justice voit apparaitre en son sein une fraction de députés et de militants politiques (à laquelle appartient le futur dirigeant islamiste Necmettin Erbakan) réclamant une politique beaucoup plus orienté vers l'islam.
En 1969, la Turquie adhère à l'Organisation de la coopération islamique. Sous l'impulsion de Mustapha Kemal, la Turquie avait quitté la conférence de La Mecque en 1926, estimant que sa participation à une conférence islamique était contraire à son esprit laïque.
En 1970, une crise économique a lieu avec un climat de violence et des attentats d’extrême gauche.
Le 12 mars 1971, Süleyman Demirel démissionne à la suite d'une déclaration musclée de l'État-major. Les mouvements de gauche connaissent une répression violente. La liberté de la presse et des droits syndicaux sont limitées. Le Parlement reste en fonction et des gouvernements technocrates sont formés par des hommes politiques « indépendants », proches de l'État-major.
En 1973, Fahri Korutürk est élu le sixième président de la République. Les élections législatives sont remportées par le Cumhuriyet Halk Partisi de Bülent Ecevit qui devient Premier ministre.
Le 29 octobre 1973, le pont du Bosphore est inauguré.
Le 20 juillet 1974, l'opération Attila débute. À la suite d'un coup d'État des nationalistes grecs contre le gouvernement chypriote en place visant à rattacher l'île à la Grèce, et en s'appuyant sur le traité de garantie de la Constitution de 1960, la Turquie intervient militairement à Chypre, et occupe le Nord de l'île en deux jours. Cette rapide victoire de l'armée turque aboutira à la division de l'île et à la chute de la dictature des colonels en Grèce. Un embargo militaire américain est mis en place.
En 1975, les premiers attentats terroristes de l’Armée secrète arménienne de libération de l'Arménie ont lieu. Jusqu’en 1997, 120 attentats et 22 assassinats contre des diplomates turcs seront perpétrés par l'ASALA qui cherche par là à forcer le gouvernement turc à reconnaître le génocide arménien — et, à défaut, attirer l'attention internationale sur la question arménienne. Au total, le bilan des attentats imputés à l'ASALA est de 46 morts et 299 blessés.
En 1977, le défilé traditionnel du 1er mai est attaqué par des militants de l'extrême-droite, faisant 27 morts. Ce carnage marque le début d'une quasi-guerre civile entre les fractions de gauche et de droite qui feront plus de 5 000 morts jusqu'en 1980.
Le 19 décembre 1978, 111 citoyens alevis sont tués durant le massacre de Maraş.
De mai à juillet 1980, 57 militants de gauche principalement alevis sont tués durant le massacre de Çorum. En mai 1980, une grève générale proteste contre les violences de l'extrême droite.
La Turquie est confrontée à un chaos sécuritaire et économique tel que le haut état-major se prépare à faire de nouveau intervenir l'armée pour garantir la sécurité du pays.
Le 12 septembre 1980, un coup d’État militaire entraîne l'arrestation de 250 000 personnes ainsi que la dissolution du parlement et l'interdiction des partis politiques. Le chef d'état-major Kenan Evren devient président de la République.
En novembre 1982, une nouvelle constitution rédigée par les militaires est adoptée par référendum ; les anciens partis restent interdits. L'armée rend progressivement le pouvoir aux civils, introduit l'instruction religieuse primaire obligatoire, mais renforce son contrôle politique sur le gouvernement et le parlement par le biais du Conseil de sécurité nationale (MKG).
En décembre 1982, une crise financière a lieu ; des dizaines de milliers d'épargnants perdent leurs économies.
Le 15 novembre 1983, la république turque de Chypre du Nord est créée, mais elle est uniquement reconnue par la Turquie.

##### Retour au régime civil
En décembre 1983 : retour au régime civil. L'Anavatan Partisi, nouvellement créé, gagne les élections législatives et Turgut Özal est nommé Premier ministre. Eu lieu un virage néo-libéral (vague de privatisations).
Le 10 janvier 1984, l'avortement est légalisé.
Le 15 août 1984, la guérilla menée par le PKK d’Abdullah Öcalan débute. Les affrontements avec les forces gouvernementales qui s'ensuivent feront plus de 42 000 morts jusqu’en 2010 et de très nombreux déplacés.
Le 6 septembre 1986, une fusillade a lieu dans la synagogue Névé-Shalom à Istanbul, perpétrée par des terroristes palestiniens, elle fait 22 morts.
Le 18 juin 1988, une tentative d'assassinat est perpétrée contre le Premier ministre Turgut Özal lors du congrès de son parti. Il est légèrement blessé. Le tireur, Kartal Demirağ, un ultra-nationaliste, affirme avoir agi seul.
En 1989, Turgut Özal est élu président par le Parlement. Yıldırım Akbulut est nommé Premier ministre.
En 1990, les premières diffusions radiotélévisées privées débutent. Le monopole de l'État sur l'audiovisuel ne sera levé officiellement qu'en 1993.
En 1991, Mesut Yılmaz (ANAP) devient Premier ministre. En 1991, Süleyman Demirel, est nommé Premier ministre à la suite des élections législatives du 20 octobre 1991.
Le 17 avril 1993, le président Turgut Özal meurt, il est remplacé par Süleyman Demirel, qui devient ainsi le neuvième président de la République.

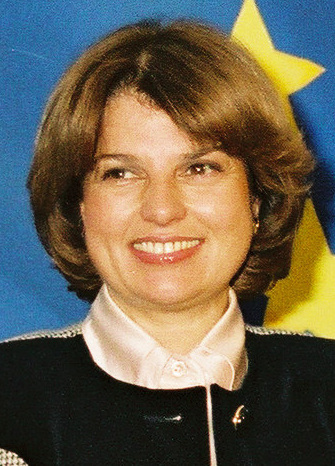
Tansu Çiller est une économiste et femme d'État turque. Elle est la première et la seule femme à avoir exercé la charge de Premier ministre dans ce pays.

En juin 1993, Tansu Çiller (Doğru Yol Partisi) est la première femme à occuper le poste de Premier ministre.

##### Montée des mouvements islamistes et premier gouvernement
En 1990, une vague d'assassinats politiques attribués aux islamistes touche l'universitaire Muammer Aksoy (le 31 janvier), le rédacteur en chef du journal Hürriyet Çetin Emeç (le 7 mars), l'essayiste Turan Dursun (le 4 septembre) et l'universitaire et députée Bahriye Üçok (le 6 octobre).
Le 24 janvier 1993, Uğur Mumcu, chroniqueur du journal Cumhuriyet, est assassiné. Ses funérailles se transforment en une grande manifestation en faveur de la laïcité. Le 2 juillet 1993, 37 intellectuels alévis meurent dans l'incendie criminel de l'hôtel Madımak à Sivas, attribué aux islamistes.
Le 24 mars 1994, les élections municipales sont massivement remportées par les islamistes du Parti du Bien-Être (Refah Partisi, créé en 1983). Recep Tayyip Erdoğan devient le premier maire islamiste d'Istanbul.
Le 12 mars 1995, des émeutes dans la banlieue défavorisée de Gazi à Istanbul, majoritairement alévi, font 17 morts.
En décembre 1995, des élections législatives ont lieu, le parti islamiste du bien-être sort vainqueur. En juillet 1996, un gouvernement islamiste du chef du RP Necmettin Erbakan est mis en place. Il est poussé à démissionner 11 mois plus tard, en juin 1997, sous la pression de l'armée et de la société civile (médias, milieux d'affaires et universités). Mesut Yılmaz redevient Premier ministre.

##### Gouvernements de coalition
En octobre 1998, des pressions politico-militaires sont faites sur la Syrie pour forcer cette dernière à extrader Abdullah Öcalan, le chef du PKK. Damas résiste, mais sous la pression de la communauté internationale, elle accepte finalement de l'expulser. Öcalan se rend d'abord en Russie, puis en Italie via la Grèce.
En janvier 1999, Bülent Ecevit est nommé Premier ministre d'un gouvernement minoritaire. En février 1999, le chef du PKK, Abdullah Öcalan, est arrêté au Kenya. Il est jugé et condamné à mort en juin 1999, mais sa peine est commuée en prison à vie lors de l'abolition de la peine capitale quelques années plus tard.
En mai 1999, les élections législatives anticipées voient le DSP (parti d'Ecevit) en sortir vainqueur. Bülent Ecevit devient Premier ministre d'une coalition rassemblant la gauche (DSP), le centre-droit (ANAP) et l'extrême-droite nationaliste (MHP).
Le 17 août 1999, un tremblement de terre dévastateur au nord-ouest du pays fait 17 000 morts.
Le 16 mai 2000 : Ahmet Necdet Sezer devient le dixième président de la République.
En février 2001, une grave crise financière induit la dévaluation de 50 % de la lire turque, des centaines de milliers de gens perdent leur emploi. En 2001, Kemal Derviş, ministre de l'Économie, met en place d'importantes réformes économiques, avec la mise en place de l'autonomie de la banque centrale et la recapitalisation, la restructuration ou la saisie d'établissements financiers.
En août 2002, la peine de mort est abolie officiellement, sauf en temps de guerre (abolition en 2004) ; la dernière exécution date en fait de 1984.

##### Rapprochement avec l'Union européenne
En 1949, la Turquie est cooptée (en même temps que la Grèce) par les membres fondateurs du Conseil de l'Europe trois mois après la signature du traité de Londres.
En 1959, la Turquie pose sa candidature pour devenir membre associé de la CEE. En 1963, un accord d'association est signé entre la Turquie et la CEE.
En avril 1987, la Turquie demande son adhésion à l’Union européenne. En décembre 1989, la Commission européenne déclare la Turquie éligible à la candidature, mais elle diffère l'examen du dossier.
Le 1er janvier 1996, l'union douanière entre l'Union européenne et la Turquie entre en vigueur. La Turquie abolit les taxes d'importation sur les produits venant de l'Union européenne.
En décembre 1999 : l'Union européenne accepte officiellement la candidature de la Turquie lors du sommet d'Helsinki et souligne la « vocation européenne » du pays, mais elle fixe à son entrée dans l'UE des conditions que la Turquie accepte.
En octobre 2010, la Turquie modifie radicalement sa constitution pour remplir les critères politiques fixés par l'Union européenne. Paradoxalement, ces modifications qui s'inscrivent dans la logique occidentale minent la volonté de laïcisation introduite par Atatürk : la disparition du rôle politique de l'armée « favorise les partis de centre droit favorables à la réislamisation de la société turque ».
En décembre 2013, un accord sur l'immigration est signé entre la Turquie et l'Union européenne : la première récupérera désormais les migrants illégaux arrivés en Europe par son territoire ; en échange, l'Union européenne accède à sa demande de mettre fin aux visas exigés des ressortissants turcs pour pouvoir entrer dans l'espace Schengen, selon un calendrier de négociations dont la durée initialement prévue est de trois ans et demi. La mise en place effective de cet accord est cependant remise en doute en 2016 à la suite des tensions diplomatiques apparaissant lors des purges suivant la tentative de coup d'État de juillet.

#### AKP et Erdoğan
L'arrivée au pouvoir le 3 novembre 2002 du parti AKP et de Recep Tayyip Erdoğan qui devient Premier ministre (en mars 2003) consacre le succès de la stratégie liant libéralisme constitutionnel et économique et valeurs traditionnelles de l'islam sunnite.
Cette arrivée au pouvoir des conservateurs détermine un infléchissement de la politique étrangère en direction du monde sunnite tout en restant un allié important des États-Unis dans la région. Le 1er mars 2003, le Parlement turc refuse de permettre le stationnement des troupes américaines sur le sol turc lors du déclenchement de la guerre en Irak. Ce repositionnement diplomatique est également marqué par l'attaque du Mavi Marmara en 2010 qui entraîne une sérieuse dégradation des relations entre Israël et la Turquie, puis depuis 2011 face à la guerre civile syrienne, par l'engagement actif d'Ankara s'efforçant de provoquer la chute du régime alaouite de Bachar el-Assad et au contraire, en 2014, son refus de s'engager dans la lutte contre l'État islamique.
Les 15 et 20 novembre 2003 deux attentats à la voiture piégée d'Al-Qaïda à Istanbul, sont mis en place, contre des intérêts juifs et britanniques faisant 60 morts.
En 2004, la diffusion audiovisuelle des langues minoritaires est autorisée. Les premières émissions en langue kurde à la télévision publique, sur la TRT, voient le jour. En 2005, une nouvelle livre turque (YTL) est introduite (1 YTL = 1 000 000 TL (3 212,072 milliards)). Le 1er juin 2005, un nouveau code pénal est adopté accordant plus de libertés individuelles et plus conforme aux exigences européennes. Le 3 octobre 2005, les négociations d'adhésion avec l'Union européenne débutent.
Le 19 janvier 2007, Hrant Dink, rédacteur en chef du journal Agos (publié à Istanbul en turc et en arménien), est assassiné. 200 000 personnes assistent à ses funérailles le 23 janvier.

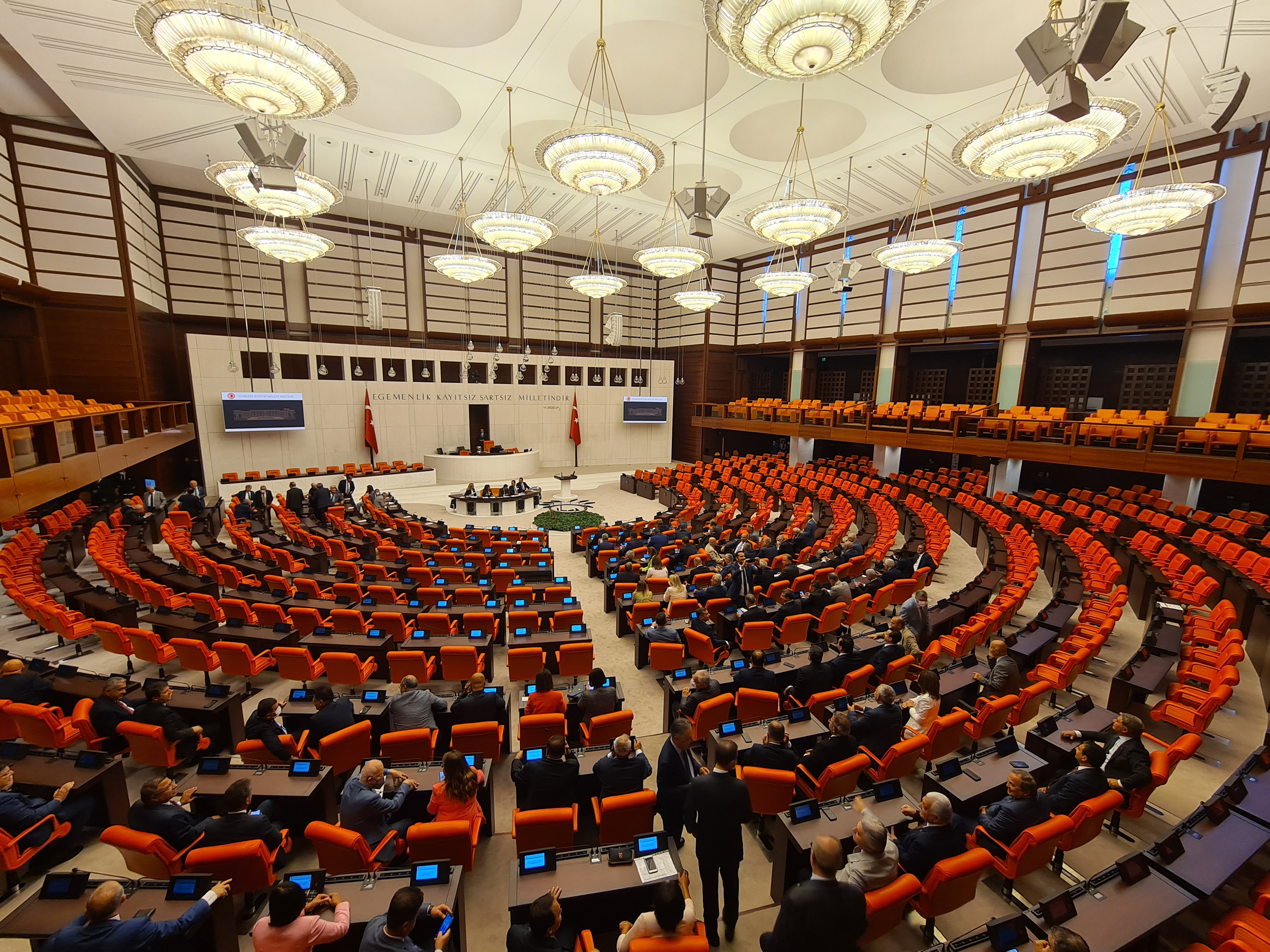
La Grande Assemblée nationale de Turquie à Ankara.

En avril et mai 2007, une crise politique a lieu autour de l'élection du nouveau président par l'Assemblée nationale, ce qui déclenche des élections anticipées. Malgré la fin de son mandat le 16 mai, le président Sezer garde son poste en attendant son successeur.
Le 22 juillet 2007, aux élections législatives anticipées, l'AKP obtient 46,7 % des voix. Recep Tayyip Erdoğan conserve le poste de Premier ministre.
Le 28 août 2007, Abdullah Gül est élu onzième président de la République grâce à la majorité parlementaire de l'AKP. Le 21 octobre 2007, par un amendement constitutionnel par référendum (70 % pour), le président de la République sera désormais élu au suffrage universel.
Le 9 février 2008, un amendement constitutionnel est mis en place pour supprimer l'interdiction du foulard islamique à l'université. Cet amendement est annulé par la Cour constitutionnelle, le 5 juin 2008 sur la base de l'article 2 de la Constitution, qui garantit la laïcité. Le 30 juillet 2008, la Cour constitutionnelle rejette une demande d'interdiction du Parti de la Justice et du Développement (AKP), au pouvoir, accusé d'activités anti-laïques. La Cour avait été saisie le 14 mars 2008 par le procureur en chef de la Cour de cassation.

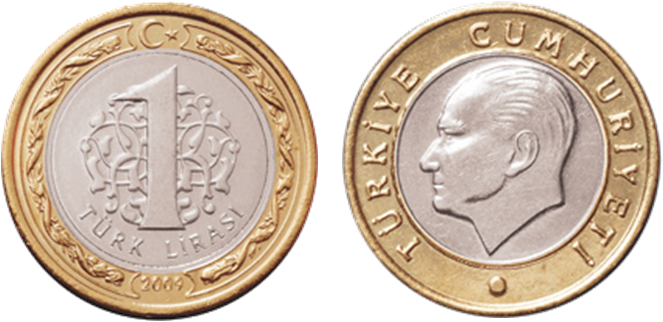
1 lire turque à l'effigie de Atatürk (groupe d'émissions E-9, qui est entré circulation le 1er janvier 2009).

Le 29 mars 2009 des élections municipales ont lieu. L'AKP, au pouvoir, perd des voix mais reste la première formation politique du pays.
Le 19 octobre 2009, à la suite de l'appel de l'ancien chef du PKK Abdullah Öcalan (emprisonné sur l'île d'Imrali en Turquie), le PKK envoie en Turquie un groupe, qu'il appelle groupe de paix composé de 34 personnes (8 membres du PKK et 26 citoyens turcs d'origine kurde du camp de Mahmour en Irak) pour une résolution de la question kurde.
En novembre 2009 commence le procès Ergenekon. Plus de 300 personnes (militaires, hommes politiques, universitaires et journalistes) pro-kémalistes sont arrêtées pour complot contre l'État. À partir de cette date, Recep Tayyip Erdoğan entame une politique beaucoup plus favorable à l'islam (autorisation du voile dans l'administration, restriction de la consommation d'alcool, fin de la mixité à l'école, etc.).
Le 12 septembre 2010, la Turquie approuve par référendum une réforme de la Constitution à 57,9 % et avec une participation de 77,6 %.
Le 12 juin 2011, le Parti de la justice et du développement (AKP) remporte les élections législatives.
Le 29 mai 2013, les manifestations du parc Taksim Gezi s'opposent à un projet immobilier à Istanbul, soutenu fortement par le pouvoir. Le mouvement se transforme rapidement en un mouvement de contestation massif du pouvoir de Recep Tayyip Erdoğan. Les rassemblements de contestation à Istanbul et dans 24 villes du pays durent plus de deux mois et sont durement réprimés (4 morts).

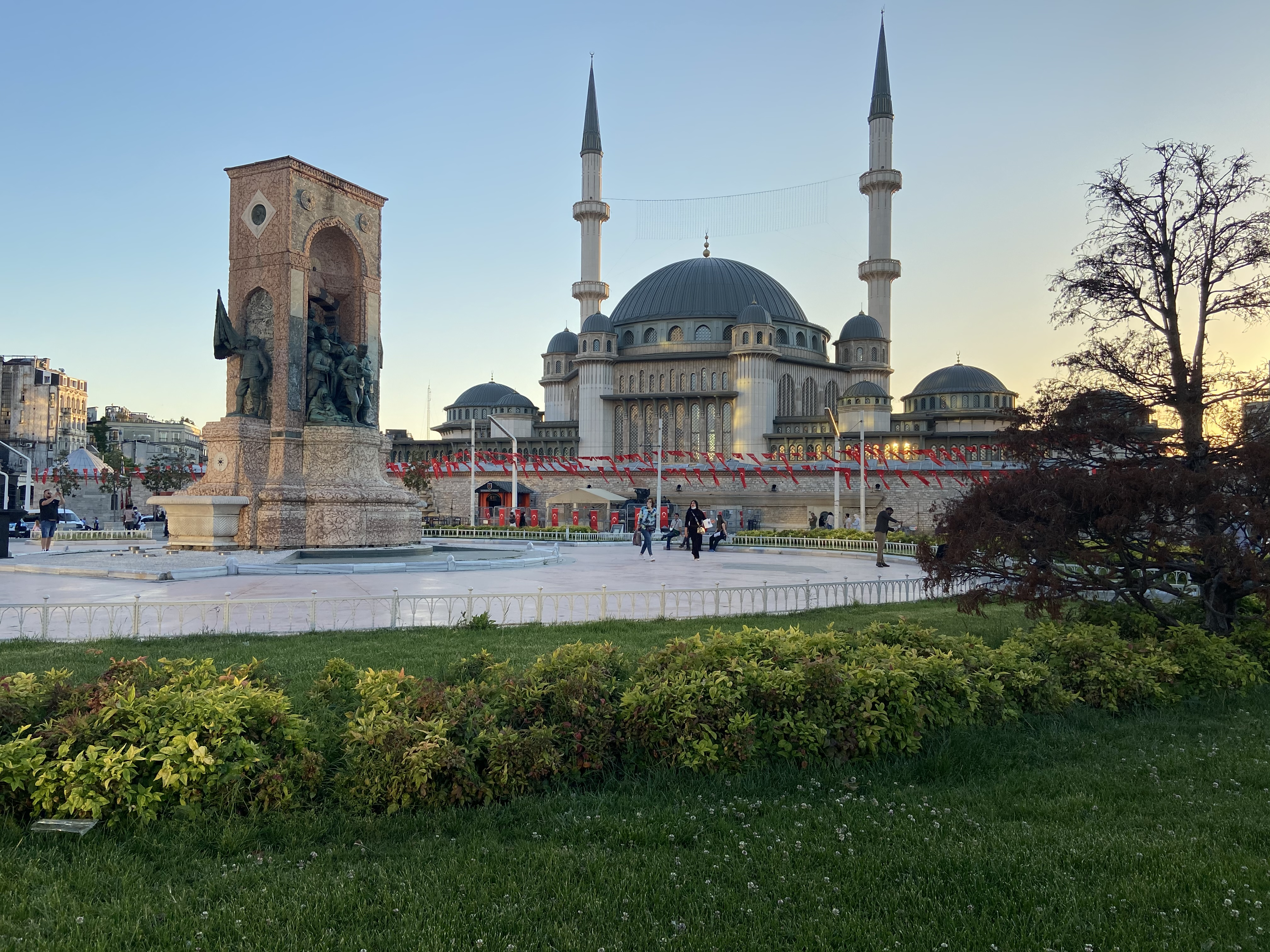
La place Taksim est une vaste place publique.

Le 10 août 2014, Recep Tayyip Erdoğan est élu douzième président de la République, pour la première fois au suffrage universel.
Lors des élections législatives de juin 2015, l'AKP perd la majorité absolue. Les tractations politiques ne permettent pas la formation d'un gouvernement. Les principaux points d'achoppement sont la mise en place d'une justice indépendante refusée par l'AKP et le règlement de la question kurde ignorée par le MHP.
Le 10 octobre 2015 l'attentat le plus meurtrier de l'histoire de la république turque fait 102 morts à Ankara et vise des militants de gauche manifestant pour la paix. Les deux bombes humaines étaient affiliées à l'État islamique. Malgré une note interne des services de sécurité, aucune mesure n'est prise par le ministère de l'Intérieur pour assurer le bon déroulement du meeting.
L'AKP retrouve la majorité absolue au parlement lors des élections législatives turques de novembre 2015.
Le 15 juillet 2016, une tentative de coup d'État militaire menace le pouvoir d'Erdoğan. Celui-ci appelle ses partisans à braver le couvre-feu. La tentative de coup d’État est avortée. Elle aura fait au moins 290 morts dont 104 putschistes abattus, et plus de 1 440 blessés. Environ 7 500 membres des forces armées ont été arrêtés. S'ensuivent également des purges visant des dizaines de milliers de personnes et, parallèlement, un durcissement préalable de la loi sur internet permet la poursuite du blocage de milliers de sites (dont Wikipédia, YouTube, Vimeo, Twitter, Dailymotion, Blogger ou encore Wordpress).
En février 2023, une série de séismes affecte 14 millions de personnes, soit un sixième de la population turque et fait plus de 50 000 victimes. Les dommages matériels sont énormes. On recense 61 722 bâtiments à reconstruire, soit environ 270 000 appartements.

## Géographie

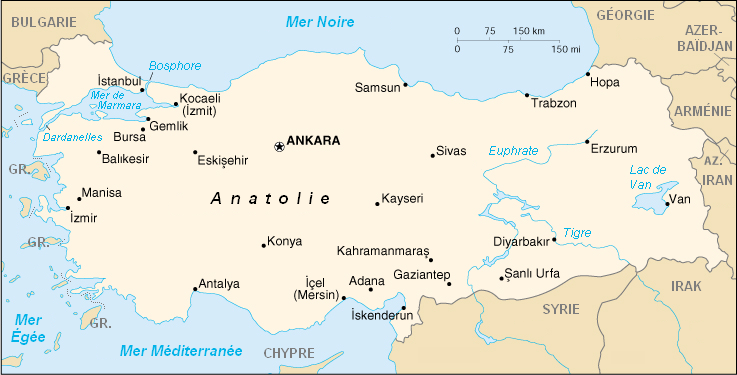
Carte géographique de la Turquie.

La Turquie est située pour sa majeure partie (97 %) en Asie (Anatolie), où se trouve sa capitale Ankara, mais une petite partie du pays se trouve en Europe (3 %), la Thrace orientale.
La principale ville est Istanbul. Elle s’est auparavant appelée Byzance jusqu'en 330 puis a été renommée Constantinople par l'empereur Constantin, nom qu'elle conservera jusqu'en 1930, date à laquelle Mustafa Kemal Atatürk lui donnera son nom actuel. Elle est située à cheval entre la Thrace et l’Anatolie, les deux parties de la ville étant séparées par le détroit du Bosphore.

### Géologie et paysage du pays
La Turquie se compose de deux chaînes de montagnes, les monts Taurus et la chaîne pontique, qui enserrent le plateau anatolien et le haut-plateau arménien. Ce sont des formations géologiques jeunes, toujours actives, comme l'indiquent les nombreuses failles et plissements. Environ 80 % du pays se trouve dans une zone tectonique extrêmement active. Le nord de la Turquie est bordé par une faille très active : la faille nord-anatolienne. La Turquie possède huit principaux bassins hydrographiques dont les plus importants sont ceux de l'Euphrate (Firat) et du Tigre (Dicle). Environ un quart du pays est couvert de forêts — pins, épicéas, cèdres et arbres à feuilles caduques.

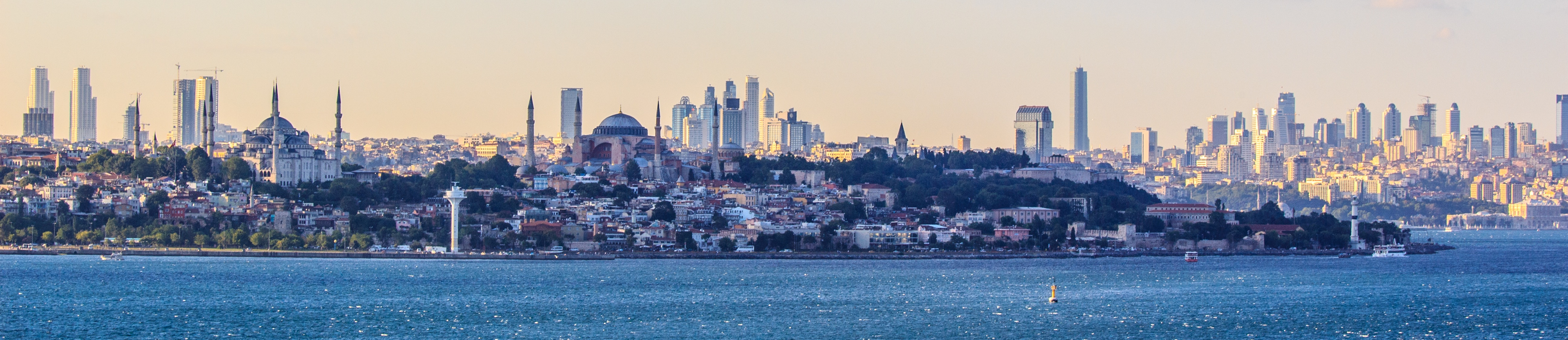
Vue panoramique d'Istanbul, vue du Bosphore. De gauche à droite Mosquée bleue, Sainte-Sophie, Palais de Topkapı, et quartier d'affaires de Levent.

### Relief

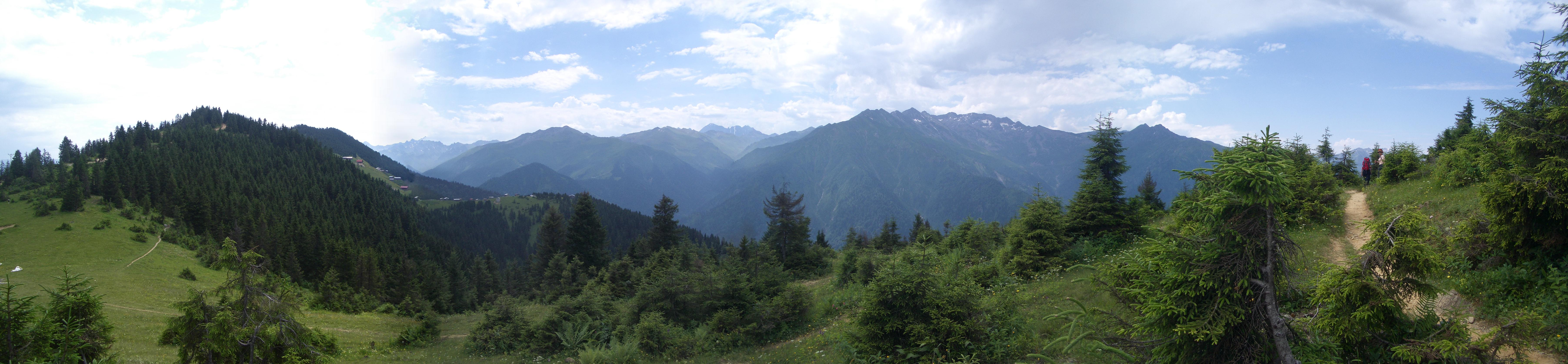
Chaîne pontique, région de la mer Noire.

Dans le Nord du pays, la chaîne pontique voit se succéder d'ouest en est le massif schisteux de l'Istranca Dai (Thrace orientale), les plateaux de Bithynie et la série des chaînons montagneux de plus en plus élevés dominant la mer Noire. Les deltas du Kizil Irmak et du Yesil Irmak forment les deux seules plaines littorales.
Au sud, le Taurus, second grand ensemble montagneux, dessine deux grands arcs séparés par le rentrant du golfe d'Antalya et de la plaine de Pamphylie.
Taurus et chaîne pontique se rejoignent en Anatolie orientale, appelé également haut-plateau arménien (Arménie occidentale) où le mont Ararat (5 165 m), sur lequel l'arche de Noé se serait échouée après le Déluge, constitue le point culminant du pays.

### Climat

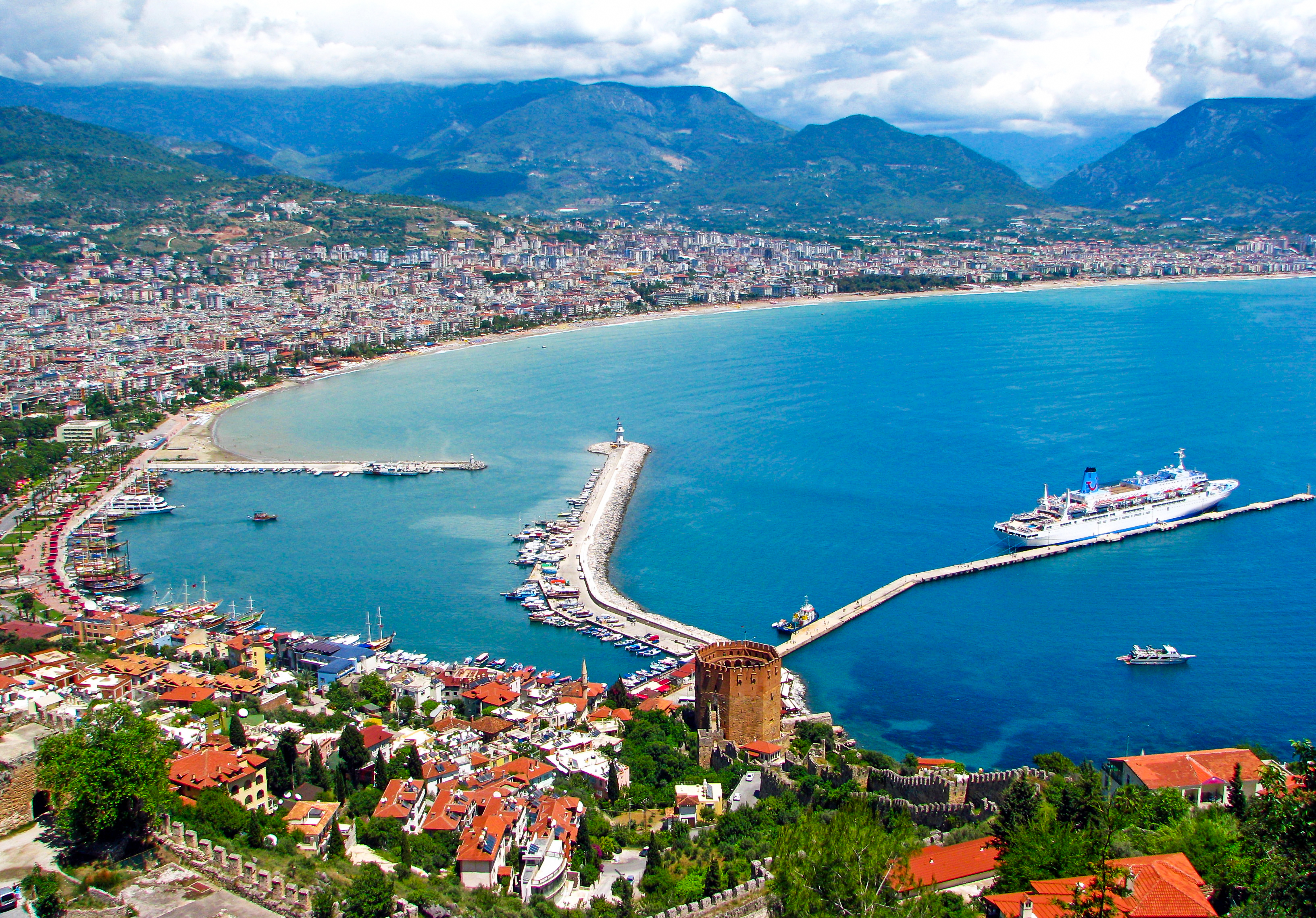
Alanya, mer Méditerranée.

Par sa position au nord-est du Bassin méditerranéen, la Turquie appartient, globalement, au domaine climatique méditerranéen : l'hiver est doux, tandis que l'été est chaud et sec. Toutefois, la position périphérique des principaux reliefs introduit de profondes perturbations dans ce schéma. Ainsi toutes les régions intérieures sont-elles marquées par la continentalité : hivers plus froids, total de précipitations plus faible, maximum pluviométrique décalé vers le printemps. Inversement, la région pontique, abordée de plein fouet par des masses d'air humidifiées au-dessus de la mer Noire, reçoit des précipitations abondantes et régulières.

### Environnement
Les associations écologistes turques se mobilisent en 2013 contre la « loi de conservation de la nature et de la biodiversité » qui rendra possible des projets industriels ou d'urbanisation dans les espaces naturels s'ils répondent à un « intérêt public supérieur ». Une notion floue qui « ouvre la porte à toutes les dérives », selon les associations.
En 2013, la construction d'une soixantaine de centrales à charbon est en cours ou en projet. Selon Greenpeace, le gouvernement « ne laisse que très peu de place aux projets d'énergie renouvelable » et les émissions de gaz à effet de serre sont en augmentation.

### Géographie politique et historique

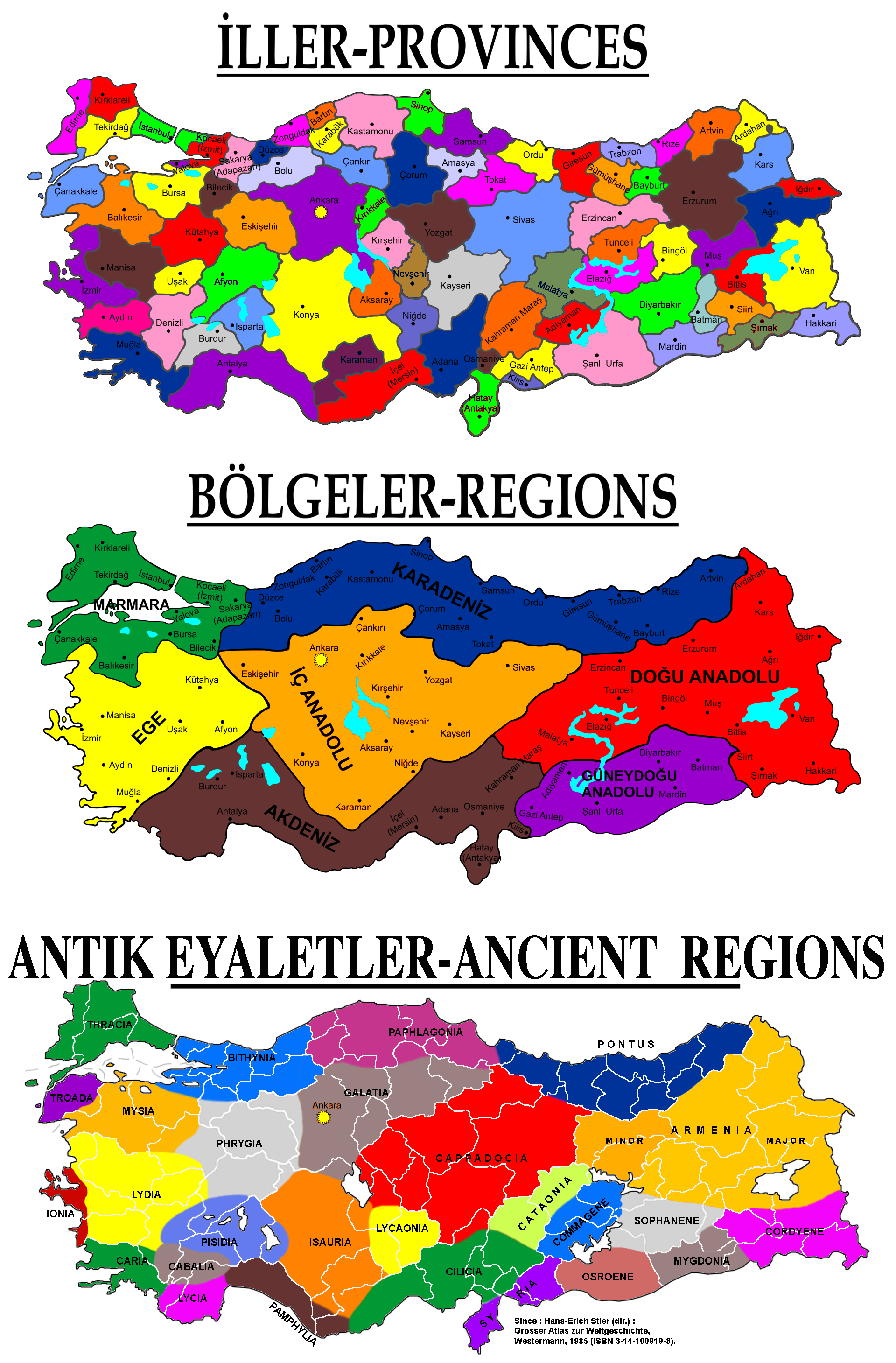
Provinces et régions actuelles, et régions historiques.

La Turquie a connu cinq principaux découpages régionaux successifs, chacun ayant évolué au cours du temps :
- les découpages antiques : ceux des populations anatoliennes d'origine et des dominations perse, hellénistique et romaine ;
- les découpages de l'Empire romain d'Orient (dit byzantin) ;
- les découpages de l'époque des beylicats qui inaugure la domination turque ;
- les découpages de l'Empire ottoman ;
- les découpages de la république de Turquie.

### Découpage administratif actuel
Pour un article plus général, voir Administration territoriale de la Turquie.
La capitale de la Turquie est Ankara. Le territoire national est divisé en 81 provinces (en turc : il). Les provinces sont organisées en 7 régions (bölge) instituées pour procéder au recensement national ; cependant, elles ne représentent pas une structure administrative. Chaque province est elle-même découpée en districts (ilçe), soit un total de 957 districts.
Les provinces et les arrondissements sont administrés respectivement par des préfets (vali) et des sous-préfets (kaymakam) nommés par l’État. La province est la circonscription électorale pour l’élection des députés au parlement. Les maires de commune (belediye başkanı) sont élus au suffrage universel, en même temps que les maires de quartier ou de village (muhtar). Dans certaines grandes villes, il existe un niveau administratif regroupant plusieurs communes, la municipalité de métropole (büyükşehir).
Les provinces ont le même nom que leur capitale provinciale, aussi appelée district central ; les seules exceptions sont Hatay (capitale : Antakya), Sakarya (capitale : Adapazarı) et Kocaeli (capitale : Izmit). Les provinces les plus peuplées sont Istanbul (+12,6 millions), Ankara (+4,5 millions), Izmir (+3,7 millions), Bursa (+2,5 millions), Adana (+2 millions) et Konya (+1,9 million). Dix-neuf provinces ont des populations de plus d'un million d'habitants, vingt provinces entre 500 000 et un million et seulement deux provinces ont des populations inférieures à 100 000 habitants.
La plus grande ville et la capitale pré-républicaine Istanbul est le cœur financier, économique et culturel du pays. Les autres villes importantes sont Izmir, Bursa, Adana, Trabzon, Malatya, Gaziantep, Erzurum, Kayseri, Kocaeli, Konya, Mersin, Eskişehir, Diyarbakır, Antalya et Samsun.
Environ 75 % de la population turque est citadine.

#### Régions

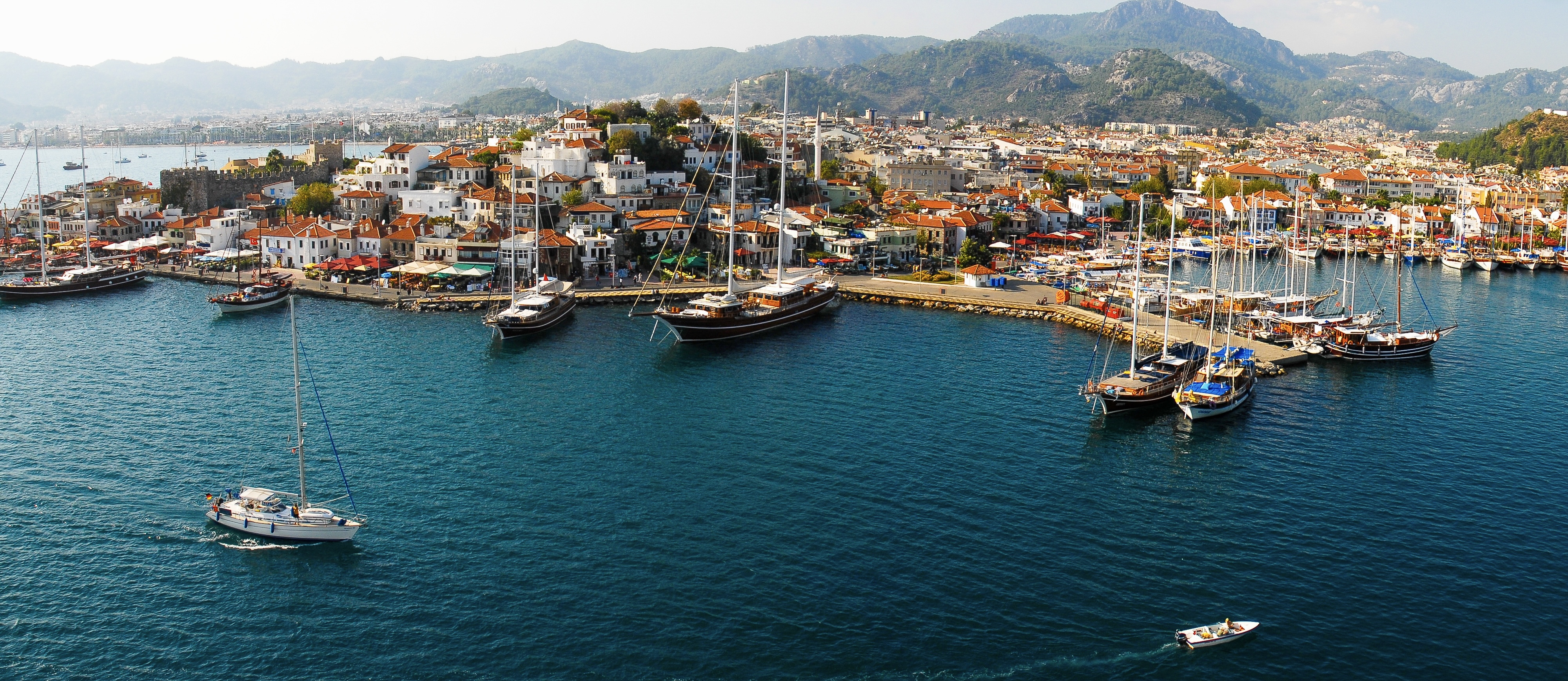
Marmaris, région Égéenne.

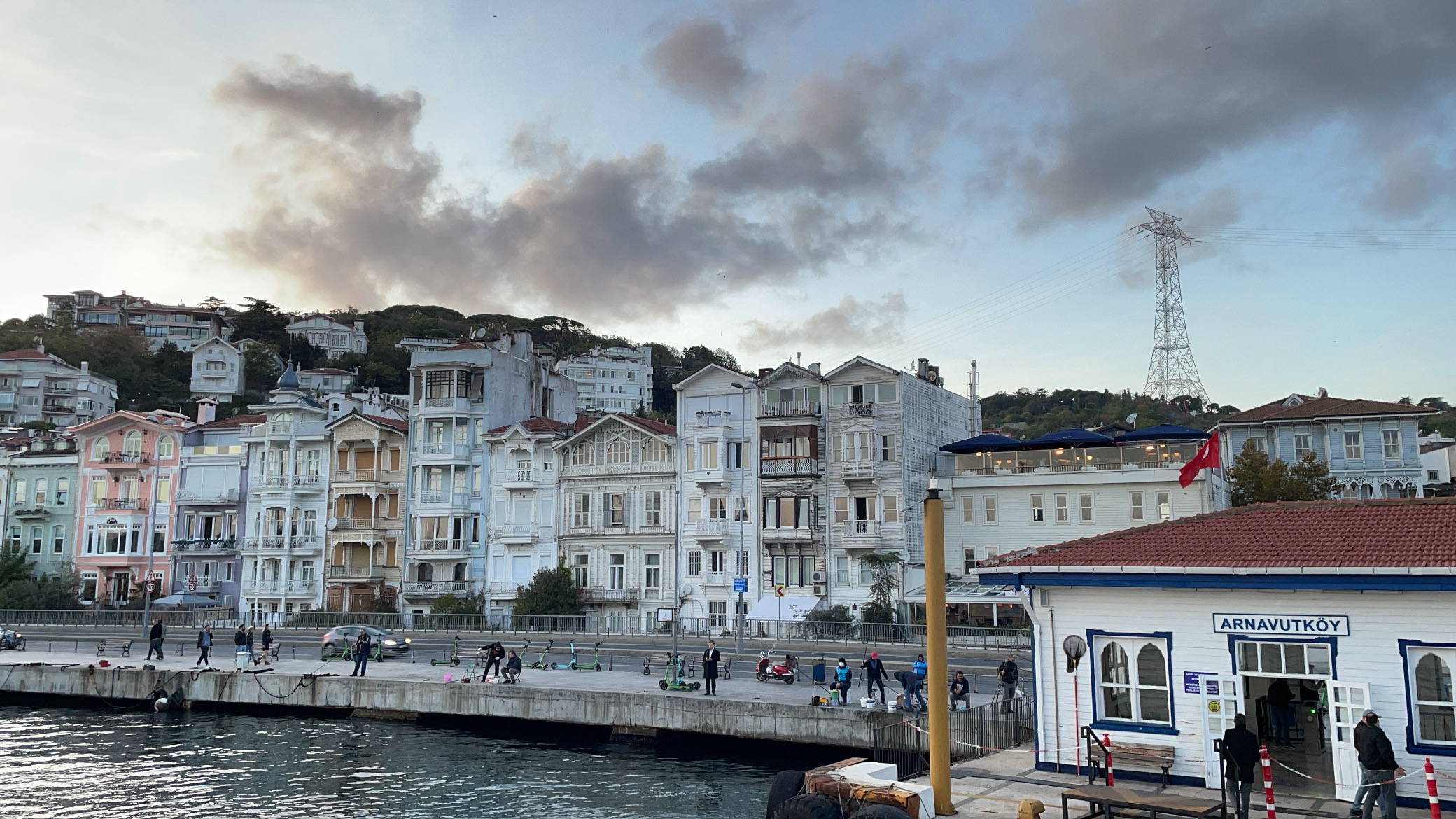
Arnavutköy, région de Marmara.

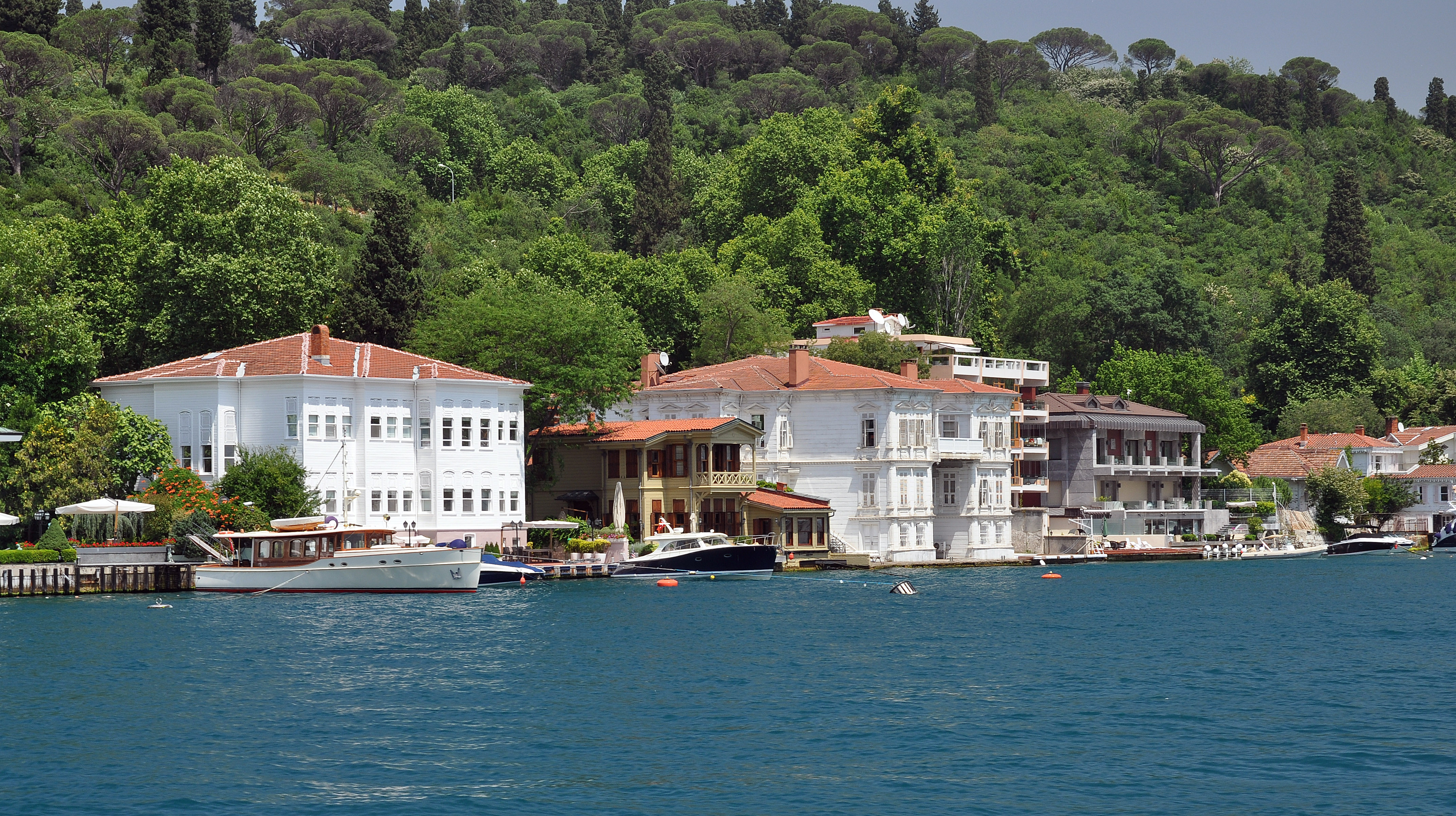
Kanlıca, un quartier d'Istanbul sur la côte anatolienne du Bosphore.

La Turquie comporte sept régions divisées en quatre-vingt-une provinces :
- Région Égéenne (Ege Bölgesi) ;
- Région de la mer Noire (Karadeniz Bölgesi) ;
- Région de l'Anatolie centrale (İç Anadolu Bölgesi) ;
- Région de l'Anatolie orientale (Doğu Anadolu Bölgesi) ;
- Région de Marmara (Marmara Bölgesi) ;
- Région méditerranéenne (Akdeniz Bölgesi) ;
- Région de l'Anatolie du Sud-Est (Güneydoğu Anadolu Bölgesi).

#### Provinces
Les sept régions de la Turquie sont divisées en quatre-vingt-une provinces.

## Démographie

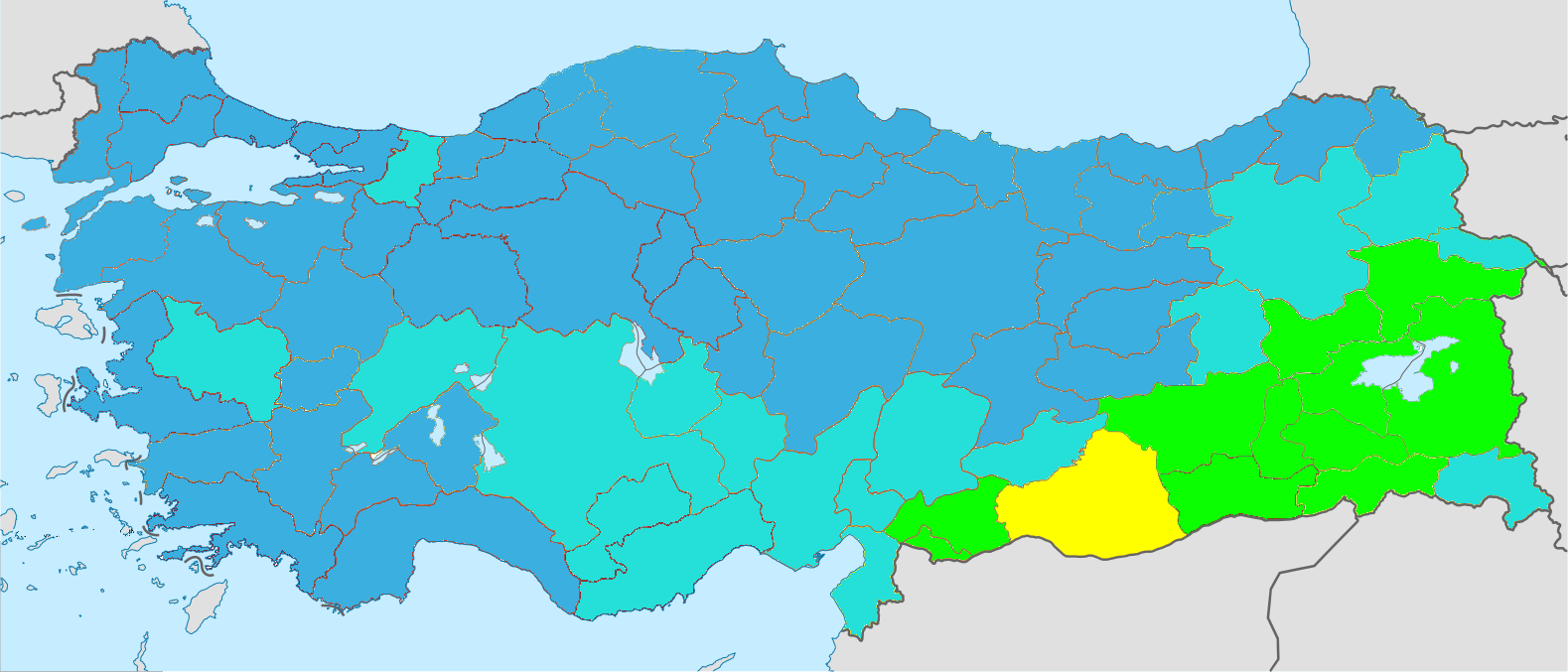
Taux de fécondité par province en 2023.
3 à 4 enfants par femme
2 à 3
1,5 à 2
1 à 1,5

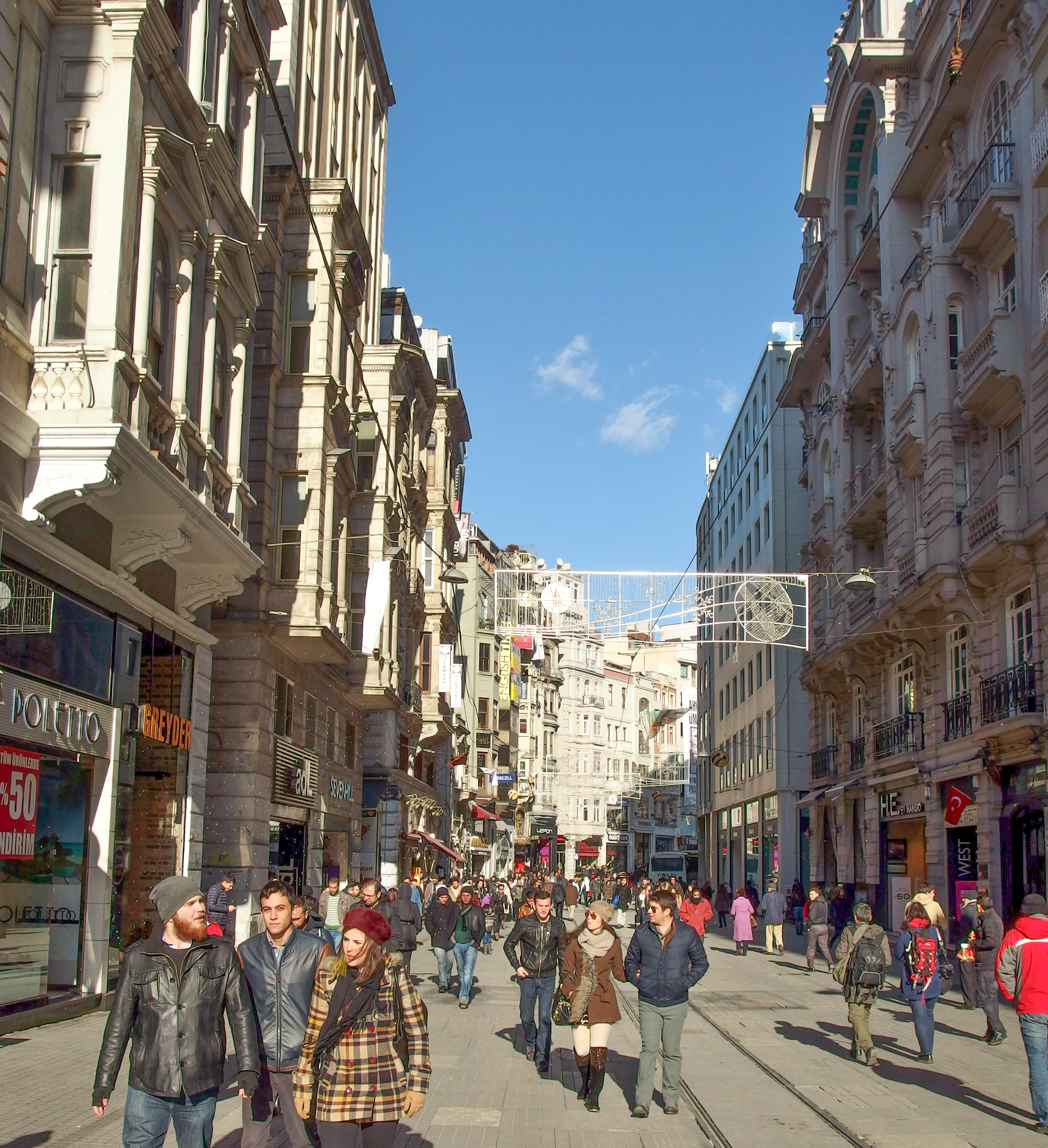
Avenue İstiklal (Grande Rue de Péra) à Beyoğlu, Istanbul.

La Turquie comptait 85 372 377 habitants au 31 décembre 2023. Il y a aussi les réfugiés syriens dont le nombre est passé de 1,9 million en 2015 à plus de trois millions en 2024,. La population urbaine représente 75 % de la population.
La croissance démographique turque a été nettement supérieure à celle des autres pays européens mais en 2023 elle était de 0.11 %. La même année, le taux de fécondité s'élève à 1,51 enfant par femme, en dessous du seuil de remplacement et proche des 1.46 de l'Union européenne. L'âge médian est de 34 ans.
En 2020, la région de la Mer Noire Occidentale a le taux de fécondité le plus bas de Turquie, avec 1,46 enfant par femme tandis que la région de l'Anatolie du Sud-Est atteint 2,83 enfants par femme.
L'espérance de vie en 2019 est estimée en moyenne à 78,3 années (75,6 ans pour les hommes, et 81 ans pour les femmes).

### Composition ethnique
Le peuple turc est une mosaïque d'ethnies, chacune contribuant à la richesse culturelle et linguistique de l'Anatolie :
- peuples turciques : Afchars, Yörüks, Tahtacı (tr), Turcs du Kosovo (en), Turcs de Bulgarie, Turcs de Macédoine, Turcs de Thrace occidentale (en), Turcs du Dodécanèse, Turcs de Crète (en), Turcs de Roumanie, Turcs d'Ada Kaleh, Çepni, Meskhètes (Ahıskalı), Bayındır (Oghouzes), Oghouzes, Karamanlides, Petchénègues, Chypriotes turcs, Azéris, Tatars de Crimée, Karaïtes, Tatars, Karapapaks (en), Krymtchaks, Karatchaïs, Balkars, Ouzbeks, Nogaïs, Koumyks, Ouïghours, Kirghizes ;
- peuples des Balkans : Bosniaques et sandjak de Novipazar, Albanais, Pomaks ;
- peuple indo-européen ou kurdophones : Kurdes, Zazas, Dımılices (tr) ;
- peuples du Caucase ou de l'Anatolie du Nord-Est : Géorgiens, Circassiens ou Tcherkesses, Abkhazes, Tchétchènes, Ossètes, Laks, Lazes ;
- autres : Roms, Arabes, Hémichis, Arméniens, Grecs, Chaldéens, Afro-Turcs, Polonais, Romaniotes, Séfarades, Ashkénazes.

#### Données génétiques
Voir aussi : Études génétiques sur le peuple turc (en)
L'analyse en composantes principales de plus de 500 000 génotypes de SNP révèle un chevauchement important entre les Turcs actuels et les Moyen-Orientaux et une relation avec les Européens et les Asiatiques du Sud et du Centre. D'après cette étude, l'ascendance génétique des Turcs est à 38 % européenne, 35 % du Moyen-Orient, 18 % d'Asie du Sud et 9 % d'Asie centrale. La structure génétique dans les échantillons observés était homogène et unique.

#### Religions et spiritualité
| Religion               | Pourcentage |
| ---------------------- | ----------- |
| Islam                  | 98,0 %      |
| Agnosticisme, athéisme | 1,2 %       |
| Christianisme          | 0,4 %       |
| Autres                 | 0,4 %       |

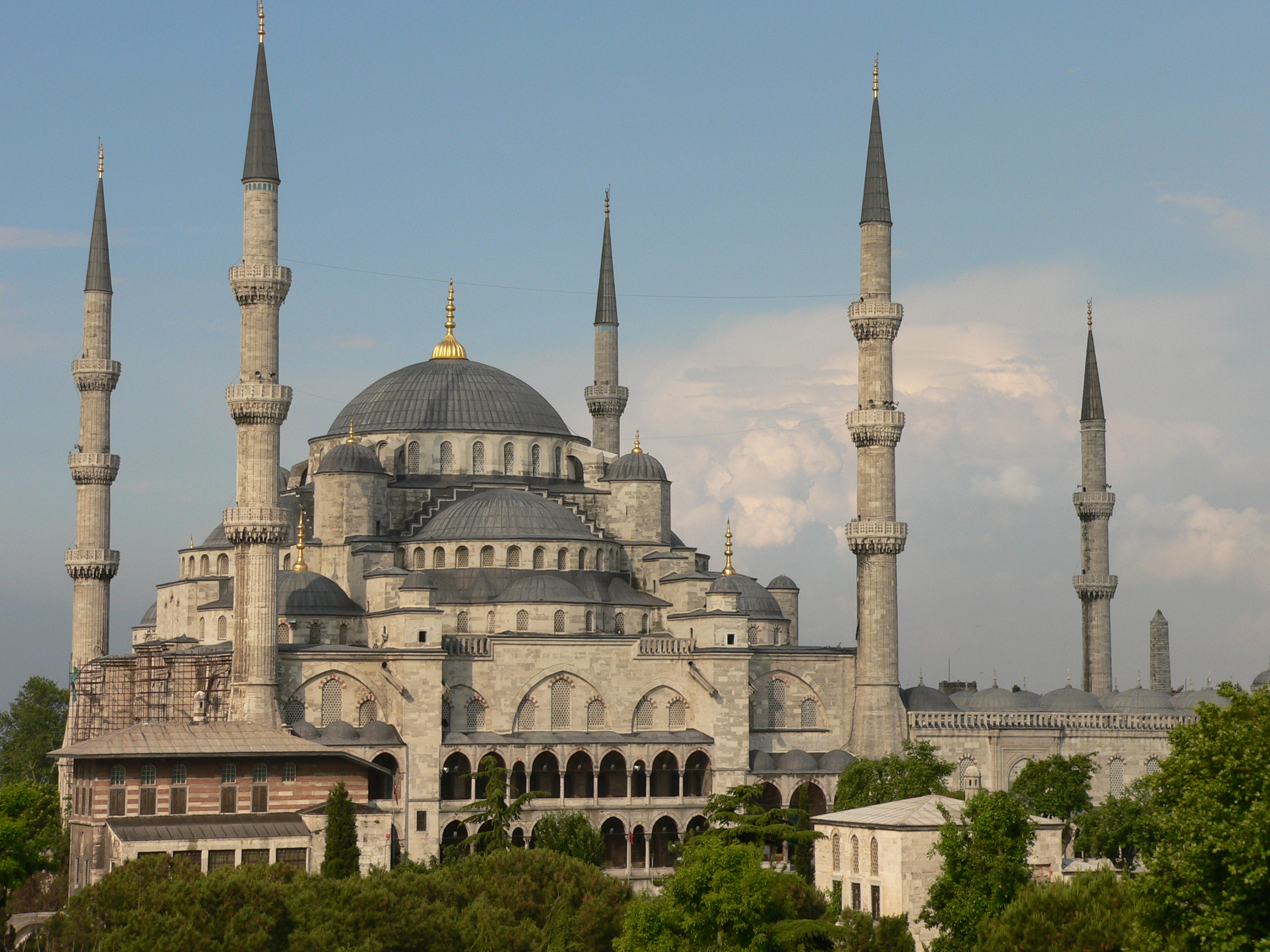
La mosquée Sultanahmet, plus connue sous le nom de Mosquée bleue pour les mosaïques bleues qui ornent les murs de son intérieur. La mosquée Sultanahmet est une des mosquées historiques d'Istanbul ayant le privilège de présenter six minarets.

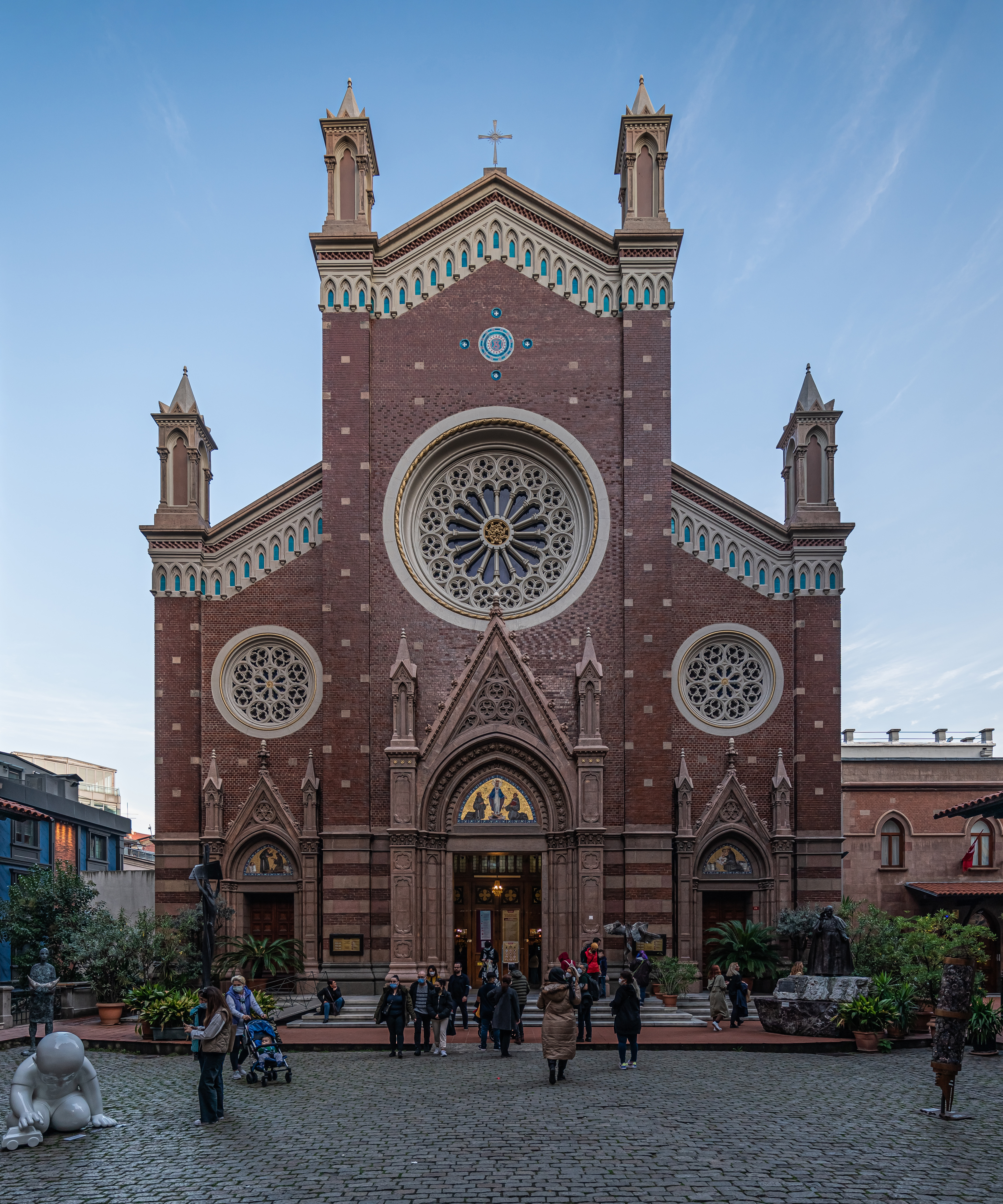
Basilique de Saint-Antoine de Padoue d'Istanbul, sur l'avenue İstiklal.

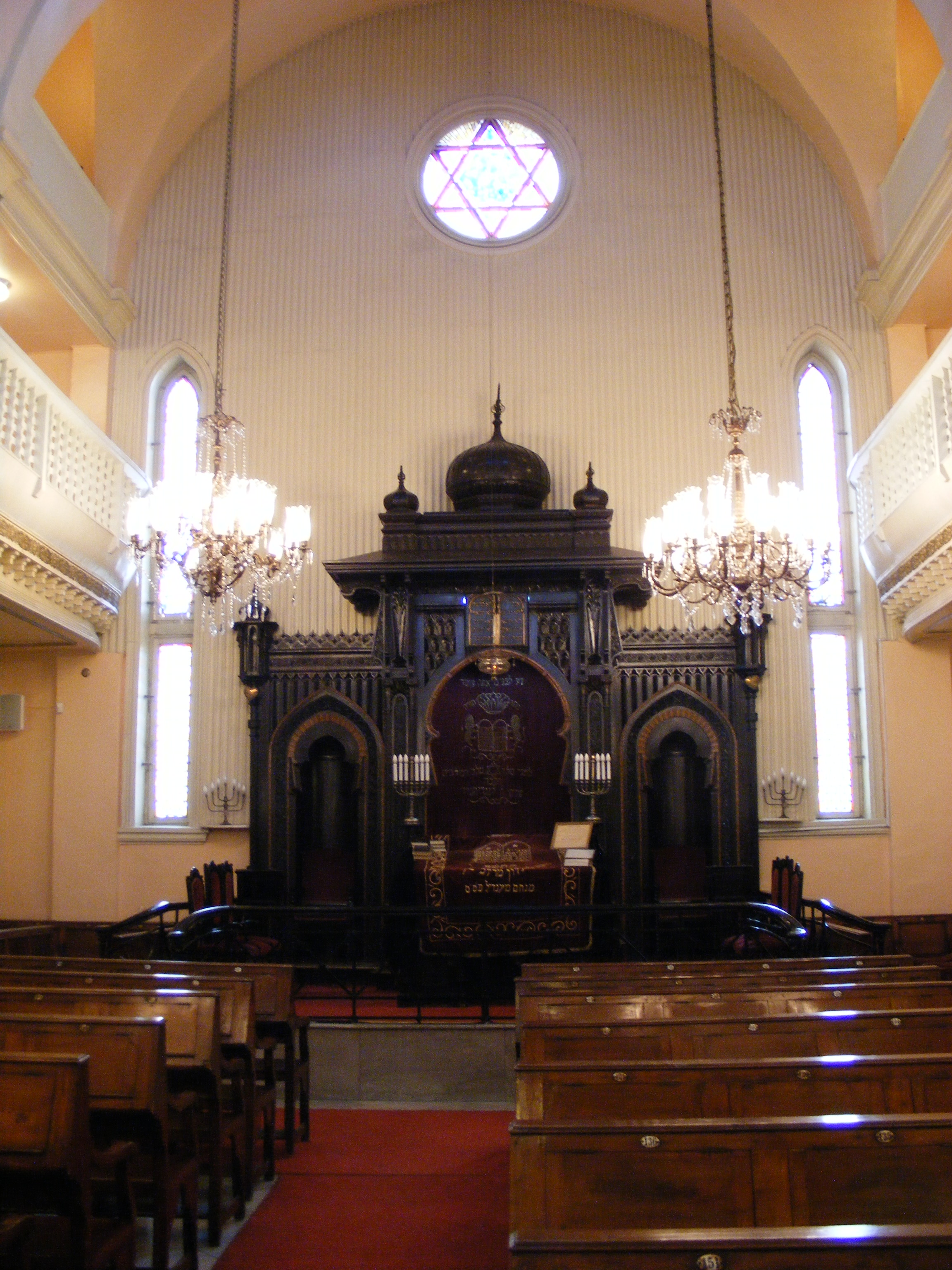
La synagogue ashkénaze à Karaköy, Istanbul.

Le pourcentage de personnes se considérant pieuses tend à diminuer : 55 % en 2008, contre 51 % en 2018.

##### Islam
L’islam est présent dans la région de l'actuelle Turquie depuis la seconde moitié du XIe siècle, lorsque les Seldjoukides ont commencé à s'étendre depuis l'Est vers l'Anatolie orientale. Selon Halil İnalcık, à cette époque et pendant la fondation de l'Empire ottoman, l'Anatolie est majoritairement alevi bektachi. Ainsi, la famille Çandarlı — qui est à l'origine de la création de l'Empire — est membre de la confrérie ahilik c'est-à-dire bektachi. De plus, les tribus turkmènes arrivées en Anatolie sont spirituellement influencées par de grandes figures de l'islam soufi et hétérodoxe comme Ahmed Yesevi, Yunus Emre, Haci Bektas Veli, Mevlana, Ibn Arabi, Abdal Musa (tr) et Kaygusuz (en). La première médersa (université théologique) est créée par Davud el-Kayserî (tr) qui y enseigne le concept de Wahdat al-wujud. Pour Levent Kayapinar, au XIVe siècle et XVe siècle les alevis bektachis sont majoritaires dans les provinces de l'Anatolie et de nombreux éléments laissent à penser que les fondateurs de l'Empire étaient membres de tariqa hétérodoxes proches du bektachisme. Ainsi, Sheikh Edébali est membre de la Tariqa Vefâi (babailik). Gazi Evrenos Bey (tr) de la tribu kayı dont est issue la dynastie ottomane était également acquis à la cause de l'ahl al-bayt. L'année 1517 marque un tournant dans l'histoire confessionnelle de l'Anatolie. Avant 1517, l'Empire ottoman n'a pas de religion ou ne repose pas sur un système religieux. En 1516, les Ottomans mettent un terme au califat des Mamelouks puis Yavuz Sultan Selim s'empare des insignes du pouvoir califal détenus au Caire (fin du Al-Mutawakkil III). En 1517 Yavuz Sultan Selim fait du Sunnisme la religion officielle de l'Empire. Ce faisant il se démarque de son grand rival Chah Ismail Ier acquis à la cause de l'ahl al-bayt. Environ deux mille oulémas sont importés de la mosquée al-Azhar d'Égypte pour « sunniser » le pays et les chefs religieux alevi, bektachi et mevlevi qui sont à l'origine de l'islamisation de l'Anatolie et des Balkans sont exécutés ou exilés. Dès lors, l'alévisme est considéré comme hérétique par le pouvoir central sunnite ottoman. Yavuz Sultan Selim lance une politique de dénigrement, de répression et d'assimilation ou de conversion des alevis qui perdure jusque sous l'ère républicaine.
Aujourd'hui l'islam est la religion très majoritaire de la Turquie et le courant principal est le sunnisme. Toutefois, l'islam anatolien n'est pas uniforme et présente de nombreuses variantes : le courant principal est le sunnisme hanafite, suivi par l'alévisme-bektachisme, le sunnisme chaféite et le Jafarisme.
Selon les références,
- 70 à 85 % des Turcs sont musulmans sunnites (hanafites et chaféites) ;
- entre 15 et 25 % des Turcs sont alévis.

La majorité des alévis sont d’origine turque et turkmène (environ 70 %), kurde kurmandjis ou zazas. Il est difficile de quantifier le nombre de ceux-ci en Turquie :
- en 1826, date des massacres qui mirent fin au corps des Janissaires, étroitement associés à l'ordre des bektachis, l'Empire ottoman comptait sept millions d'alevis bektachis[55] ;
- aucune source statistique de l'ère républicaine ne fournit aujourd'hui des indications fiables permettant une évaluation démographique de cette minorité. Les avis divergent sur leur nombre : officiellement, ils sont entre 10 et 15 % mais d’après les sources alévies ils représenteraient 20 à 25 % de la population nationale[56]. Les répressions exercées sur la communauté sous l'Empire ottoman[57] et la République ont provoqué chez les alevis un sentiment de peur qui les a contraints à pratiquer leur culte en secret ou « takiye ». Aussi, tant que la liberté de conscience religieuse et politique ne sera pas totale en Turquie, aucune estimation ne pourra être fiable. Les démographes et les universitaires avancent le chiffre de 15 à 20 millions[58].

Une enquête publiée en décembre 2004 dans The Wall Street Journal, version européenne, annonce que 96 % des Turcs se définissent comme musulmans et 72 % observent les prescriptions de l’islam. Deux tiers des femmes turques portent le voile islamique.
Le président conservateur Recep Tayyip Erdoğan mène une politique d'islamisation, qui suscite les critiques des milieux laïques. En 15 ans, le budget du Diyanet İşleri Başkanlığı, la direction des Affaires religieuses, chargée de financer la construction de mosquées et de payer les imams, a été multiplié par dix, atteignant 1,75 milliard d'euros en 2016, soit le double de celui du ministère de la Santé et le triple de celui du ministère des Affaires étrangères.

##### Autres religions
L'Anatolie (Asie Mineure) est l'un des berceaux du christianisme. Selon les Actes des Apôtres, c'est à Antioche que les disciples reçurent pour la première fois le nom de chrétiens. Saint Paul est originaire de Tarse et il voyagea beaucoup en Asie Mineure : Antakya, Konya, Ankara (capitale des Galates), Éphèse. Cette dernière ville est attachée à la mémoire de saint Jean. Selon la tradition, la Vierge Marie passa ses dernières années près d'Éphèse, à Selçuk. La grotte des Sept Dormants d'Éphèse se situe près d'Éphèse comme son nom l'indique. Les Sept Églises d'Asie ou Sept Églises de l'Apocalypse sont sept communautés diocésaines mentionnées dans le livre de l'Apocalypse dans le Nouveau Testament (les sièges épiscopaux étaient situés en Asie Mineure (Anatolie), aujourd'hui en Turquie). Saint Nicolas, qui était né à Patara et mourut à Myre, était originaire de la région de Lycie en Anatolie. Les sept conciles œcuméniques (Nicée I, Constantinople I, Éphèse, Chalcédoine, Constantinople II, Constantinople III, Nicée II) se rassemblèrent en Turquie actuelle (à Nicée, Constantinople, Éphèse, Chalcédoine). Deux des cinq Églises de la Pentarchie (Église de Constantinople et d'Antioche) sont dans l'actuelle Turquie. On trouve des vestiges du christianisme primitif (en Cappadoce) et médiévaux (dans la région de Trabzon). À Constantinople, les chrétiens représentaient 40 % de la population au XVIe siècle et au tout début du XXe siècle, encore plus de 20 %.
Au XVIe siècle, de nombreux Juifs se réfugient dans l'empire ottoman en raison des expulsions ordonnées en Espagne par Isabelle la Catholique. Au XIXe siècle, la multiplication des pogroms en Europe provoque de nouvelles vagues de réfugiés.
Cette diversité religieuse diminue fortement à partir du début du XXe siècle avec la volonté de l'Empire ottoman d'homogénéiser et de turquifier le pays, en éradiquant tout groupe ethniquement non turc et non musulman. La nouvelle Turquie kémaliste poursuivra cette politique.
Au début du XXe siècle, des Arméniens chrétiens vivaient en Turquie orientale sur le Haut-plateau arménien et des Grecs orthodoxes sur la côte de la mer Égée ainsi que sur les côtes septentrionales et méridionales (Trébizonde, Antalya, Smyrne…). Au cours de la Première Guerre mondiale, la plupart des Arméniens ont été tués, déportés ou ont fui lors du Génocide arménien. Les Grecs ont d'abord fui après l'incendie de leurs maisons par les forces turques, pendant la Guerre gréco-turque de 1920-1922, ensuite ont été sujets à un échange de populations entre la Grèce et la Turquie entre 1923 et 1927, avec un transfert de populations grecques d'Anatolie vers la Grèce et des populations turques de la Grèce vers la Turquie.
Représentant encore 20 % de la population à la veille de la Première Guerre mondiale, les chrétiens n'en représentent plus qu'entre 0,2 % en 2015 et 2 % de la population.
Le nombre des chrétiens en Turquie ne dépasserait pas à ce jour les 200 000, bien que la plus grande ville du pays, Istanbul, soit le siège de deux patriarcats prestigieux : celui des Grecs et des Arméniens. Ce chiffre correspond aux estimations relevées par France 24, qui établissent en 2024 la population chrétienne à 0,2% des 85 millions de Turcs. Les Arméniens constituent la plus grande communauté chrétienne du pays (60 000 dont 45 000 à Istanbul), répartis en trois communautés : apostoliques (57 000), catholiques (3 000) et protestants (500) à Istanbul, Antakya et Kayseri). On peut également citer les Syriaques (15 000 dont 2 000 catholiques, à Istanbul et Mardin), les Chaldéens (10 000, pour la plupart de nationalité irakienne), les Latins (5 000, concentrés à Istanbul et Izmir ; de petites communautés à Bursa, Konya, Mersin, Tarsus, Antakya, Iskenderun, Samsun, Trabzon), les orthodoxes grecs (3 000, à Istanbul, Antakya, Gökçeada et Bozcaada). Il convient aussi d'ajouter les « nouveaux » protestants, soit les musulmans convertis au protestantisme évangélique, qui sont au nombre de 5 000[réf. nécessaire]. En 2018, les Témoins de Jéhovah sont 3 506.
Les juifs (25 000) [Quand ?] sont concentrés à Istanbul (22 000), İzmir (2 500), Bursa (env. 500) et Çanakkale[réf. nécessaire]. Près de 10 000 Turcs de confession juive auraient quitté le pays depuis l'arrivée au pouvoir de l'AKP en 2002, par crainte de la montée de l'islamisme militant. Ils ne sont plus que 15 000 en Turquie en 2016. De nombreux responsables de l'AKP tiennent occasionnellement un discours antisémite, leur attribuant notamment les difficultés économiques ou les mouvements de protestation contre le président Erdogan.
Un autre groupe religieux, issu du judaïsme, est celui des Sabbatéens ou Dönme (+/- 20 000). On trouve également des Bahaïs (dont Edirne est la ville sainte) et des Yézidis (d'origine kurde) en nombre réduit.

##### Principaux lieux «saints» en Turquie
- Antakya :

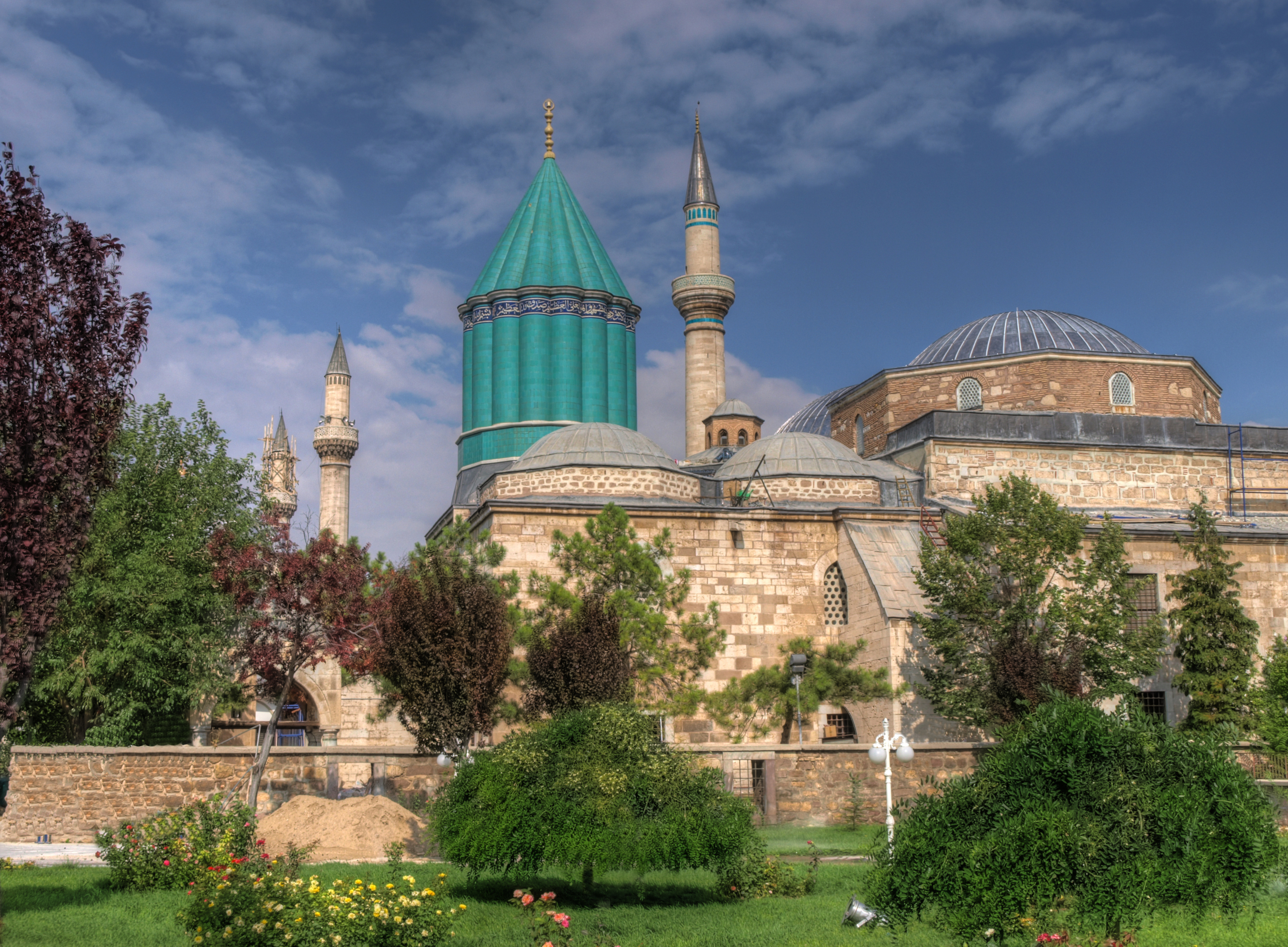
Le mausolée de Djalâl ad-Dîn Rûmî de Konya.

  - église Saint-Pierre, creusée dans la roche, sans doute la première église chrétienne ;
  - mausolée de Hz. Hizir ou Al-Khidr, une figure énigmatique de l'islam. Il est considéré comme un saint par certains, comme un prophète par d'autres ;
- Alaşehir : église Philadelphie, une des Sept Églises mentionnées dans l’Apocalypse.
- Istanbul :
  - musée Topkapi, objets personnels de Mahomet et de son cousin et gendre Hz. Ali ou Ali ibn Abi Talib ;
  - patriarcat œcuménique orthodoxe ou Patriarcat œcuménique de Constantinople ou Fener Rum Orthodoks Patrikhanesi ;
- Konya : mausolée de Mevlana, mystique persan musulman qui a profondément influencé le soufisme, et développe la dimension mystique et universelle de l’islam. Son nom est intimement lié à l'ordre des « derviches tourneurs » ou Mevlevis, une des principales Confréries soufies de l'islam. L'UNESCO a proclamé l'année 2007 année en son honneur pour célébrer le huitième centenaire de sa naissance.
- Manisa :
  - église Thyatira, une des Sept Églises primitives citée dans l'Apocalypse ;
  - synagogue de Sardes : édifice situé dans la cité antique de Sardes, l'ancienne capitale de Lydie. Construite vers la fin du IIIe siècle, elle est la plus grande synagogue connue dans la diaspora israélite ;
- Nevşehir : mausolée de Haci Bektas Veli, saint homme, mystique et philosophe de l'Alévisme et du Bektachisme. Classé dans la tradition soufie, ce courant revendique en son sein la tradition universelle et originelle de l'islam. Haci Bektas Veli est le fondateur éponyme de la confrérie des Bektachis qui joua un rôle primordial dans l'islamisation de l’Anatolie et des Balkans. Selon l'UNESCO, avec l'interprétation de Haci Bektas Veli, l'islam alevi bektachi fait preuve d'une modernité précoce[68] : avec les mots du XIIIe siècle, Haci Bektas Veli véhicule des idées qui huit siècles plus tard coïncident avec la Déclaration universelle des droits de l'homme (1948). Haci Bektas Veli a eu une grande influence sur la turquisation de l'Anatolie ainsi que sur la création de l'Empire ottoman. Il est également connu et respecté en Bulgarie, Grèce, Macédoine du Nord, Bosnie-Herzégovine, Albanie, Hongrie et Roumanie ;
- Şanlıurfa : ville natale d'Abraham, personnage important du judaïsme, du Christianisme et de l'islam ;
- Selçuk (Izmir) : maison dans laquelle la Vierge Marie est supposée avoir vécu ses dernières années ;
- Tarsus : ville natale de Saint Paul, elle abrite l'église Saint-Paul.

#### Laïcité
Alors que la Constitution du 20 janvier 1921 ne mentionnait pas la religion, la loi constitutionnelle du 29 octobre 1923 modifie l’article 2 en indiquant que « la religion de l'État turc est l’islam » (« Türkiye Devletinin dini, Dîn-i İslâmdır »). Cette mention est conservée dans la Constitution du 20 avril 1924 (dont l’article 75 proclame pourtant la liberté de conscience et de culte — à condition qu’elles ne s’opposent pas aux lois), supprimée le 11 avril 1928 et remplacée le 5 février 1937 par « l’État turc est républicain, nationaliste, populiste, étatiste, laïque et réformateur », les « six principes d’Atatürk ».
Tout cela s’est traduit sous Atatürk par :
- l’accord du droit de vote aux femmes en 1934 ;
- la fermeture de certains lieux de pèlerinage ;
- l’interdiction des confréries religieuses (nakşibendis, nurcus…) ;
- l’interdiction du port du voile pour les femmes dans les administrations et les écoles publiques.

Certaines de ces mesures ont été abolies lors de l’accession au pouvoir du Demokrat Parti (Parti démocrate) d’Adnan Menderes en 1950, mais la religion est restée sous le contrôle de l’État.
Bien que des réformes allant dans le sens de la laïcité aient été accomplies sous Atatürk (abolition du califat, etc.), la Turquie n’est pourtant pas un État strictement laïc dans le sens où il n’y a pas de séparation entre la religion et l’État, mais plutôt une mise sous tutelle de la religion par l’État ; chacun reste cependant libre de ses croyances.
C’est ainsi que la religion est mentionnée sur les papiers d’identité et qu’il existe une administration dite « Présidence des affaires religieuses » (Diyanet) qui instrumentalise parfois l’islam pour légitimer l’État et qui gère les 77 500 mosquées du pays. Cet organisme étatique, mis en place par Mustafa Kemal Atatürk le 3 mars 1924, finance uniquement le culte musulman sunnite, les cultes non sunnites doivent assurer un fonctionnement financièrement autonome, quand ils ne rencontrent pas d'obstacle administratif à ce même fonctionnement. Lors de la récolte de l'impôt, tous les citoyens turcs sont égaux. Le taux d'imposition ne change pas en fonction de la confession religieuse. Toutefois, à travers la « Présidence des affaires religieuses » ou Diyanet, les citoyens turcs ne sont pas égaux devant l'utilisation des recettes. La Présidence des affaires religieuses, qui est dotée d'un budget de plus de 2,5 milliards de $ US en 2012, ne finance que le culte musulman sunnite. Cette situation pose d'ailleurs problème d'un point de vue théologique, dans la mesure où l'islam stipule à travers la notion du haram qu'il faut « donner la juste mesure et le bon poids, en toute justice ». Or, depuis sa création, le Diyanet, à travers l'impôt, utilise les ressources de citoyens non sunnites pour financer son administration et ses lieux de culte exclusivement sunnites. Ainsi, les musulmans câferîs (principalement des Azéris) et alevis bektachis (principalement des Turkmènes) participent au financement des mosquées et au paiement des salaires des imams sunnites alors que leurs lieux de cultes, qui ne sont pas officiellement reconnus par l'État, ne reçoivent aucun financement. Pourtant, l'islam alevi bektachi constitue la seconde croyance en Turquie après l'islam sunnite. Les avis divergent sur leur nombre : officiellement ils sont entre 10 et 15 % mais d’après les sources alévies ils représenteraient entre 20 et 25 % de la population nationale. L'Islam câferî compte officiellement 3 millions de croyants en Turquie.
En théorie, la Turquie, à travers le traité de Lausanne de 1923, reconnaît les droits civils, politiques et culturels des minorités non musulmanes.
En pratique, la Turquie ne reconnaît que les minorités religieuses grecques, arméniennes et israélites sans pour autant leur accorder tous les droits cités dans le traité de Lausanne.
Les musulmans alevis bektachis et câferîs, les catholiques latins et les protestants ne font l'objet d'aucune reconnaissance officielle. La Turquie est régulièrement condamnée par la Cour européenne des droits de l'homme pour violation des droits des alévis.
| Culte                                                                         | Population estimée           | Mesures d'expropriation | Reconnaissance officielle dans la Constitution ou à travers les traités internationaux | Financement des lieux de culte et du personnel religieux par l'État |
| ----------------------------------------------------------------------------- | ---------------------------- | ----------------------- | --- | ------------------------------------------------------------------- |
| Islam – sunnite                                                               | 70 à 85 % (52 à 64 millions) | Non                     | Oui à travers le Diyanet cité dans la Constitution (art. 136) | Oui à travers le Diyanet                                            |
| Islam – duodécimain bektachi                                                  | 15 à 25 % (11 à 19 millions) | Oui                     | Non. Balim Sultan assure une mainmise totale sur le corps des janissaires dont le bektachisme sera la référence religieuse principale. En 1826, Mahmoud II met définitivement un terme au système des janissaires. L'ordre des bektachis est mis hors la loi, de nombreux dignitaires de la capitale sont exécutés, d'autres sont déportés en Anatolie. Les tekke sont fermés, détruits ou attribués à des institutions orthodoxes comme l'ordre des Naqshbandiyyas. | Non                                                                 |
| Islam – duodécimain alevi                                                     | 15 à 25 % (11 à 19 millions) | Oui                     | Non. Au début du XVe siècle, l’oppression ottomane envers les alévis devient insupportable et ces derniers soutiennent le Chah Ismail Ier d'origine turkmène. Ses partisans, qui portent un bonnet de couleur rouge avec douze plis en référence aux 12 imams du chiisme duodécimain se font appeler Qizilbash. Les Ottomans qui s’étaient persanisés et arabisés considéraient comme ennemis les Qizilbash (alévis) d'origine turkmène. Aujourd'hui, les cemevis, lieux de culte communs aux alevis bektachis n'ont aucune reconnaissance juridique. Pourtant, le cemevi le plus ancien connu à ce jour en Turquie date de 1224 (Onarlı Köyü, arrondissement de Arapgir à Malatya). | Non                                                                 |
| Islam – duodécimain câferî                                                    | 4 % (3 millions)             |                         | Non | Non                                                                 |
| Islam – duodécimain alaouites ou nusayris                                     | 300 à 350 000                |                         | Non | Non                                                                 |
| Judaïsme                                                                      | 20 000                       | Oui                     | Oui à travers le traité de Lausanne en 1923 | Non                                                                 |
| Chrétien – protestant                                                         | 5 000                        |                         | Non | Non                                                                 |
| Chrétien – catholiques latins                                                 |                              |                         | Non | Non                                                                 |
| Chrétien – catholiques grecs                                                  |                              | Oui                     | Oui à travers le traité de Lausanne en 1923 | Non                                                                 |
| Chrétien – orthodoxe – grec (patriarcat œcuménique de Constantinople)         |                              | Oui                     | Oui à travers le traité de Lausanne en 1923 | Non                                                                 |
| Chrétien – orthodoxe – arménien (patriarcat arménien de Constantinople)       | 57 000                       | Oui                     | Oui à travers le traité de Lausanne en 1923 | Non                                                                 |
| Chrétien – catholiques chaldéens (arménien)                                   | 3 000                        | Oui                     | Oui à travers le traité de Lausanne en 1923 | Non                                                                 |
| Chrétien – Églises de théologie et rite syriaques (orthodoxes et catholiques) | 15 000                       | Oui                     | Non | Non                                                                 |
| Yézidisme                                                                     | 377                          |                         | Non | Non                                                                 |

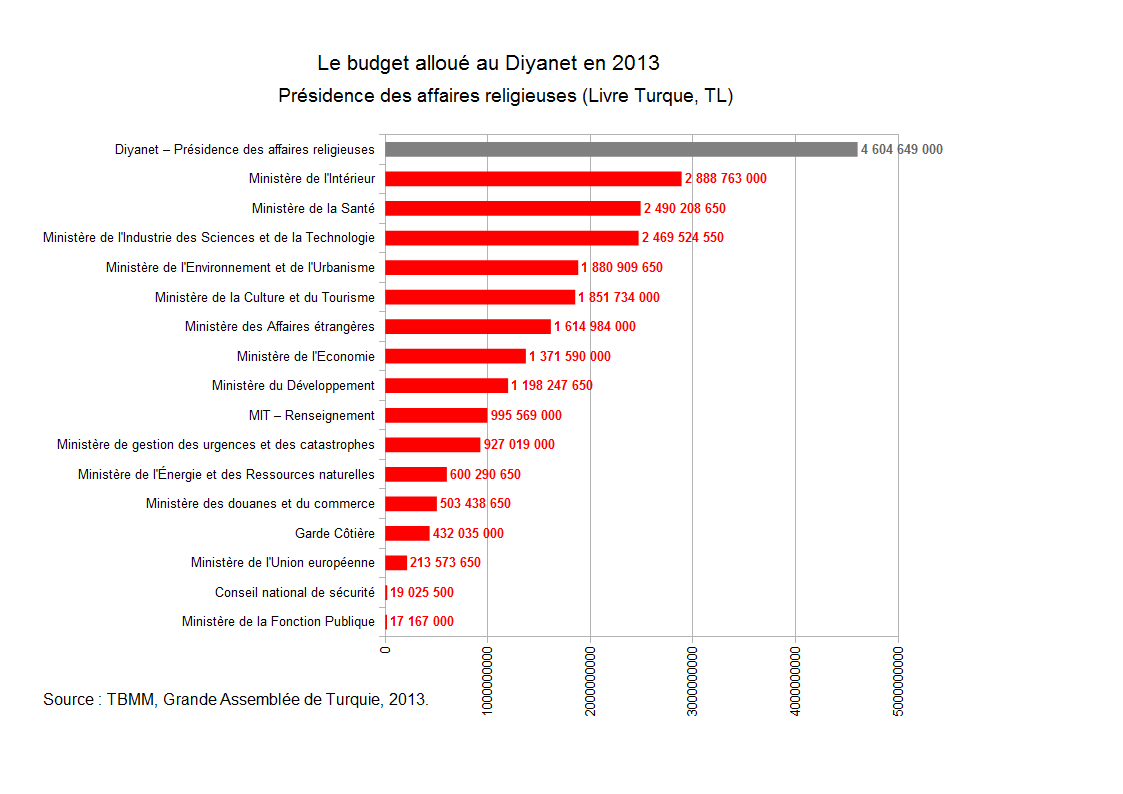
Budget Diyanet 2013, Présidence des Affaires Religieuses - Source: TBMM 2013.

Avec plus de 100 000 fonctionnaires, le Diyanet est une sorte d’État dans l'État.
En 2013, le Diyanet ou Ministère des Affaires religieuses, occupe le 16e poste de dépense du gouvernement central.
Le budget alloué au Diyanet est en 2013 de 4,6 milliards de livres turques.
Malgré la mise en place de la politique laïque en Turquie, la proportion de la population chrétienne est passée de 10 % en 1920 à 0,3 % au début du XXIe siècle. Les chrétiens subissent également des agressions en raison de leur confession.
Sous Turgut Özal, l’enseignement religieux dans le secondaire est devenu obligatoire.
En février 2008, le Parlement turc a voté une loi autorisant les femmes à porter le voile dans les universités ; cette loi fut annulée par la Cour constitutionnelle en juin 2008.
Toute critique envers l'islam peut valoir à son auteur une condamnation en vertu de l'article 216 du Code pénal turc qui punit d'une peine de six mois à un an de prison toute personne coupable d'avoir dénigré les valeurs religieuses de la population. C'est en vertu de ce principe que l'écrivain Nedim Gürsel est actuellement poursuivi après la publication de son livre Les Filles d'Allah.

### Société

#### Condition des femmes

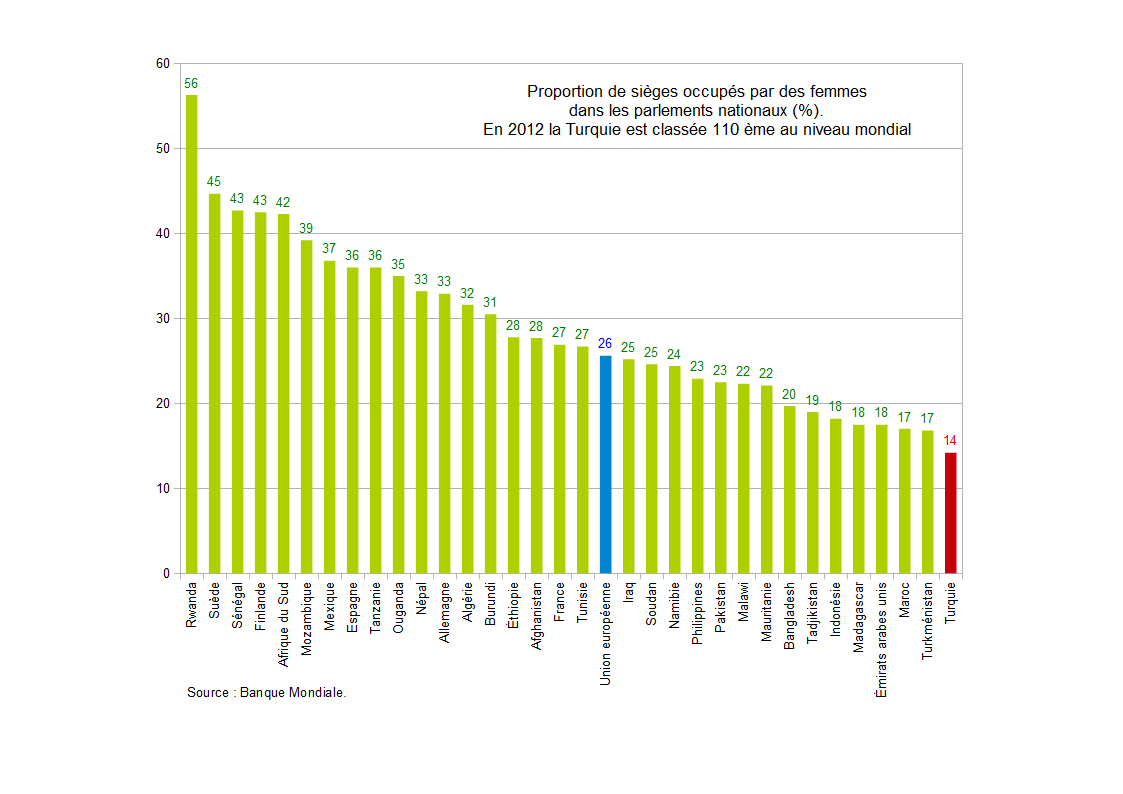
Proportion de sièges occupés par des femmes dans les parlements nationaux. La Turquie est classée au niveau mondial – Source : 2012, Banque mondiale.

- La Turquie est le pays d'Europe où les femmes ont le moins le statut de salariées :
  - 49,3 %[88] des femmes turques qui occupent un emploi, sont indépendantes ou ont une activité non salariée ;
  - 50,7 %[88] des femmes turques qui occupent un emploi, sont salariées : c'est le plus faible taux d'Europe. Dans l'Union européenne, 87,4 % des femmes qui occupent un emploi bénéficient des avantages du statut de salariée (sécurité sociale, cotisation chômage et retraite). Pour comparaison, cet indicateur est de 95,8 % en Norvège et de 92,4 % en France ;
- la Turquie est l'un des pays d'Europe qui envoie le moins ses filles dans l'enseignement supérieur : seulement 49,9 %[88] des Turques en âge de s'inscrire, sont inscrites dans l'enseignement supérieur contre 68,7 % dans l'Union européenne ;
- en 2005, 11,4 %[88] des entreprises turques sont détenues par des femmes contre 41,6 % en Irlande, 34,1 % en Espagne, 20,3 % en Allemagne, 26 % en Roumanie et 21,5 % en Bosnie-Herzégovine ;
- en 2016, 26 % des filles sont mariées avant l'âge de 18 ans[60].
- la Turquie, sous l’impulsion de Mustafa Kemal Atatürk, accorde le droit de vote aux femmes en 1930 et l'éligibilité en 1934, soit bien avant la France (1944). Huit décennies après l'obtention de ces droits, la représentation des femmes turques dans leur parlement national est très faible. En 2012, seulement 14,2 %[88] des sièges du parlement national turc (TBMM) sont occupés par des femmes. Cette proportion est inférieure à celle de la Suède (44,7 %), du Sénégal (42,7 %), de la Tanzanie (36 %), de l’Algérie (31,6 %), de l'Éthiopie (27,8 %), de l’Afghanistan (27,7 %), de la France (26,9 %), de la Tunisie (26,7 %), de l’Irak (25,2 %), du Soudan (24,6 %), du Pakistan (22,5 %), de la Bosnie-Herzégovine (21,4 %), du Bangladesh (19,7 %) et du Tadjikistan (19 %). En Europe, la Turquie est dans le bas du tableau mais elle devance la Roumanie (11,2 %), Chypre (10,7 %) et la Hongrie (8,8 %). Aucun chapitre de la constitution turque ou de la législation n'impose aux partis politiques de présenter autant de candidats masculins que féminins.

La Turquie, qui avait été la première à ratifier en 2012 la Convention du Conseil de l'Europe sur la prévention et la lutte contre la violence à l'égard des femmes et la violence domestique annonce s'en retirer le 19 mars 2021. Selon l'association « Nous mettrons fin aux féminicides », les meurtres de femmes ont augmenté ces dernières années et atteint 300 en 2020.

#### Éducation

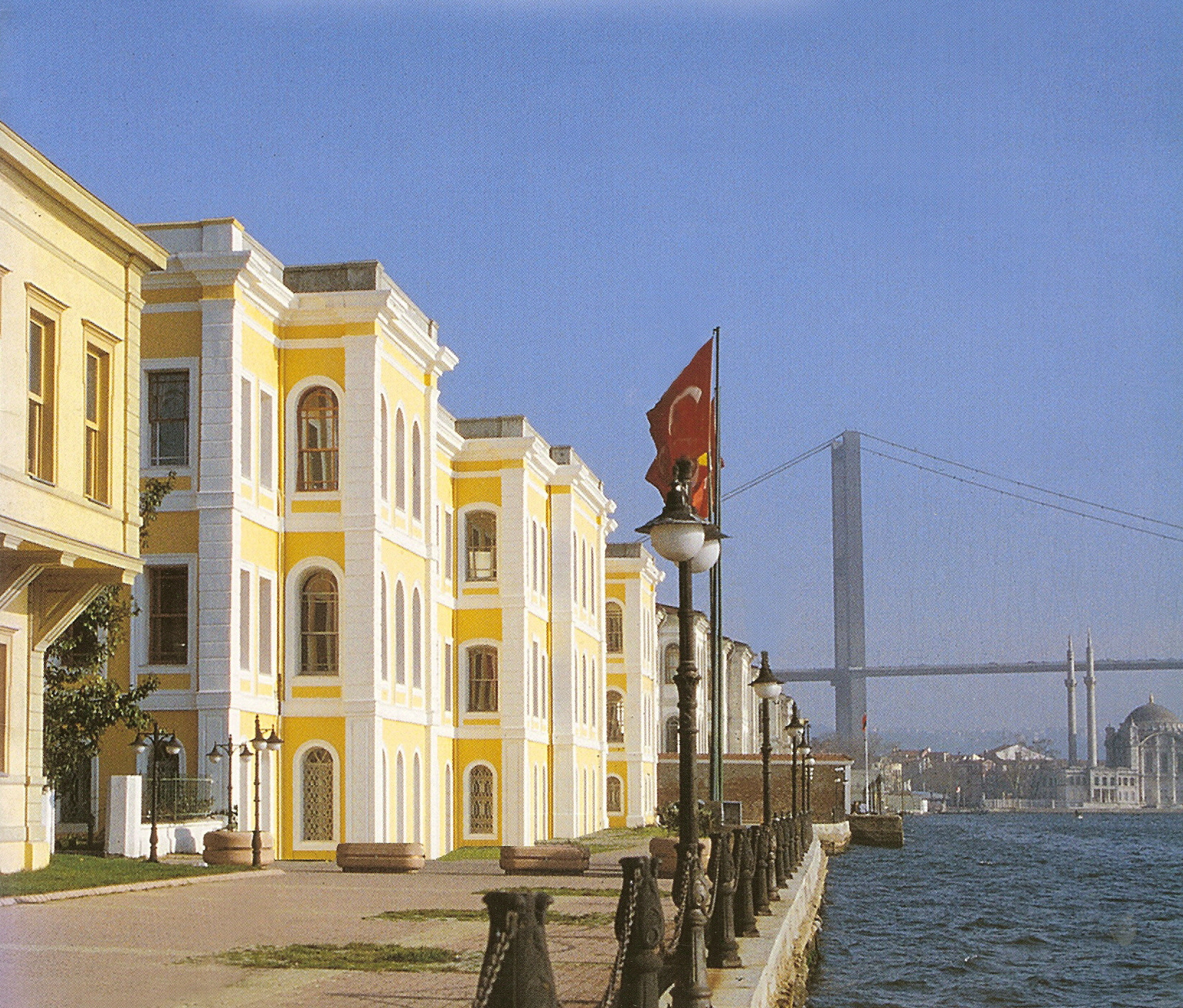
L'université Galatasaray.

Le ministère de l'Éducation nationale est responsable de l'éducation. Celle-ci est obligatoire et dure douze ans : quatre ans pour chaque cycle depuis l'école primaire, le collège, puis le secondaire. Moins de la moitié des Turcs de 25 à 34 ans ont terminé leur scolarité secondaire, comparativement à la moyenne de l'OCDE qui est de plus de 80 %. L'éducation de base en Turquie est considérée comme étant en retard par rapport aux autres pays de l'OCDE, avec des différences significatives entre les élèves de haut et de bas niveau. La Turquie est classée 32e sur 34 dans l'étude PISA de l'OCDE. L'accès à une école de haute qualité dépend fortement du résultat obtenu dans les examens d'entrée du secondaire, au point que certains élèves commencent à suivre des cours particuliers de tutorat lorsqu'ils ont 10 ans. Le taux global d'alphabétisation des adultes en 2011 était de 94,1 % dont 97,9 % pour les hommes et 90,3 % pour les femmes.
En 2017, il existe 190 universités en Turquie. L'entrée dans l'enseignement supérieur dépend du système de sélection et de placement des étudiants (ÖSYS). En 2008, le quota d'étudiants admis était de 600 000, contre 1 700 000 qui ont passé l'examen d'enseignement supérieur en 2007. À l'exception des facultés d'éducation ouverte (AÖF) à Anadolu, Istanbul et à l'université Atatürk, l'entrée est réglementée par l'examen national ÖSYS. Après quoi les diplômés du secondaire sont affectés dans les universités selon leurs résultats. Selon les classements universitaires mondiaux de l'enseignement supérieur de 2012-2013, la première université en Turquie est l'université technique du Moyen-Orient (classée entre 201 et 225), suivie de l'université Bilkent et de l'université Koç (toutes deux dans la tranche 226-250), puis l'université technique d'Istanbul et l'université du Bosphore (dans la tranche 276-300). Toutes les universités publiques et privées sont sous le contrôle du Conseil de l'enseignement supérieur (YÖK), dont le chef est nommé par le président de la Turquie. Depuis octobre 2016, le président nomme, en outre, directement tous les recteurs de toutes les universités publiques et privées. La Turquie est membre de l'Espace européen de l'enseignement supérieur et participe activement au processus de Bologne.
Depuis 2019, la théorie de l'évolution est bannie des programmes scolaires du secondaire (collège et lycée) pour n'être abordé que dans l'enseignement supérieur.
Il existe plusieurs écoles francophones dans le pays : le lycée français Charles-de-Gaulle, le lycée français Pierre-Loti, le lycée Saint-Benoît d'Istanbul, lycée Tevfik Fikret (un à Ankara et un à İzmir), le lycée Notre-Dame de Sion, le lycée Sainte-Pulchérie, le lycée Saint-Michel, le lycée Saint-Joseph (un à Istanbul et un autre à Izmir), le lycée de Galatasaray, l'université Galatasaray et le lycée Burak Bora.

#### Protection sociale

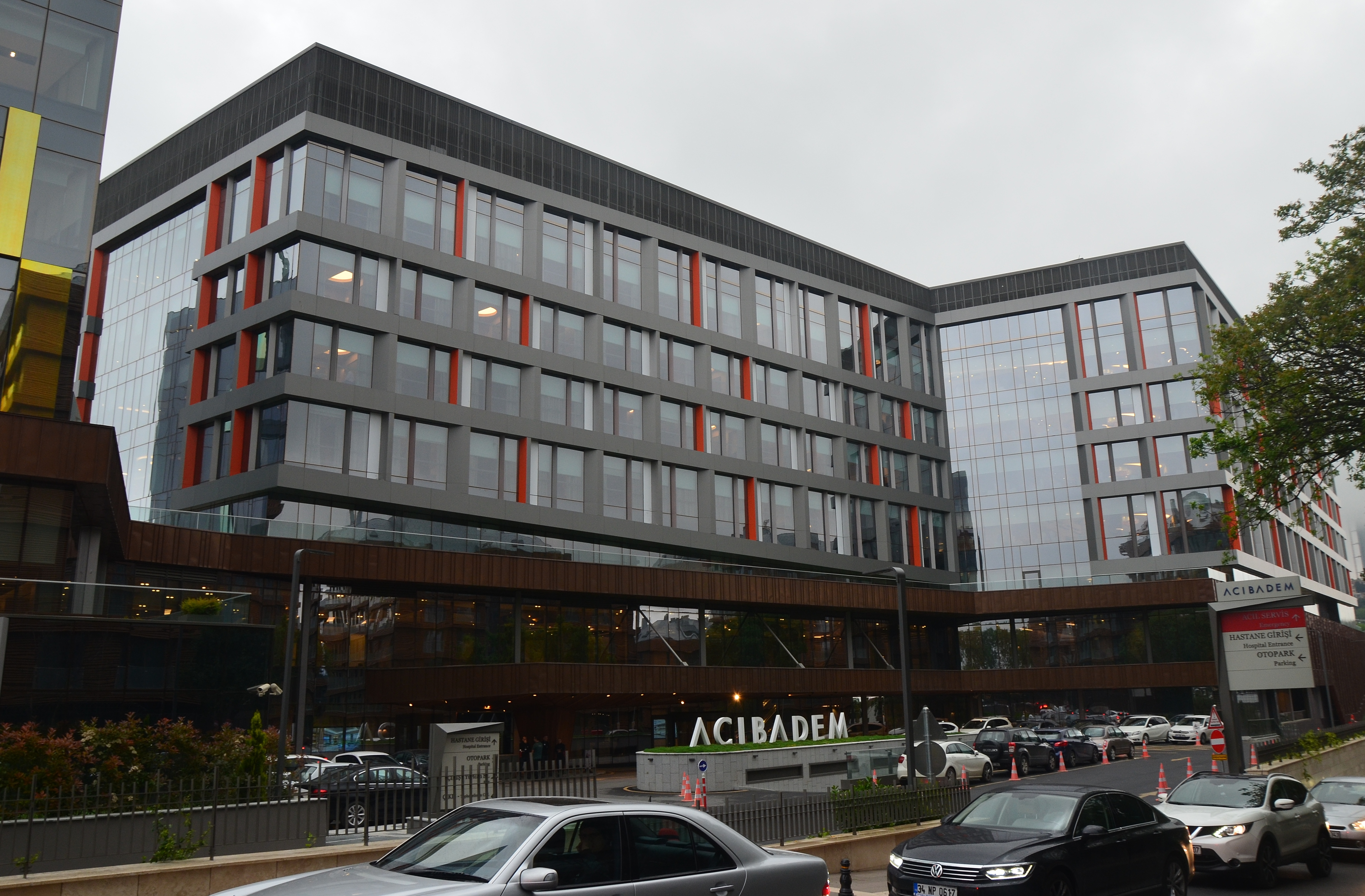
L'hôpital de Acıbadem Altunizade.

La protection sociale en Turquie s’articule entre différents mécanismes dont l’ensemble ne couvre pas l’intégralité de la population turque (67,3 millions d’habitants en 2000). Quatre systèmes publics de protection sociale coexistent en Turquie : le Memur Saglik est destiné aux actifs de la fonction publique et leurs ayants droit directs ; l’Emekli Sandigi concerne les retraités de la fonction publique, ainsi que leurs ayants droit directs ; la SSK couvre les employés du secteur privé et les ouvriers du secteur public ; le Bag-Kur assure les artisans, les commerçants et les membres des professions libérales.
Il existe une forme d’assurance personnelle qui permet d’adhérer volontairement à la SSK. Cette adhésion est individuelle ou collective, volontaire ou obligatoire. Individuellement, toute personne peut volontairement adhérer à la SSK en échange du versement d’une prime d’assurance. Collectivement, l’assurance est soit volontaire, soit collective. Volontaire, elle concerne des groupes exclus du bénéfice automatique de la SSK et qui négocient librement leur affiliation contre versement d’une cotisation ; obligatoire, le dispositif est identique mais les groupes choisissent de contraindre leurs membres à l’affiliation.
On compte une trentaine de sociétés d’assurances privées regroupant 300 000 personnes ; elles offrent leurs services aux personnes ne disposant pas de couverture sociale et ne pouvant financièrement assumer le coût de l’adhésion. Le nombre de leurs adhérents a augmenté durant les années 1990.
Ces différents mécanismes ne couvrent pas la totalité de la population turque. Sont exclus, en particulier, les agriculteurs et les pauvres urbains, dont le niveau de revenu exclut tout recours à des assurances complémentaires privées. La réforme de la SSK (qui couvre la moitié de la population turque), imposant une durée de cotisation minimale de 120 jours avant toute prise en charge, a renforcé cet état de fait. Pour pallier les carences de la couverture sociale, plusieurs dispositifs ont été mis en place : la carte verte ; le fonds d'aide sociale ; les systèmes municipaux ; les fondations.

#### Système hospitalier

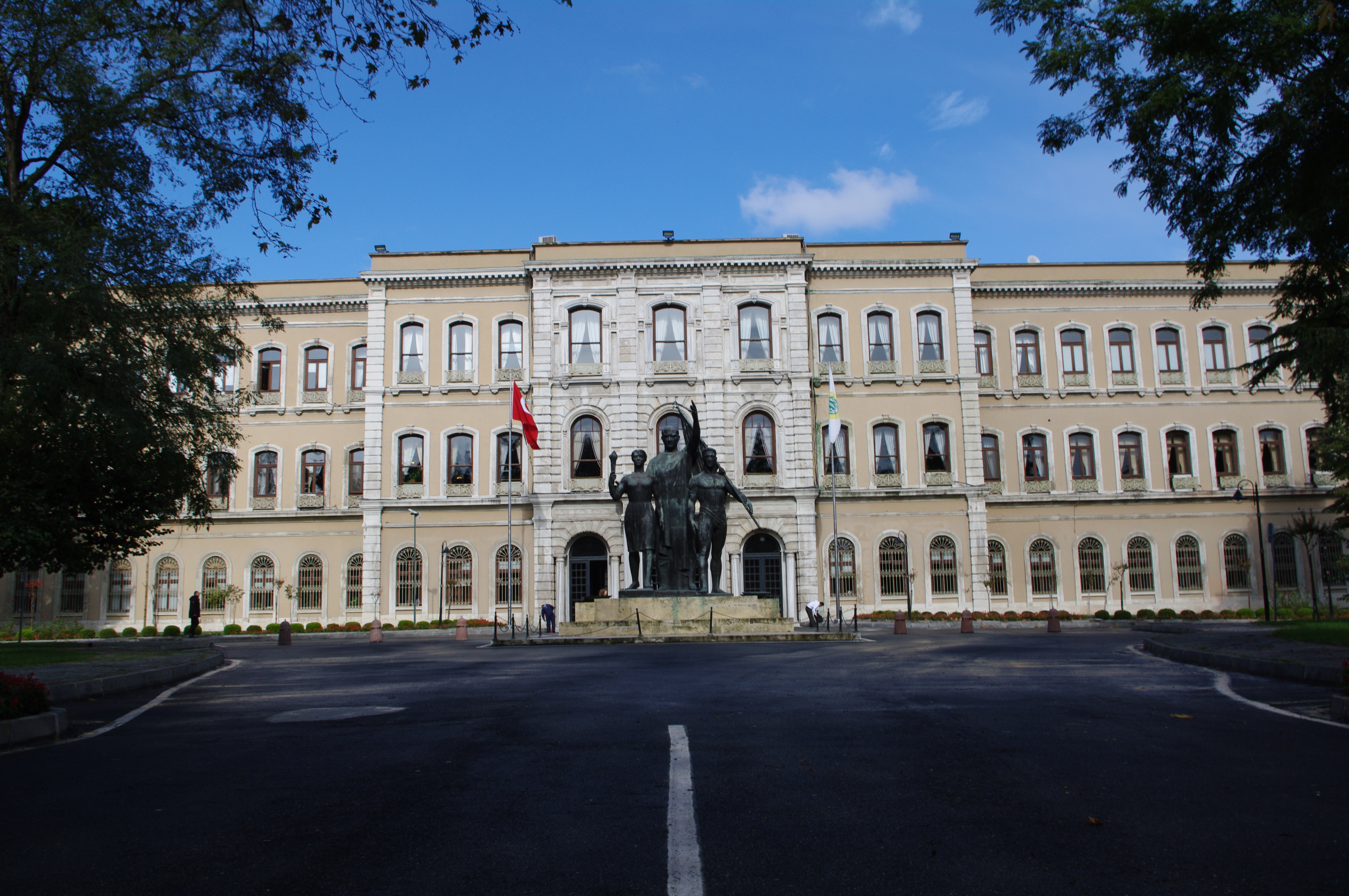
La faculté de médecine de l'université d'Istanbul est l'école de médecine de premier plan dans le pays.

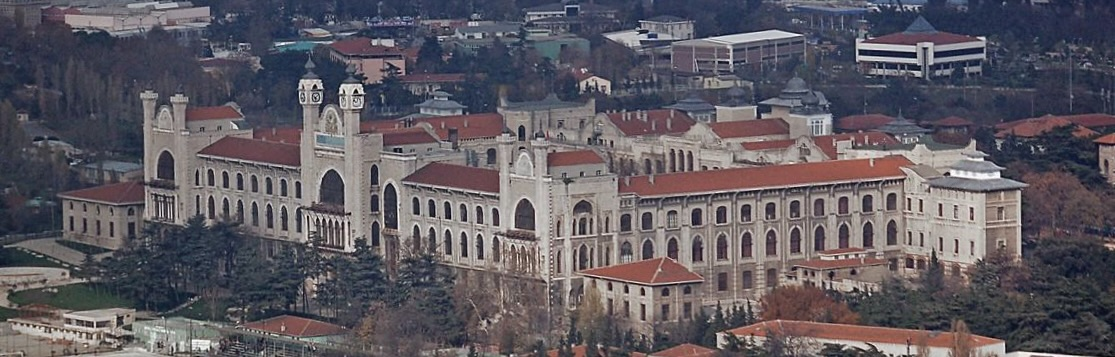
École impériale de médecine dans le quartier Haydarpaşa, actuellement un campus de l'université de Marmara.

Deux grandes catégories se distinguent : les hôpitaux privés et les hôpitaux publics, et — au sein de ces derniers — les hôpitaux d’État et ceux de la SSK. Les hôpitaux de l’État se répartissent à leur tour entre hôpitaux du ministère de la Santé, hôpitaux dépendant de tel ou tel ministère (Défense, Police, Intérieur…), et hôpitaux universitaires.
Au total, la Turquie compte 1 256 établissements hospitaliers publics regroupant 176 121 lits, auxquels il faut ajouter le réseau des dispensaires. Ces derniers sont au nombre de 5 700 environ, ils couvrent une population de 7 500 personnes et contrôlent plusieurs sous-unités (trois à quatre en moyenne).
Les établissements publics de santé se répartissent entre :
- les établissements du ministère de la Santé (communément appelés « hôpitaux d’État ») ;
- les hôpitaux particuliers des ministères (Défense, Police…), qui en possèdent plusieurs. Ce sont aussi des hôpitaux d’État dont l’accès est réservé en principe aux agents des ministères en question ;
- les hôpitaux universitaires : hôpitaux d’État qui, à l’instar de leurs homologues français, ont une vocation d’enseignement et de recherche ;
- les hôpitaux de la SSK, la sécurité sociale turque. Ce sont des hôpitaux publics, mais qui ne dépendent pas de l’État.

L’étanchéité initiale entre les hôpitaux publics — particulièrement entre hôpitaux d’État et de la SSK — cède peu à peu la place à une forme d’intégration, encore très parcellaire et incomplète.
À elle seule, la métropole d’Istanbul dispose de 39 hôpitaux du ministère de la Santé, 3 hôpitaux universitaires, 16 hôpitaux de la SSK ; elle regroupe 234 dispensaires, dont 220 reliés au ministère de la Santé.
On compte environ 150 hôpitaux privés qui regroupent 11 500 lits. Ce secteur de la santé est en plein développement, en particulier à l’incitation des grands organismes financiers internationaux qui exigent des autorités turques une libéralisation de l’offre de soins. Comme exemples d’institutions privées, on peut citer la chaîne d’hôpitaux Acibadem, l’Universal Vatan (52 établissements). À Istanbul, les hôpitaux « nationaux » sont très présents : français, américain, allemand, italien, bulgare, arménien, grec…
Les hôpitaux privés sont souvent particulièrement bien dotés en personnel et très bien équipés : le premier TEP Scan installé dans le monde par la société Siemens l’a été dans un hôpital d’Acibadem. Ils disposent de l’ensemble des outils de diagnostic et de traitement : laboratoires, centre de transfusion sanguine, services d’urgence.

#### Identité Sexuelle

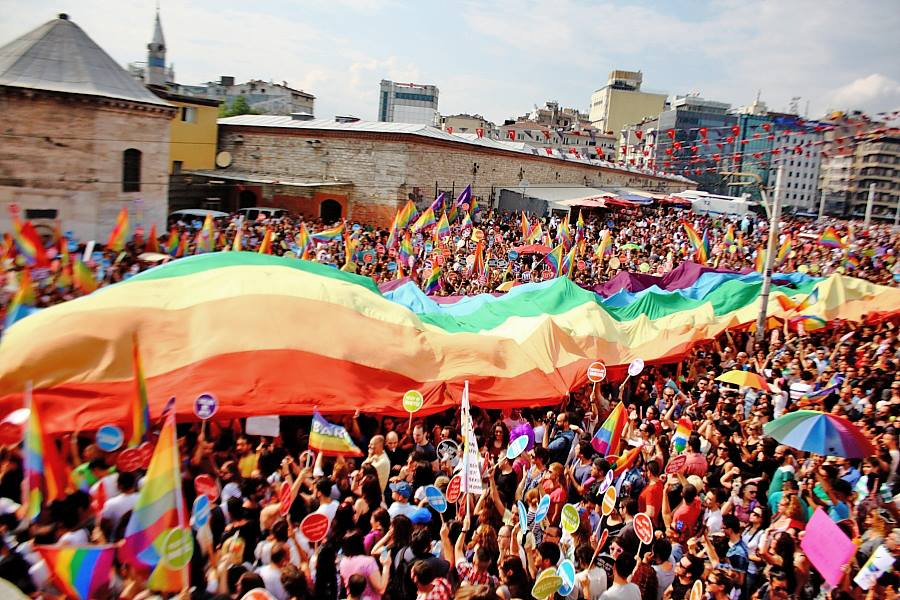
Marche des fiertés à Istanbul.

La minorité homosexuelle est restée largement invisible jusqu'aux années 1970. Durant celle décennie, la Turquie vit une période de libération sociale relative. En 1980, le coup d’État militaire change la donne : le petit mouvement LGBT est sujet à une virulente répression avec le reste de la gauche alternative et est décimé.
L'homosexualité est légale en Turquie mais les personnes homosexuelles peuvent être exposées à des discriminations dans l'accès à l'emploi et l'armée les refuse dans ses rangs. Parmi les principaux partis politiques, l'AKP est ouvertement hostile à l'homosexualité. Le CHP social-démocrate s'est peu à peu relativement ouvert mais seul le HDP défend les revendications LGBT.

#### Sécurité
Les missions régaliennes de sécurité sont assurées en Turquie par la Gendarmerie turque et la Direction générale de la sécurité. Elles ont été placées sous la direction du ministère de l'intérieur depuis la tentative de coup d'État de 2016. Les forces de sécurité turques comptent plus de 400 000 hommes chargés de maintenir l'ordre sur le territoire national.
Aujourd'hui, la gendarmerie et la police turque sont massivement engagées avec l'armée dans les violents affrontements avec le PKK dans le Kurdistan. En parallèle, elles ont été chargées par le gouvernement de mener une importante épuration politique en Turquie depuis l'échec du coup d'État de juillet 2016.
En 2017, plus de 50 000 personnes ont été arrêtées par les services de sécurité et 200 000 autres démis de leur fonction.
Les violences par arme à feu ont augmenté de 60 % entre 2015 et 2018.

### Culture

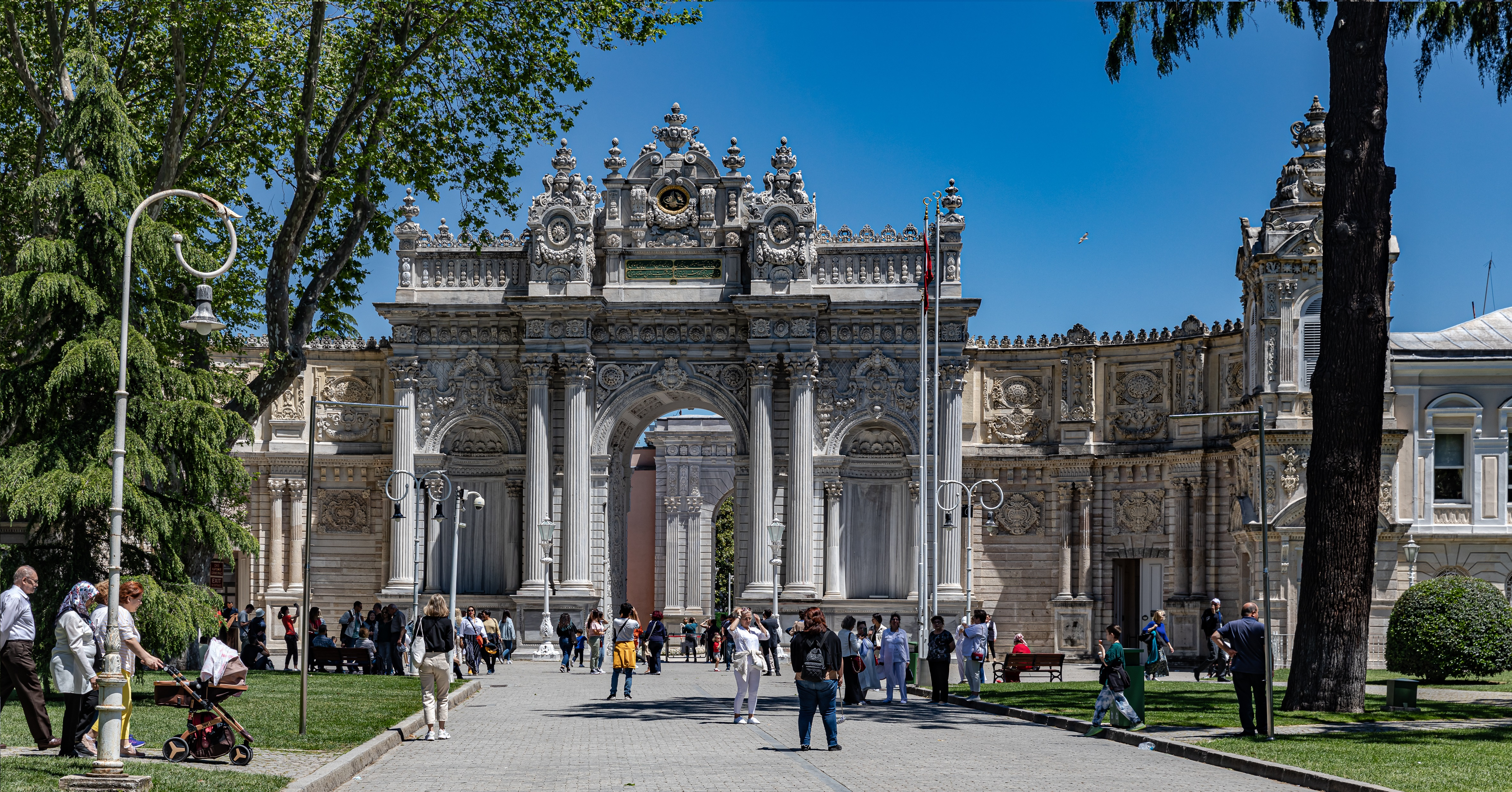
Une des portes principales du palais de Dolmabahçe.

La Turquie a une culture très diverse qui est un mélange des éléments des cultures et traditions oghouzes, anatoliennes (arméniennes, grecques, kurdes, araméens, lazes…), ottomanes (qui elles-mêmes sont une continuation des cultures gréco-romaines et islamiques) et occidentales, qui a commencé avec l'occidentalisation de l'Empire ottoman et continue encore aujourd'hui. Ce mélange a commencé par la rencontre des Turcs et leur culture avec celles des peuples qui étaient sur le chemin de leur migration d'Asie centrale vers l'ouest,. Avec la transformation progressive d'un Empire ottoman fondé sur la religion en un État-nation moderne, avec une séparation forte de l'État et de la religion, les méthodes d'expression artistique se sont développées. Pendant les premières années de la République, le gouvernement investit beaucoup de ressources dans les beaux-arts, les musées, les théâtres, les opéras et l'architecture. Les différents facteurs historiques jouent un rôle important dans la définition de l'identité turque contemporaine et la culture turque est le produit des efforts pour être « moderne » et occidental avec la nécessité éprouvée de maintenir des valeurs traditionnelles, religieuses et historiques.

#### Musique

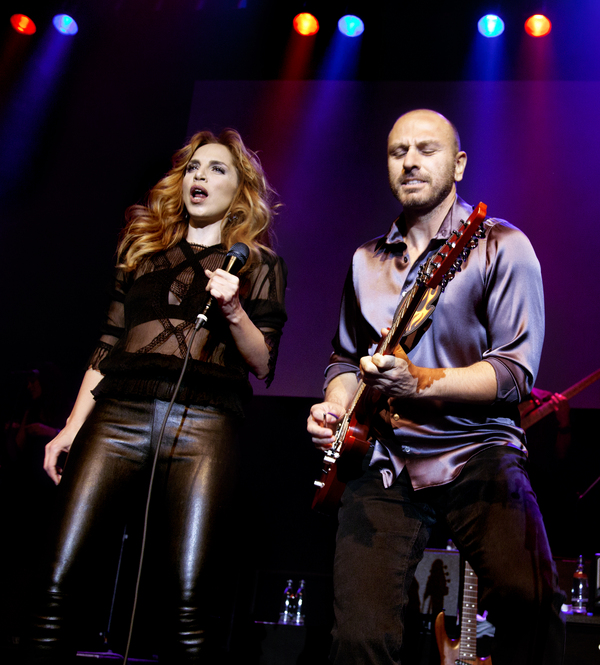
Sertab Erener et Demir Demirkan.

Il existe plusieurs instruments typiquement turcs, tels que le saz, le ney qui sont toujours pratiqués dans la vie moderne turque. Le rap et le rock sont surtout appréciés par les jeunes.
Les différentes influences culturelles que subit la Turquie se retrouvent au cœur de sa musique, mêlant sonorités traditionnelles et occidentales.
La musique pop de Turquie a fait une croissance après l'ouverture de nouvelles chaînes de télévision dès le début des années 1990. Pour citer quelques artistes turcs, il y a Sezen Aksu, Tarkan (avec un album qui l'a rendu célèbre en Europe), Sertab Erener qui a gagné le grand prix de l'Eurovision en 2003.

#### Littérature

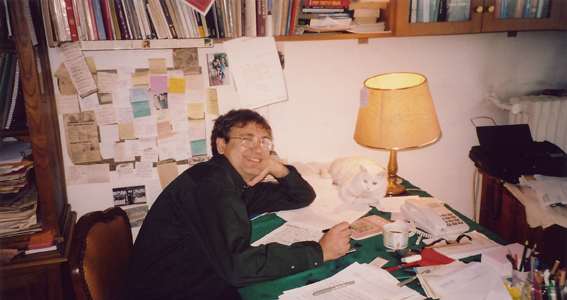
Orhan Pamuk, lauréat du prix Nobel de littérature en 2006.

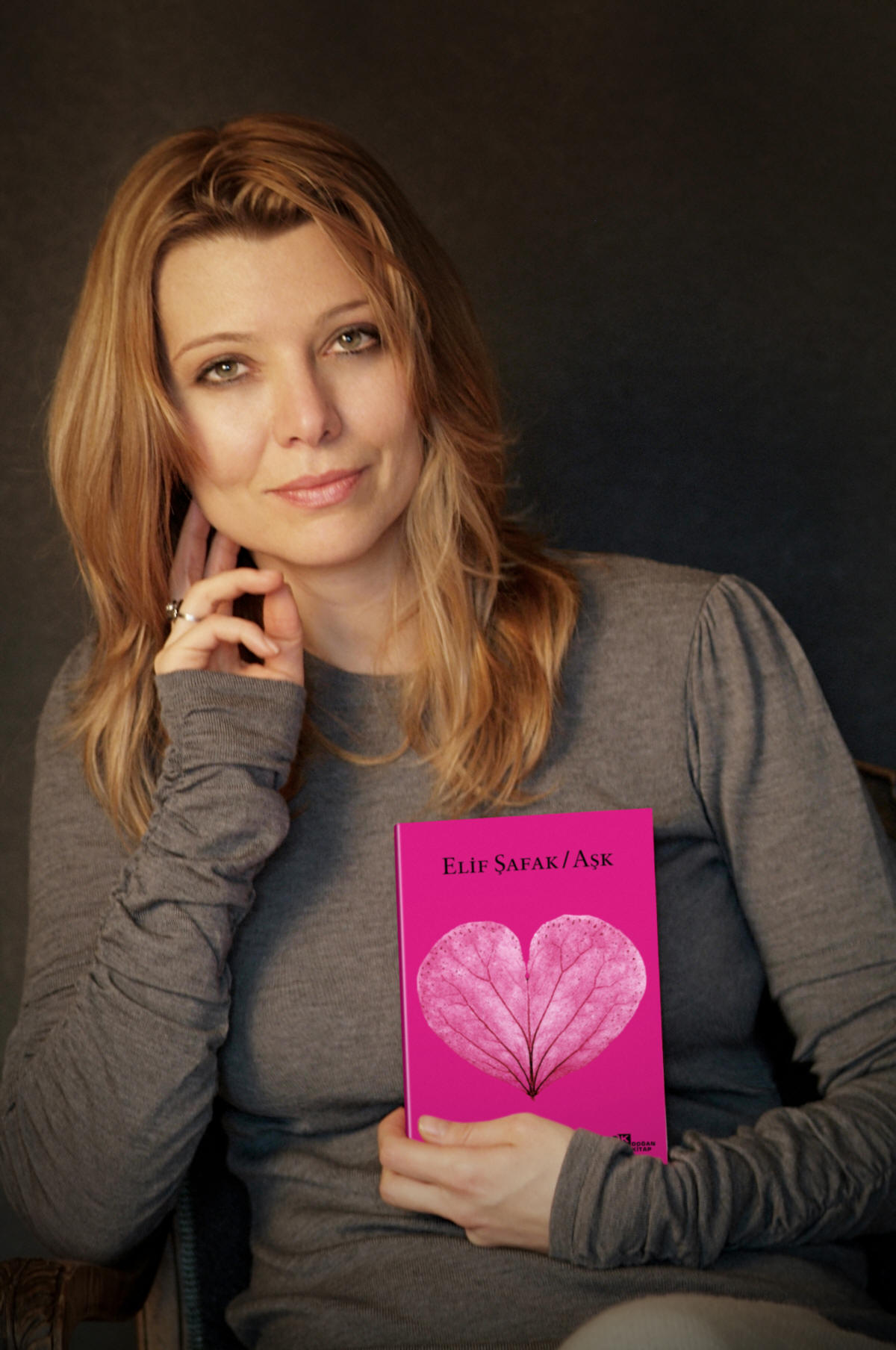
Elif Şafak.

À la fin du XIe siècle, les Turcs ont commencé à s'installer en Anatolie, et, en plus des traditions orales, il s'est développé une tradition littéraire écrite proche du style arabe et de la littérature persane. Les 900 ans suivant, jusqu'à peu de temps avant la chute de l'Empire ottoman en 1922, les traditions orales et écrites restent largement indépendantes l'une de l'autre.
Avec les réformes du Tanzimat au XIXe siècle, les styles européens et œuvres littéraires (romans et pièces de théâtre) ont commencé à apparaître dans la littérature turque.
Avec la fondation de la République turque en 1923, et les réformes visant à moderniser la langue turque, une nouvelle littérature turque nationale a été formé, de plus en plus influencé par les styles occidentaux.
Orhan Pamuk (lauréat du prix Nobel de littérature en 2006) et Elif Şafak sont parmi les romanciers majeurs turcs de nos jours.

#### Médias

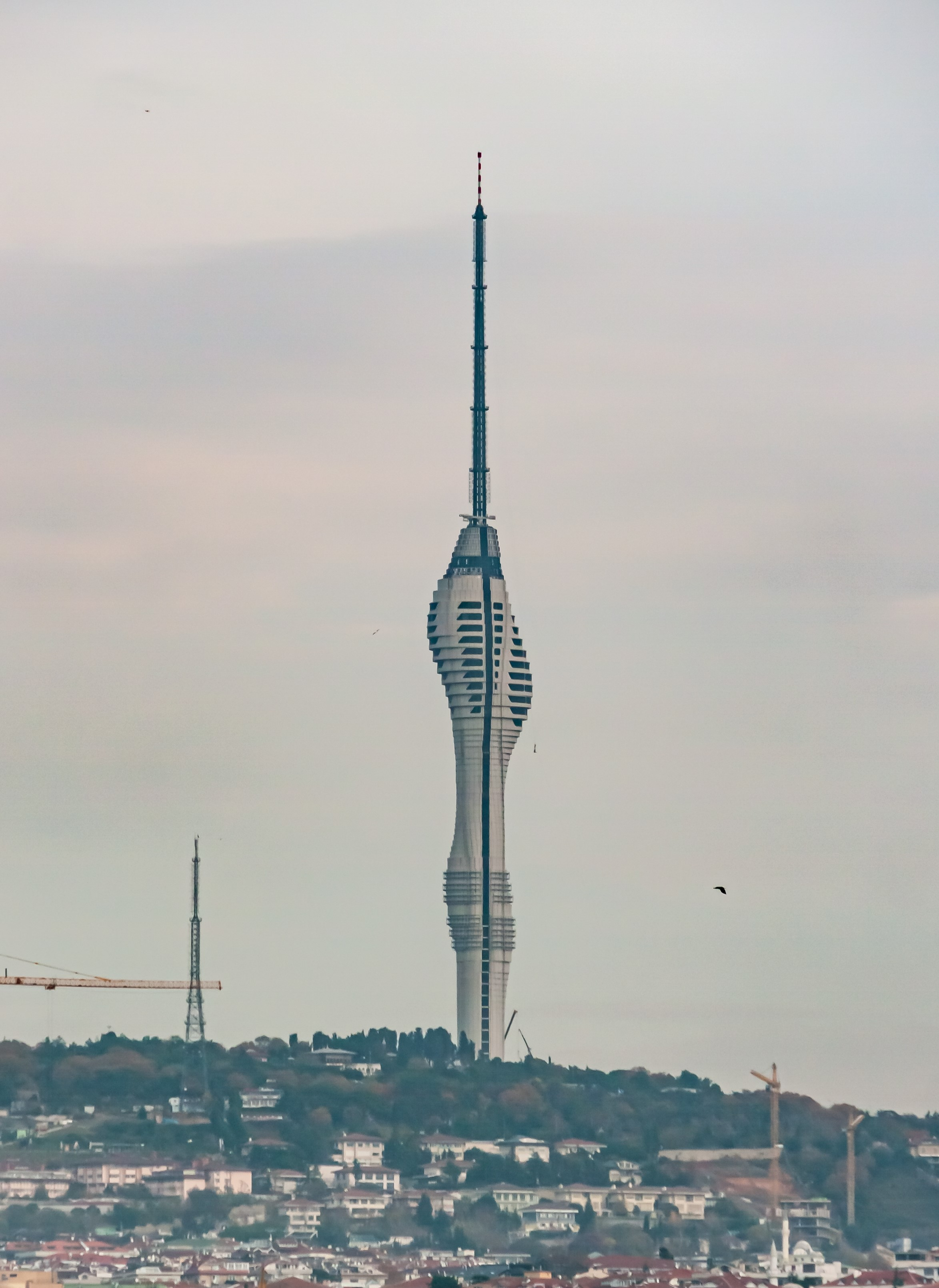
La tour de Camlica à Istanbul.

Si le début du mandat (2003) de Recep Tayyip Erdoğan est marqué par quelques assouplissements concernant la liberté de la presse, comme le remplacement des peines de prison de la loi relative à la presse par des amendes, les lois amendées contiennent cependant des dispositions permettant d'envoyer les journalistes en prison. D'autres lois et articles de code répressifs envers la presse restent inchangés.
Les années suivantes pendant lesquelles le Parti de la justice et du développement (AKP) est au pouvoir se caractérisent par un durcissement envers les médias et une limitation de la liberté de la presse. Cette tendance se traduit par le net recul de la Turquie dans le classement mondial de la liberté de la presse. Entre 72 et 97 journalistes turcs sont en prison en 2012,, contre 13 fin 2002, l'année de l'arrivée au pouvoir de l'AKP. L'affaire Ergenekon (2007-2009) voit la condamnation en 2013 d'une vingtaine de journalistes à de lourdes peines de prison et permet de porter un coup à une opposition laïque journalistique de plus en plus critique contre le régime. Le pouvoir intente systématiquement des procès à l'encontre des journaux d'opposition, si bien que ces journaux sont l'objet de saisies ou sont fortement pénalisés par les amendes. L'opposition de gauche fait surtout les frais de ces procès, comme en 2011 le journal du Parti des travailleurs Aydınlık. En 2012, la Turquie est considérée par Reporters sans frontières « première prison au monde pour les journalistes ».
En 2015, la dérive autoritaire se renforce : 15 chaînes de télévision sont ainsi saisies ou interdites d’émettre par le pouvoir, des centaines de journalistes sont sous le coup de poursuites pour avoir « insulté le président ». En novembre 2015, les journalistes Can Dündar et Erdem Gül, sont accusés d'« espionnage » pour avoir publié en mai un article sur les livraisons d'armes des services secrets turcs (MIT) à des groupes rebelles en Syrie.
Le 31 octobre 2016 dans le contexte de répression suivant la tentative de coup d'État de juillet 2016, le rédacteur en chef Murat Sabuncu et son représentant à Ankara Güray Öz ainsi que 16 journalistes et caricaturistes du journal Cumhuriyet, sont arrêtés et mis en garde à vue. Survenant après la fermeture de quinze quotidiens, magazines et agences de presse, basés pour la plupart dans le Sud-Est à majorité kurde, ces arrestations sont interprétées comme une volonté du pouvoir turc de faire taire le « dernier grand quotidien d'opposition du pays ».
Selon l'Association des journalistes de Turquie (TGC), depuis la tentative de coup d'État du 15 juillet, 170 organes de presse ont été fermés, 105 journalistes placés en détention et 777 cartes de presse annulées. Au classement mondial de la liberté de la presse en 2016, la Turquie est 151e juste devant la République démocratique du Congo.
Actuellement, près de 90 % des médias turcs sont proches du gouvernement et de l'AKP. Les autres sont cependant confrontés à un degré élevé de censure.

##### Quotidiens nationaux
Cumhuriyet, Hürriyet, Milliyet, Posta, Radikal, Zaman.

##### Télévision
La télévision fait son apparition dans le pays en 1968. La TRT (Türkiye Radyo Televizyon Kurumu) ou Radio-télévision de Turquie conserve théoriquement un monopole d'État sur les ondes jusqu'en 1993 (dans les faits, la chaîne privée Star TV fait ses premiers pas en 1990).
Depuis lors, de nombreuses chaînes privées ont fait leur apparition, et sont diffusées à la fois sur le réseau hertzien, sur les réseaux câblés des grandes villes et par satellite. Les principales chaînes publiques sont TRT 1 (généraliste), TRT Haber (information en continu), TRT Spor (sport), TRT Çocuk (dessins animés) et TRT Müzik (en) (variétés). TRT Kurdî émet à destination des populations kurdophones et TRT Avaz à destination des peuples turcs d'Asie centrale. Enfin, TRT Türk (anciennement TRT Int) sert de vitrine au pays dans le monde entier. Diffusée exclusivement en turc, elle diffuse des journaux télévisés et des magazines traitant de la vie en Turquie et de la culture turque.
Parmi les chaînes privées, les principales sont ATV, Kanal D, Show TV, Samanyolu TV, Hayat TV (généralistes), Powertürk TV, MTV Türkiye (musicales), CNN Türk, CNBC-e, NTV (information en continu) et Lig TV (sport). Disponibles sur le territoire national, elles sont également déclinées en versions internationales à destination de la diaspora turque en Europe, sous un nom un peu différent (Kanal D devenant Euro D et Star TV, EuroStar TV, par exemple).

#### Sports

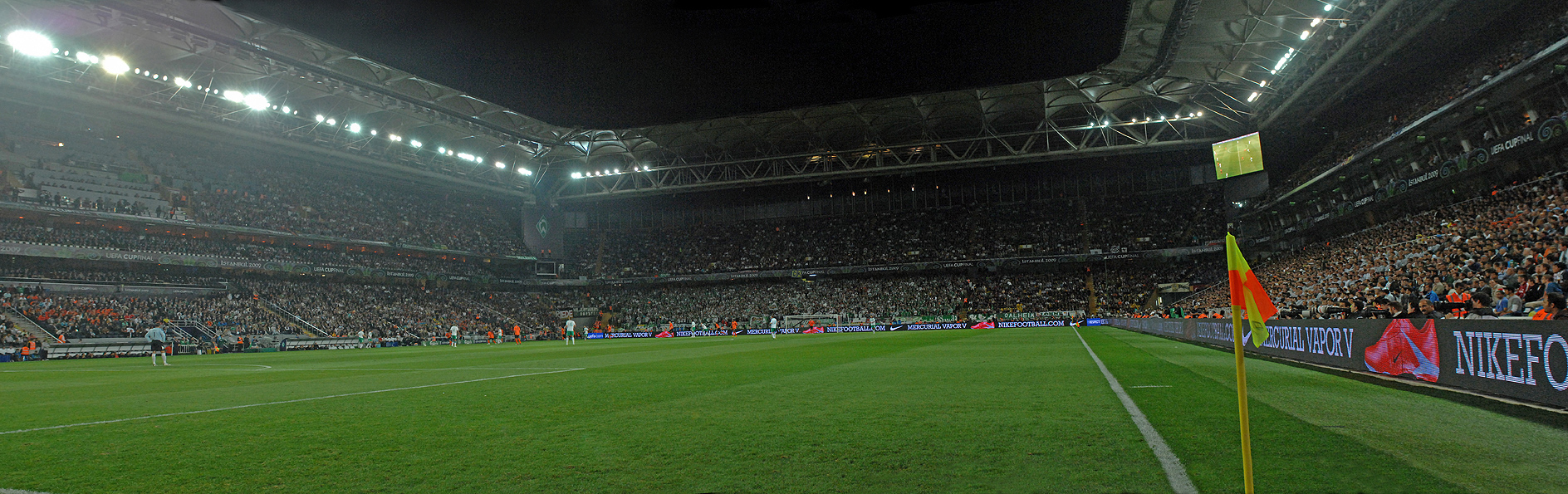
Finale de la Coupe UEFA 2008-2009 au stade Şükrü Saracoğlu de Fenerbahçe SK, 20 mai 2009.

Le football est très probablement le sport le plus populaire ; la vie s’arrête pratiquement lors des rencontres entre Galatasaray, Fenerbahçe, Beşiktaş et Trabzonspor. La Turquie participe au Championnat d'Europe de football. Elle est également membre de l'UEFA (Union des associations européennes de football). Entre ces 4 équipes, l'équipe stambouliote du Galatasaray est la seule à avoir remporté la Coupe d'Europe le 17 mai 2000 et la Supercoupe de l'UEFA 2000. L'équipe nationale quant à elle est arrivée 3e de la Coupe du monde 2002 en Corée du Sud et au Japon,.

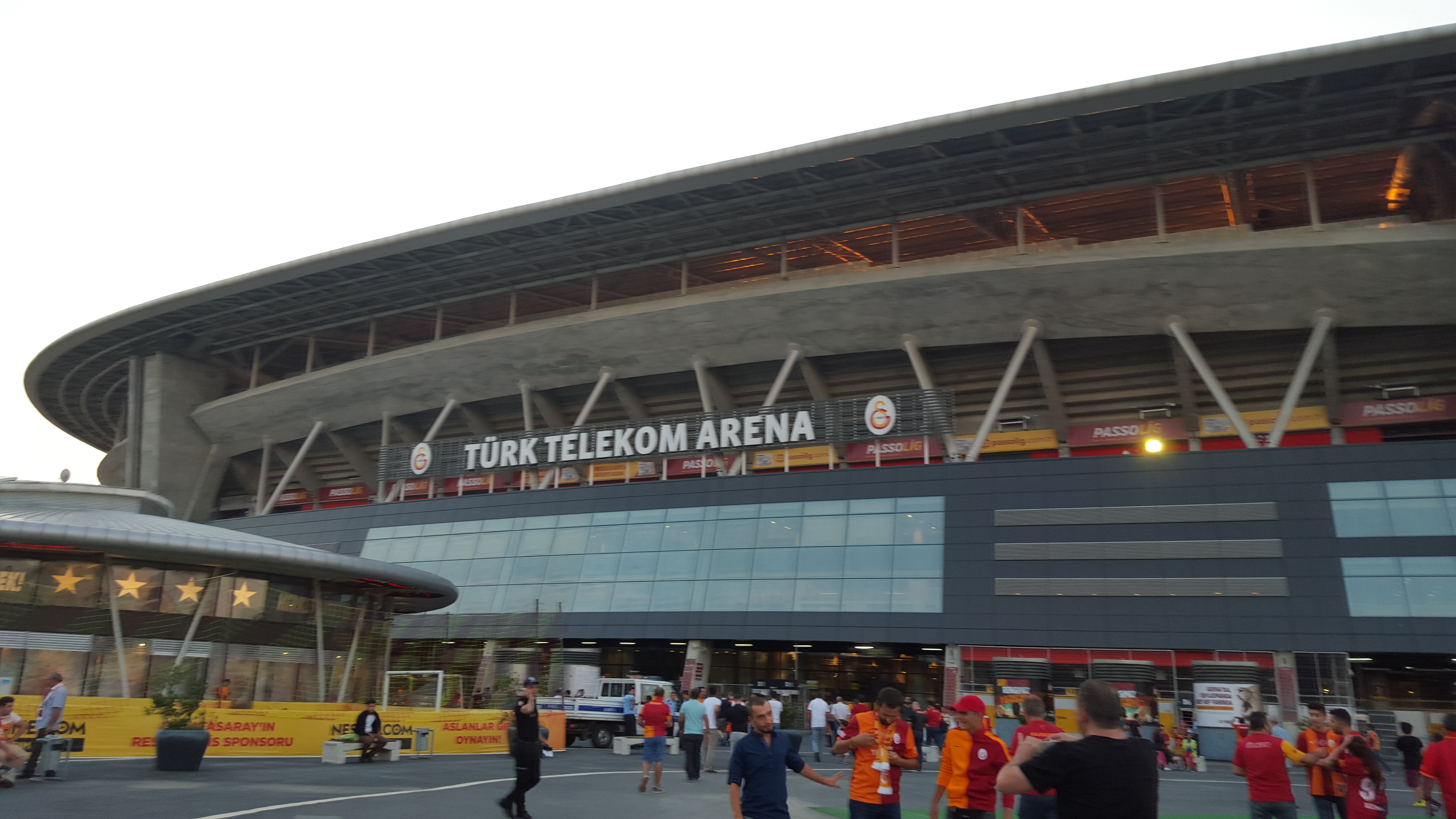
Türk Telekom Arena est le stade de Galatasaray SK.

La Turquie a également de bons joueurs de basket-ball comme Mehmet Okur, champion NBA en 2003-04 avec Detroit Pistons, premier Turc sélectionné pour le All-Star de la NBA en 2007, ou Hidayet Türkoglu, meilleur sixième homme lors de sa deuxième saison (2007-2008), réalisant deux triple-doubles et meilleure progression NBA Most Improved Player en 2008. Au niveau européen, deux grands clubs turcs font partie du top européen : Efes Pilsen et Fenerbahçe Ülker. Ces deux clubs sont constamment en Euroligue. L'équipe nationale féminine remporte la médaille d'argent du championnat d'Europe 2011.
Le volley-ball et le beach-volley sont très appréciés par les femmes comme par les hommes. L'équipe de volley-ball féminine turque a fait de grands progrès depuis quelques années et est devenue l'une des équipes les plus fortes d'Europe, notamment grâce à Eylem Dağli très populaire à Istanbul.
En 2007, Kenan Sofuoğlu est devenu le premier Turc champion du monde d'un sport mécanique : il a remporté le championnat de Mondial Supersport, une compétition de moto réservée aux 600 cm3. La ville d'Istanbul organise aussi une course de Formule 1 chaque année depuis 2005.
La lutte gréco-romaine est le sport national en Turquie. Les combats les plus importants ont lieu durant le Kirpinar Yagli Guresi qui se déroule dans la province d'Edirne.
Le pays compte beaucoup de médailles et de records en haltérophilie, notamment grâce à Naim Süleymanoğlu et Halil Mutlu.
Semih Saygıner a apporté de nombreuses médailles en billard à la Turquie. Après ses performances, la Turquie s'est dotée d'une fédération.

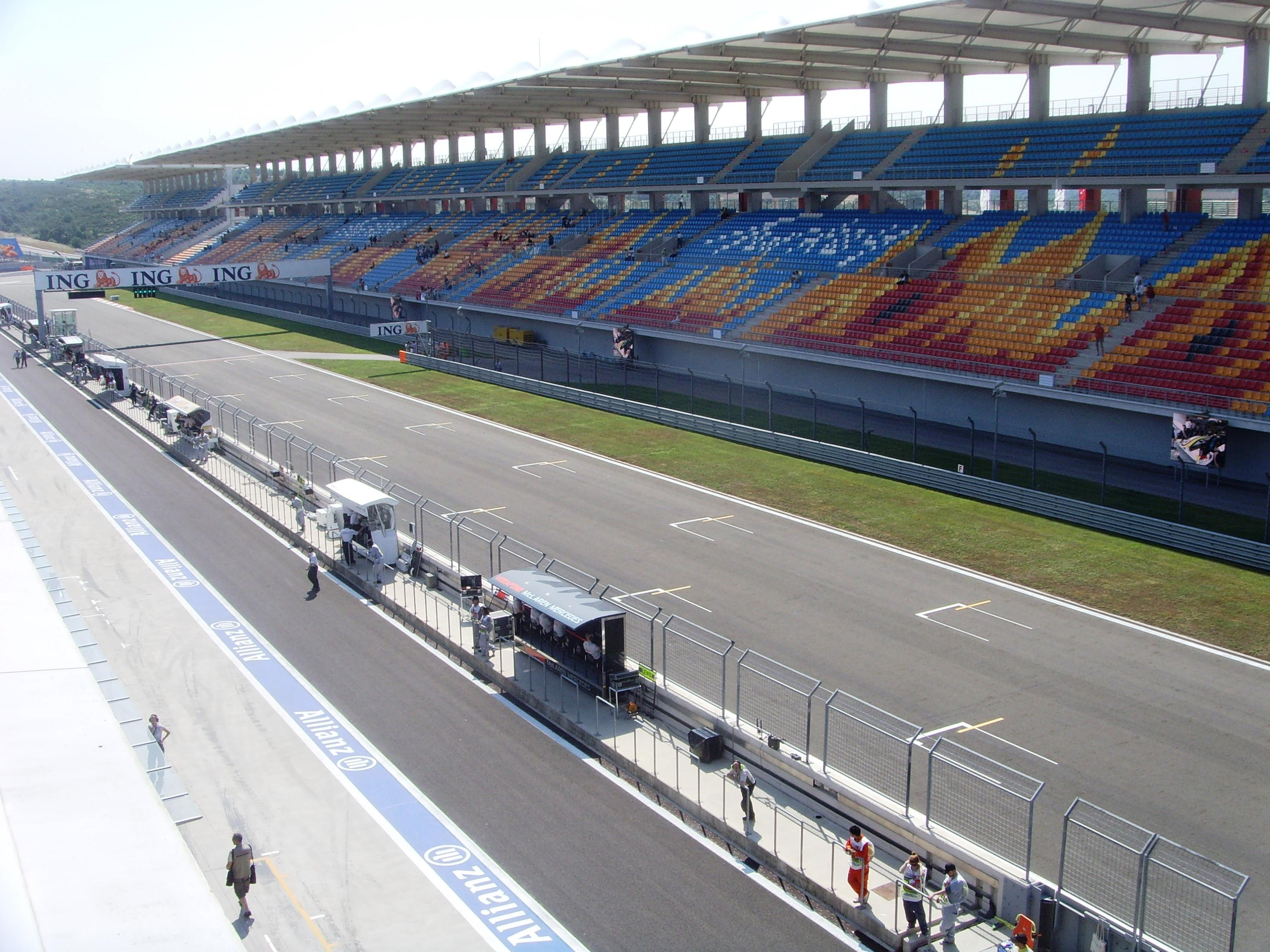
Otodrom Istanbul Park.

### Symboles nationaux

#### Fêtes et jours fériés

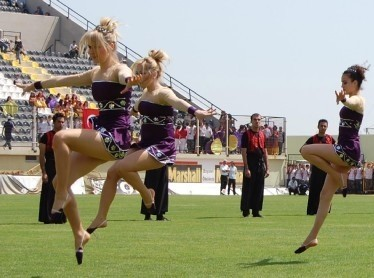
Célébrations de la Fête de la jeunesse et des sports (19 mai).

| Date                                   | Nom français                                                                      | Nom turc                                                                          |
| -------------------------------------- | --------------------------------------------------------------------------------- | --------------------------------------------------------------------------------- |
| 1er janvier                            | Jour de l'an                                                                      | Yılbaşı                                                                           |
| 23 avril                               | Fête des enfants                                                                  | Milli Egemenlik ve Çocuk Bayramı                                                  |
| 19 mai                                 | Fête de la jeunesse et des sports                                                 | Gençlik ve Spor Bayramı                                                           |
| 30 août                                | Fête de la victoire                                                               | Zafer Bayramı                                                                     |
| 29 octobre                             | Fête nationale                                                                    | Cumhuriyet Bayramı                                                                |
| 10 novembre                            | Minute de silence à 9 h 5 pour l’anniversaire de la mort de Mustafa Kemal Atatürk | Minute de silence à 9 h 5 pour l’anniversaire de la mort de Mustafa Kemal Atatürk |
| Après le Ramadan (pendant trois jours) | Aïd el-Fitr, fête du Ramadan                                                      | Ramazan Bayramı                                                                   |
| Dix semaines après la fin du Ramadan   | Aïd el-Kebir, fête du sacrifice                                                   | Kurban Bayramı                                                                    |
| 15 juillet (depuis 2016)               | Fête de la démocratie                                                             | Demokrasi Bayramı                                                                 |

## Politique

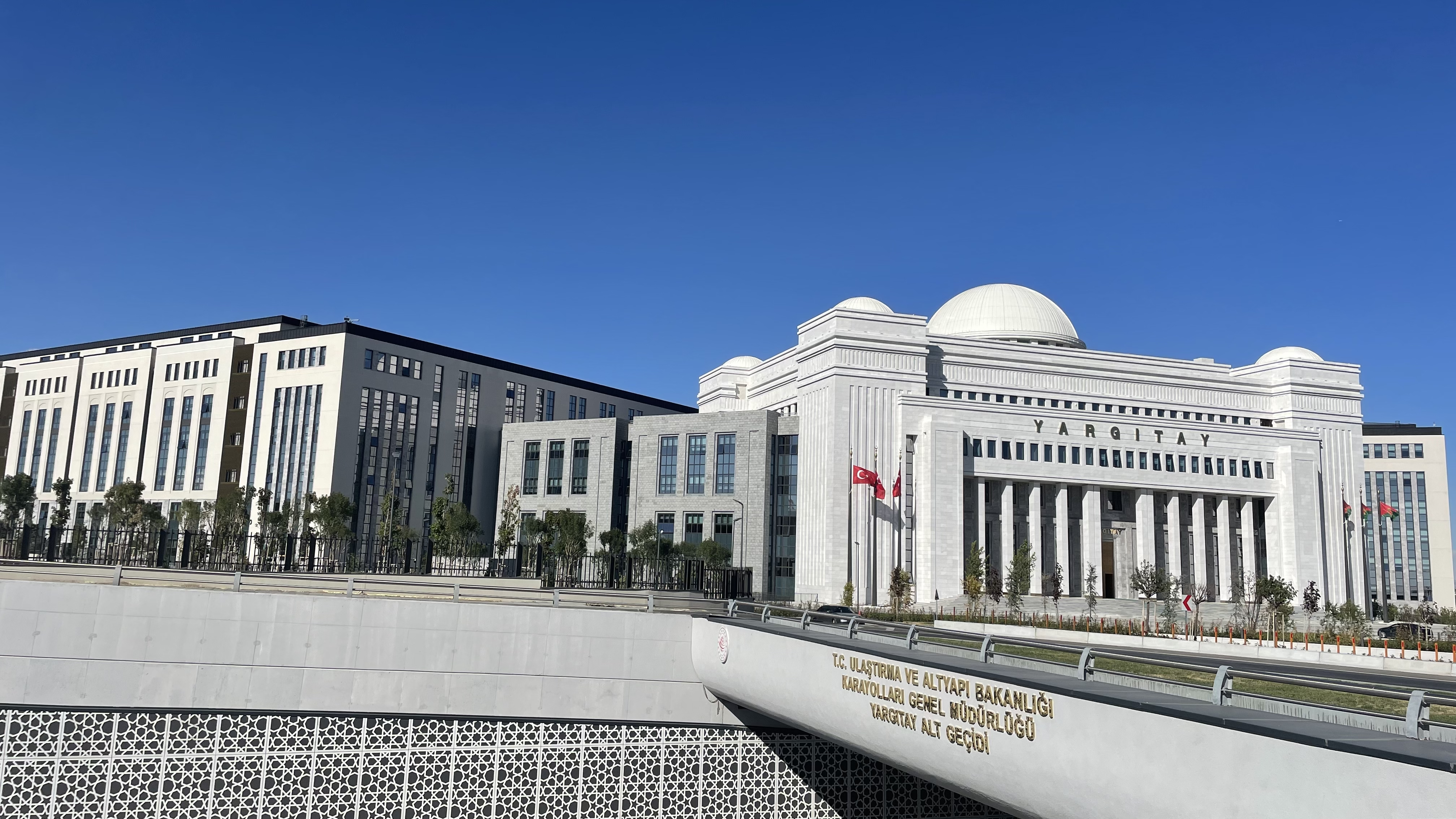
La Cour de cassation à Ankara.

La réputation électorale de la Turquie était assez bonne jusqu’en 2018. En effet, l'élection présidentielle de 2018 a fait l’objet de débats. Les conditions dans lesquelles s'est déroulée cette campagne, remportée par le chef de l'État sortant Recep Tayyip Erdogan et son parti, n'ont pas été équitables, selon les observateurs de l'Organisation pour la sécurité et la coopération en Europe (OSCE).
Les scrutins en eux-mêmes ne donnent pas lieu à des fraudes massives. Cela n'exclut pas la persistance de pratiques clientélistes ou d'intimidation, voire de quelques manipulations électorales dans les provinces de l'Est. Des élections se tiennent régulièrement et des missions d'observation de plusieurs institutions internationales sont souvent présentes. Le parti au pouvoir dispose cependant de la quasi-totalité du temps de parole médiatique et met à contribution des moyens publics pour soutenir ses campagnes. Après la reprise de la guerre opposant l'État au Parti des travailleurs du Kurdistan (PKK), le Parti démocratique des peuples (HDP, souvent désigné comme pro-kurde) a été ciblé par des attaques terroristes. L'Assemblée parlementaire du Conseil de l'Europe (APCE) a estimé la campagne pour les élections législatives de 2015 « entachée par l'iniquité et, dans une mesure inquiétante, par la peur ».
Pour certains observateurs, la pertinence du clivage gauche/droite en Turquie est discutable, le paysage politique turc légal ayant toujours été dominé par des partis de droite. Un Parti communiste fut fondé en 1920 mais ses dirigeants sont presque aussitôt liquidés et ses militants persécutés. L'interdiction du communisme fut inscrite dans le code pénal. En 1960, un coup d'État militaire permet l'adoption d'une Constitution plus libérale. Les premiers partis et syndicats socialistes légaux sont alors fondés. En 1980, un autre coup d'État entraîne une nouvelle éradication de la gauche légale, les exécutions et arrestations se comptent en dizaines de milliers. Des partis de la droite libérale ont ensuite monopolisé le pouvoir, s'alliant parfois aux droites nationaliste ou islamiste, jusqu'à l'irruption de l'AKP.
La notion « d'État profond » est courante dans le vocabulaire politique turc. Elle désigne une structure politique qui déciderait dans l'ombre : un État derrière l'État, voire le cœur de l'État lui-même. L'une des manifestations les plus connues de cet État profond est le scandale de Susurluk, qui expose les liens étroits entretenus à l'époque entre dirigeants politiques, police et mafia, sur fond de guerre contre le PKK et de contrôle du trafic de drogue. En 2007 se tient le procès du réseau Ergenekon, qui rassemblait des militants ultranationalistes, des officiers de l'armée et de la gendarmerie, des mafieux et des magistrats. Le réseau est accusé de meurtres de journalistes et de l'organisation d'escadrons de la mort anti-kurdes.

### Politique intérieure

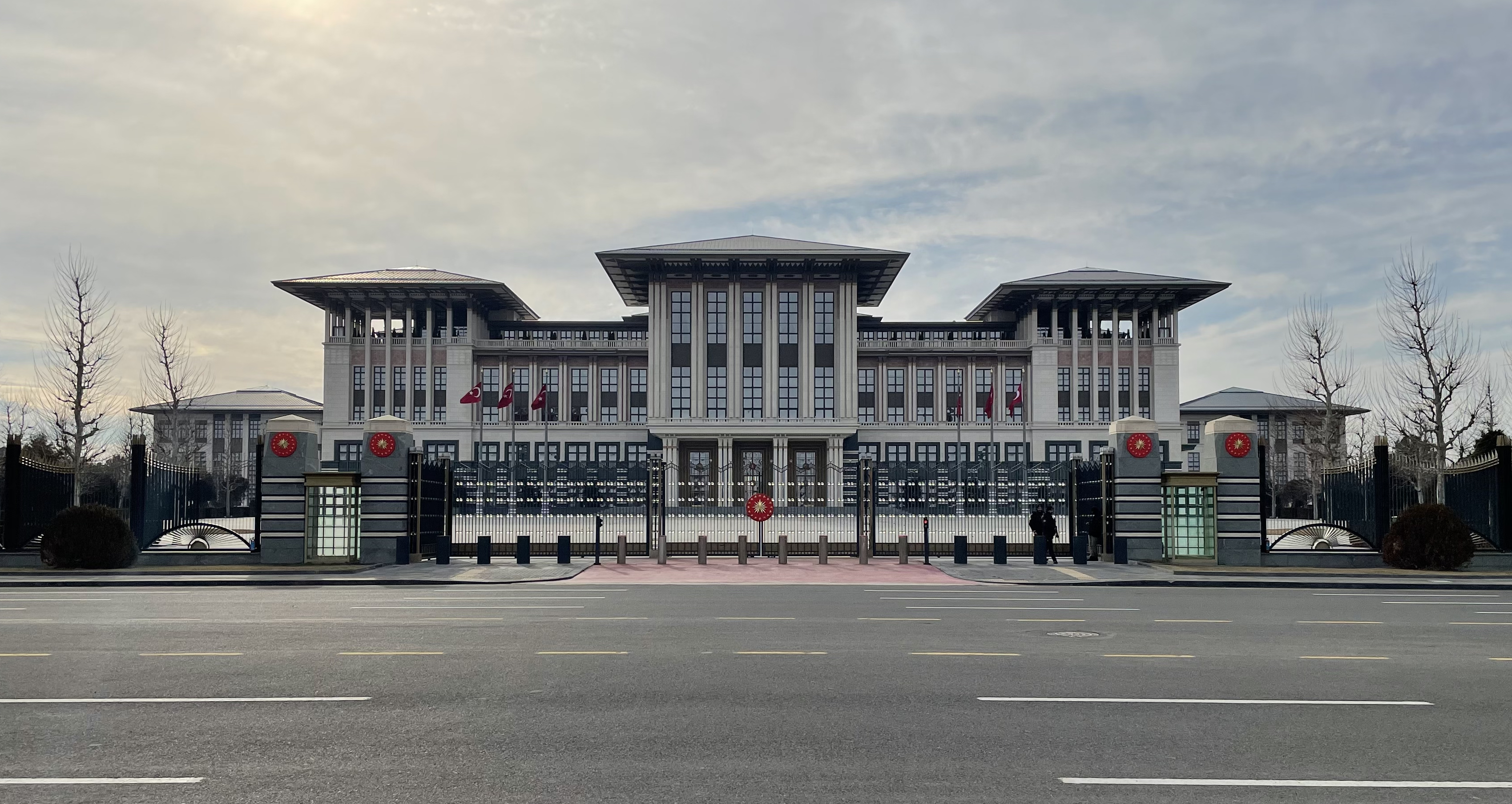
Palais présidentiel à Ankara.

La Turquie est une république de type présidentiel.
La constitution en vigueur date de 1982. Elle a été plusieurs fois modifiée, en particulier à la suite du référendum du 12 septembre 2010 et du référendum du 17 avril 2017.
Le président de la République est chef de l’État et chef du gouvernement. Élu par le Parlement jusqu'en 2007, il l'est aujourd'hui au suffrage universel et pour un mandat de cinq ans. Le président de la République choisit le(s) vice-président(s) et nomme les hauts fonctionnaires du pouvoir judiciaire ; il est aussi chef des armées. Le poste de Premier Ministre a été supprimé le 8 juillet 2018.
Le pouvoir législatif est exercé par la Grande Assemblée nationale de Turquie désormais composée de 600 sièges renouvelés tous les cinq ans.

### Régime politique
La Turquie est selon sa constitution dotée d'un régime présidentiel. La Turquie est régie par la constitution de 1982, promulguée par la junte militaire. Elle a été amendée à de nombreuses reprises et, en particulier, par le référendum de 2017 à l'issue duquel le régime parlementaire antérieur a cédé la place à un régime présidentiel.
L'AKP arrive au pouvoir en 2002 avec une image réformatrice et une stratégie de rapprochement avec l'Union européenne. Le pouvoir prévoit de renommer les « critères de Copenhague » (« critères d'Ankara ») pour poursuivre la démocratisation du pays en cas de blocage européen. La politique intérieure se durcit sur des questions sociétales et la gestion du mouvement de contestation de Gezi ainsi que les affaires de corruption touchant les proches du président est autoritaire,. Selon The Economist Group, l'Indice de démocratie de la Turquie classe le pays 97e sur 167 avec le qualificatif de régime politique dit « hybride ». En matière de liberté de la presse, Reporters sans frontières classe la Turquie 151e sur 180 (2016).

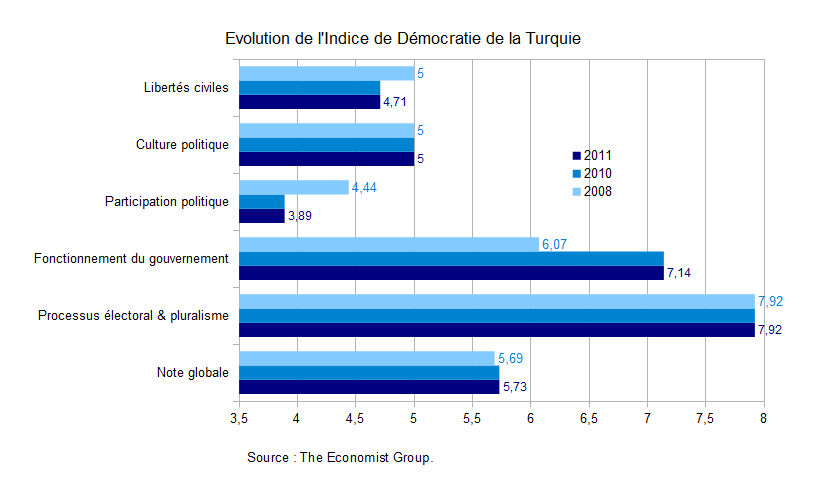
Évolution de l'Indice de démocratie de la Turquie entre 2008 et 2011.

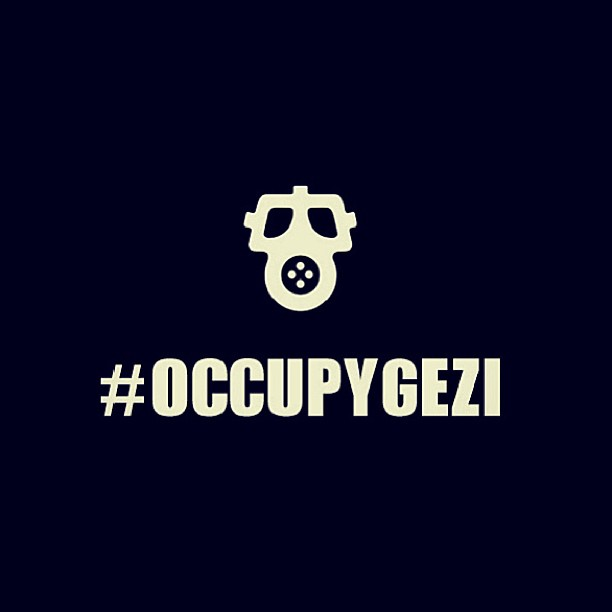
Manifestations du parc Taksim Gezi: certains protestataires se sont identifiés sous la forme #OccupyGezi.

#### Du Gladio turc au putsch de l'été 2016
La Özel Harp Dairesi est une organisation secrète créée pendant la guerre froide dans le cadre du SHAPE (commandement de l'OTAN) et en étroite collaboration avec la CIA. Jusque dans les années 1990, les gouvernements n'avaient aucune connaissance de cette structure qui recevait directement les ordres du SHAPE ou de la CIA[réf. nécessaire]. Équivalent du Gladio italien, la Özel Harp Dairesi, appelée également « stay-behind » ou « contre-guérilla », avait pour objectif d'organiser une forme de résistance en cas d'invasion des troupes du pacte de Varsovie. L’extrême droite et les mouvements religieux sont mis à contribution pour créer un climat de terreur afin d’accroître l'autoritarisme et faire barrage à la progression électorale des mouvements progressistes,. Mehmet Ağar, homme clé de la sécurité intérieure dans les années 1990, déclare en 2016 qu'avec du recul « les organisations de gauche contrairement à ce que nous pensions étaient sans danger ». Cette période est marquée par des meurtres non élucidés d'intellectuels ou de sympathisants de gauche. Le Gladio turc est aussi à l'origine des coups d’État qui se succèdent en Turquie. Avec le putsch de 1982, mené par le général Kenan Evren, et l'arrivée de Turgut Özal au pouvoir, l’État turc endommage durablement le principe de laïcité constitutionnel en favorisant le développement et l'intrusion des courants religieux dans les sphères du pouvoir,. Ainsi, Fethullah Gülen s'entretient tour à tour avec Turgut Özal, Süleyman Demirel, Tansu Çiller, Mesut Yılmaz et Bülent Ecevit et la Hizmet amplifiera ses activités et son réseau. L'imbrication des gülenistes et de l'AKP est telle que lors de leur rupture le président déclare : « qu'avez-vous sollicité que nous n'ayons pas réalisé ». Malgré les mises en garde des renseignements militaires et de l'opposition, le réseau infiltre toutes les sphères de l'État en collaboration avec l'AKP,. La justice n'échappe pas à la toile de la hizmet et c'est de là qu'une campagne est lancée a l'encontre de fonctionnaires de gauche ou de kémalistes au prix de nombreuses irrégularités, injustices et falsifications judiciaires,,. Inculpé dans l'affaire Ergenekon par les juristes gulénistes, le général İlker Başbuğ déclare « aujourd’hui nous subissons, demain ça sera vous ». Cette traque vise également les minorités religieuses et de nombreux cas rapportent le licenciement de l'administration de citoyens alévis,. En 2003, dans le cadre des négociations d'adhésion à l'Union européenne, l'AKP entreprend une série de réformes pour soumettre l'armée au pouvoir civil. En décembre 2013, des proches du président sont impliqués dans une affaire de corruption. Erdoğan accuse alors le mouvement Gülen et ses disciples d'avoir fomenté un « coup judiciaire » contre lui et ses proches.
En juillet 2016, une faction d'officiers tente un putsch militaire. La loyauté de nombreux officiers kémalistes envers les institutions de l’État empêche le renversement d'Erdogan,. L'échec du putsch s'explique aussi par le ralliement de l'opposition kémaliste, kurde et nationaliste au gouvernement en place. Par ailleurs, les médias et les réseaux sociaux, mis à mal par l'AKP depuis les évènements de Gezi,, permettent au président de lancer un appel à la population via CNN Türk et FaceTime. L’exécutif accuse les gülenistes renommés FETÖ/PDY d'être à l'origine du putsch et depuis le 20 juillet 2016 la Turquie vit sous un régime d’état d'urgence. Dès lors, le mouvement güleniste est réprimé et une purge sans précédent affecte l'administration qui se vide de plusieurs dizaines de milliers de fonctionnaires.

#### Conséquences du putsch
Après les premières purges, le pouvoir manifeste brièvement quelques signes d'ouverture, d'unité nationale et le président s'excuse en public pour avoir développé des liens étroits avec les confréries religieuses et appelle à lutter contre l'exploitation de la religion,. Une nouvelle constitution corédigée avec l'opposition est annoncée, des fonctionnaires de justice écartés de leur poste par les juristes gülenistes sont réintégrés et le président retire des plaintes déposées pour « injures » à son encontre.
Les personnes accusées d'avoir pris part au putsch sont arrêtées et poursuivies en justice et les autorités annoncent la victoire de la démocratie. Toutefois, les restrictions des libertés, déclarées non conformes au statut d’état d'urgence par l'ONU et l'OSCE, augmentent l'autoritarisme et plongent la Turquie dans un régime politique où l'État de droit a disparu,,,,,,,,. Selon Nils Muižnieks, commissaire européen chargé des droits de l'homme, « les pouvoirs discrétionnaires presque illimités des autorités engendrent un pouvoir arbitraire »,. Il ajoute que « contrairement a ce que le gouvernement turc avance, l’état d'urgence en Turquie n'est pas comparable a celui de la France ou le gouvernement n'agit pas par décret ». Toute forme de critique du gouvernement, de défense des droits des minorités kurdes et le simple fait de soutenir la relance du processus de paix est passible de mise en examen pour apologie du terrorisme,,. Le président promet le retour de la peine de mort et des cas de torture sont signalés,,,,. Cette « chasse aux sorcières »,, touche la mouvance güléniste accusée d’être à l'origine du putsch mais aussi la gauche laïque traditionnellement opposée aux liens avec les confréries religieuses,, et la presse d'opposition (Cumhuriyet, Özgür Gündem et Evrensel) est privée de ses journalistes incarcérés ou fermée temporairement,,. Le Parti démocratique des peuples, troisième force politique du pays, voit son dirigeant Selahattin Demirtaş et des responsables de haut rang emprisonnés.
L'Union européenne, l'OSCE, l'ONU et l'OTAN condamnent le coup d'État tout en critiquant les restrictions des libertés fondamentales qui remettent en cause la place de la Turquie dans certaines de ces institutions. Pour John Kerry, la Turquie devra éviter « tout dérapage » pour ne pas remettre en cause son rôle au sein de l'OTAN. Pour Jens Stoltenberg, le secrétaire général de l’OTAN, « il est essentiel pour la Turquie, comme pour tous les autres alliés, de respecter pleinement la démocratie et ses institutions, l’ordre constitutionnel, l’État de droit et les libertés fondamentales ». Le Parlement européen demande le gel des négociations d'adhésion de la Turquie et le chancelier autrichien, Christian Kern, déclare que l’Union européenne doit mettre un terme aux négociations d’adhésion (la Turquie a entrepris des négociations d'adhésion à l'UE en 2005). Quant à Martin Schulz, président du Parlement européen, des sanctions économiques sont envisageables (la Turquie est membre de l'Union douanière depuis 1996).

### Relations internationales

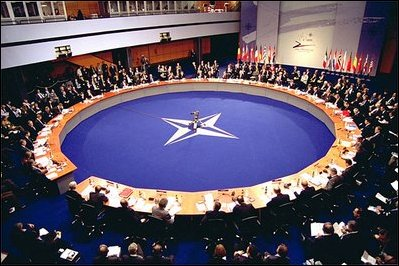
La Turquie est membre de l'OTAN depuis 1952, avec la deuxième armée en effectifs de l’organisation après l’armée américaine.

La Turquie est membre fondateur de l'ONU (1945), OCDE (1960), l'Organisation de la coopération Islamique OCI (1969), OSCE (1973), G-20 (1999) et membre (non fondateur) du Conseil de l'Europe (depuis le 9 août 1949) et l’OTAN (depuis le 18 février 1952). Elle abrite des bases américaines à İncirlik, Izmir et Ankara. La Turquie est un allié historique important des États-Unis depuis la guerre froide du fait de sa position par rapport à l'URSS. Cette entente a néanmoins faibli durant la dernière guerre d'Irak, où les deux pays se sont opposés sur la question kurde, la Turquie craignant qu'un pouvoir kurde trop fort en Irak ne favorise les prétentions indépendantistes des Kurdes de Turquie. La Turquie tient une position proche de l'Iran sur cette question.

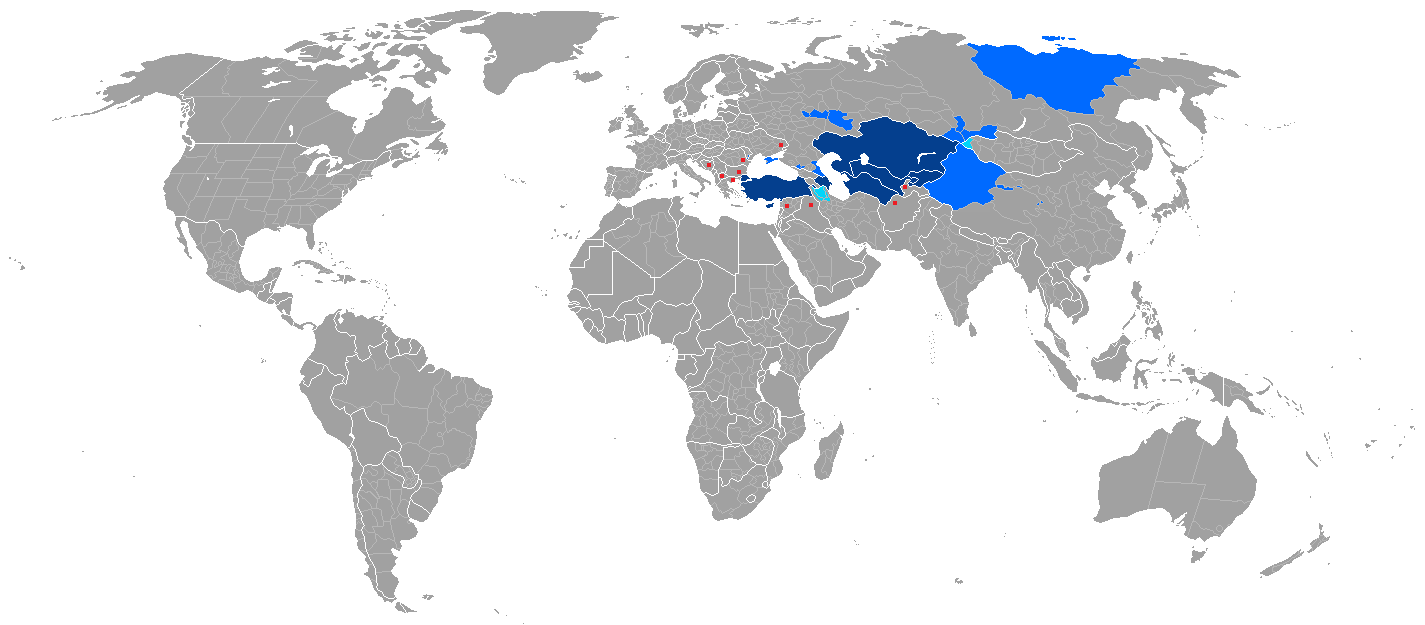
Pays dont la langue officielle est d'origine turcique.

Du fait que la langue turque fait partie des langues altaïques, parlées par les peuples turcs d'Asie mineure et d'Asie centrale, la Turquie participe également à plusieurs organismes de coopération économique et culturelle internationaux :
- la TIKA (Agence de coopération turcophone – Turk Isbirligi ve Kalkinma Ajansi) ;
- la TÜRKSOY: (Organisation internationale pour la culture turque – Uluslararası Türk Kültürü Teşkilatı) ;
- le TURKPA, Conseil de coopération des États de langue turcique, reconnu observateur de l'organisation des Nations unies depuis 2011.

La Turquie est le premier pays à majorité musulmane à reconnaître l’État d’Israël dès 1949 et le seul à entretenir de bonnes relations avec lui. Elle ravitaille Israël en eau douce : les deux États ont ainsi signé un accord portant sur 50 millions de mètres cubes par an pendant vingt ans, pour une valeur d'environ un milliard d’euros. Une coopération militaire très étroite se développe entre Israël et la Turquie depuis 1996, avec plusieurs accords sur la défense et l’échange de haute technologie. Les deux États entreprennent également des manœuvres militaires conjointes, épaulées par les États-Unis. Mais depuis le mois de juin 2010 les relations entre la Turquie et Israël se sont fortement dégradées à la suite de l'assaut de Tsahal sur un convoi humanitaire turc à destination de Gaza.
La Turquie ne reconnaît pas la république de Chypre, dont elle a occupé la partie nord du territoire, mais est le seul État à reconnaître la république turque de Chypre du Nord créée après l’intervention en 1974 par l’armée turque. Des tensions apparaissent sporadiquement avec la Grèce au sujet de la mer Égée.
Après les premières victoires de l'armée arménienne sur l'armée azérie lors de la guerre du Haut-Karabagh, le président turc Süleyman Demirel décrète en 1993 un embargo contre l’Arménie. La Turquie est solidaire avec les Azéris, un peuple turc, et a toujours maintenu des relations houleuses avec les Arméniens (notamment la diaspora arménienne) sur la question du génocide. L'embargo est aujourd'hui toujours en vigueur, les deux pays n'entretiennent aucune relation diplomatique officielle et la frontière reste fermée. La Turquie accueille le récent oléoduc Bakou-Tbilissi-Ceyhan conjointement avec l'Azerbaïdjan et la Géorgie. Ces trois pays sont les principales nations pro-occidentales dans le Caucase, opposées à l'axe Russie-Arménie. L'intérêt de cet oléoduc pour les Occidentaux est d'accéder au pétrole de la mer Caspienne en contournant la Russie et l'Iran. Cependant, le 6 septembre 2008, à l'occasion d'une rencontre entre les deux équipes nationales de football comptant pour les éliminatoires de la Coupe du monde 2010, le président turc se rend à Erevan pour assister au match au côté de son homologue arménien.

La Turquie est candidate à l’adhésion à l’Union européenne.

La Turquie est candidate à l’adhésion à l’Union européenne; les négociations ont commencé en octobre 2005. La Turquie occupant depuis 1974 la partie nord de la république de Chypre, pays membre de l'Union européenne, les négociations traînent.
Les conditions à remplir les plus souvent évoquées constituant les critères de Copenhague sont adaptées à la situation de la Turquie :
- l’indépendance du pouvoir civil face à l’armée (ce qui est problématique car l'armée est garante de la laïcité) ;
- la reconnaissance de la république de Chypre, la normalisation des relations avec ce pays, le départ des colons anatoliens et le retour des Chypriotes turcs et grecs ;
- l’application des normes de protection des minorités, en particulier la minorité kurde ;
- la promotion du droit des femmes ;
- le respect de l'environnement.

A contrario, la Turquie tente un rapprochement avec la Chine, première puissance mondiale en devenir, qui investit dans l'économie turque au prix d'un silence sur la situation des Ouïghours
.

### Défense et géopolitique

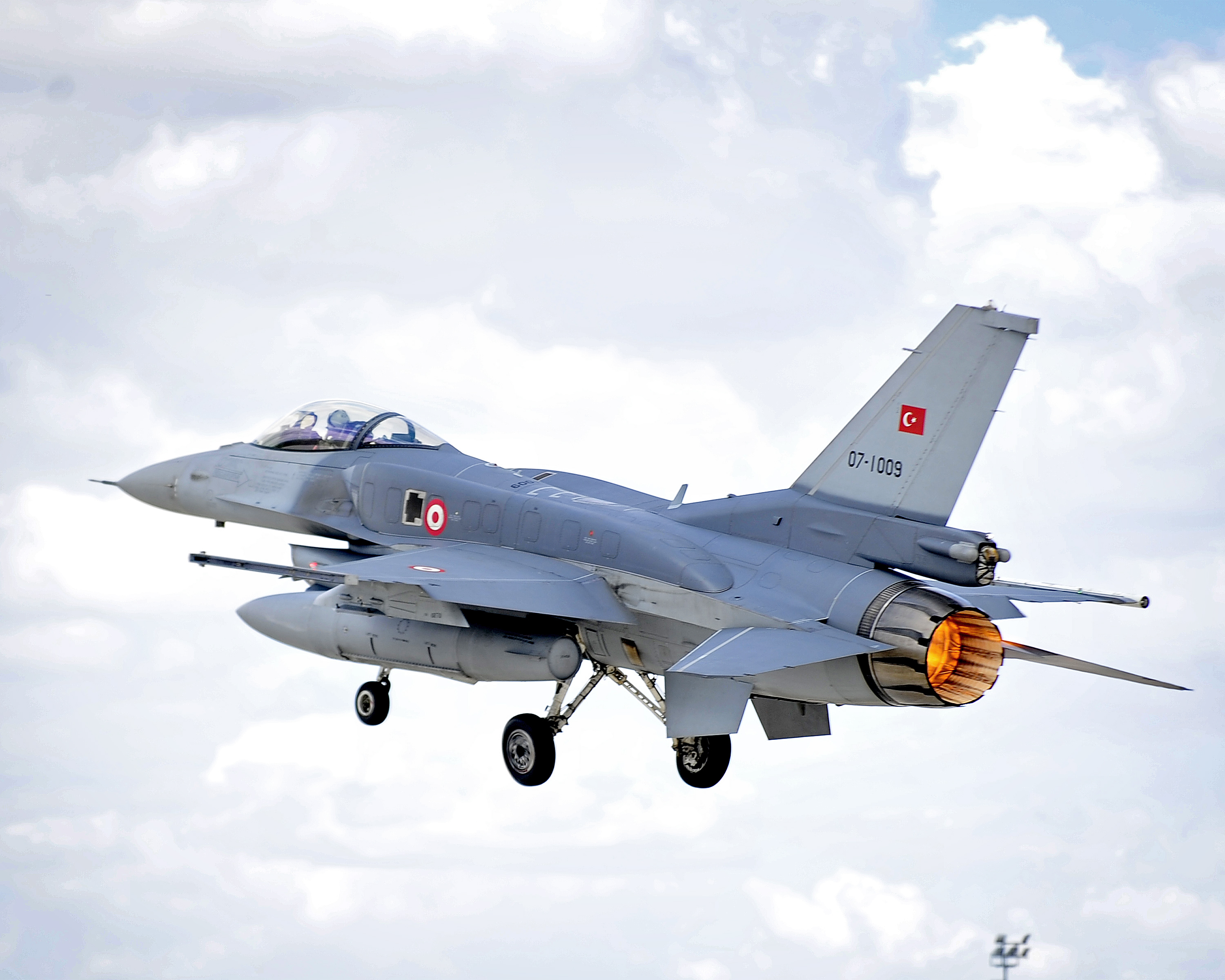
Le F-16C constitue l’épine dorsale de l’armée de l’air turque.

Pendant des décennies, l'armée turque a pesé très lourd en tant qu'acteur de la vie politique. La séparation entre l'État démocratique et les généraux était floue, au point que la notion de démocratie pouvait s'effacer devant la tentation du nationalisme. À ce niveau, l'appartenance à l'OTAN et les longues négociations avec l'Union européenne ont permis une séparation plus nette, mais la guerre intérieure contre le Parti des travailleurs du Kurdistan (PKK) et la frontière commune avec l'Irak n'ont pas permis un changement important.

#### Conflit kurde
En 29 ans, le bilan humain du conflit entre l’État turc et le Parti des travailleurs du Kurdistan est le suivant :
- décès de plus de 45 000 personnes[189] ;
- meurtres non élucidés : entre 2 000 et 17 000[190] ;
- déplacement de 386 000 habitants dans 14 départements ;
- lourd traumatisme dans la société turque[190].

Depuis la reprise des attaques kurdes autour de Diyarbakir et la multiplication d'interventions militaires dans la zone tampon du Nord de l'Irak, les généraux turcs tentent de multiplier les pressions pour obtenir des prérogatives extraordinaires dans le cadre de « luttes contre le terrorisme ». Ces prérogatives seraient antidémocratiques :
- augmentation des ripostes militaires décidée par l'État-Major ;
- droit de perquisition sans l'autorisation du procureur ;
- liberté d'intervention dans les zones contrôlées par la police ;
- allongement des périodes de détention des suspects[191].

La participation des Kurdes à la vie politique de la Turquie a souvent été contrariée. Les Kurdes ont notamment commencé à s'investir dans la vie politique institutionnelle au début des années 1960, avec la création du Parti ouvrier de Turquie (TIP) par des syndicalistes de gauche qui contestaient le syndicalisme pro-américain en Turquie. Le parti s'est développé grâce au soutien des militants kurdes et a obtenu quinze élus à l’Assemblée, parmi lesquels plusieurs Kurdes. Le TIP a été interdit après le coup d’État de 1971 pour avoir déclaré que « le peuple kurde a le droit d’exercer ses droits politiques en Turquie ». Par la suite, les Kurdes militants ont cherché une issue politique autonome. Après le coup d’État de 1980, c’est le Parti des travailleurs du Kurdistan (PKK) qui a lancé la lutte armée et obtenu un soutien significatif au Kurdistan turc. Lors des élections législatives de 1991, le Parti du travail du peuple (HEP) fait élire vingt-deux députés kurdes. Quand sa chef de file Leyla Zana a prêté serment en kurde, elle et ses compagnons ont été déchus de leur mandat et condamnés à quinze ans de prison pour trahison et liens avec le terrorisme.
Des partis issus du courant dit « pro-kurde » se sont régulièrement constitués avant d'être généralement interdits : le Parti du travail du peuple (HEP, créé en 1990 et interdit en 1993) ; le Parti de la liberté et de la démocratie (Ozdep, créé en 1993 et interdit en 1993) ; le Parti de la démocratie (DEP, créé en 1993 et interdit en 1994) ; le Parti de la démocratie du peuple (Hadep, créé en 1994 et interdit en 2003) ; le Parti démocratique du peuple (Dehap, créé en 1997 et interdit en 2005) ; le Parti pour une société démocratique (DTP, créé en 2005 et interdit en 2009) ; le Parti pour la paix et la démocratie (BDP, créé en 2008) ; et le Parti démocratique des peuples (HDP, crée en 2012).

## Économie

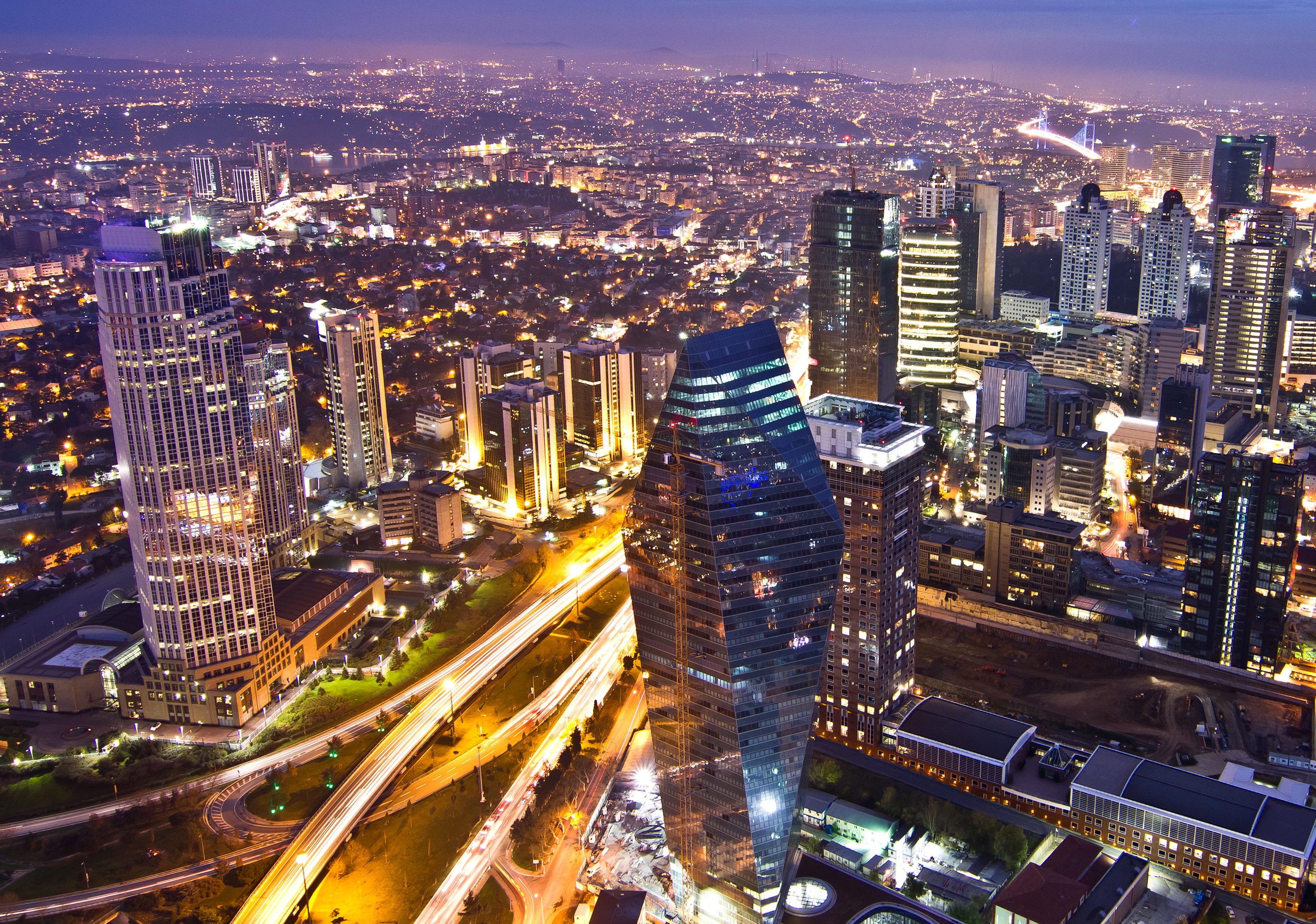
Levent est l'un des principaux quartiers d'affaires d'Istanbul.

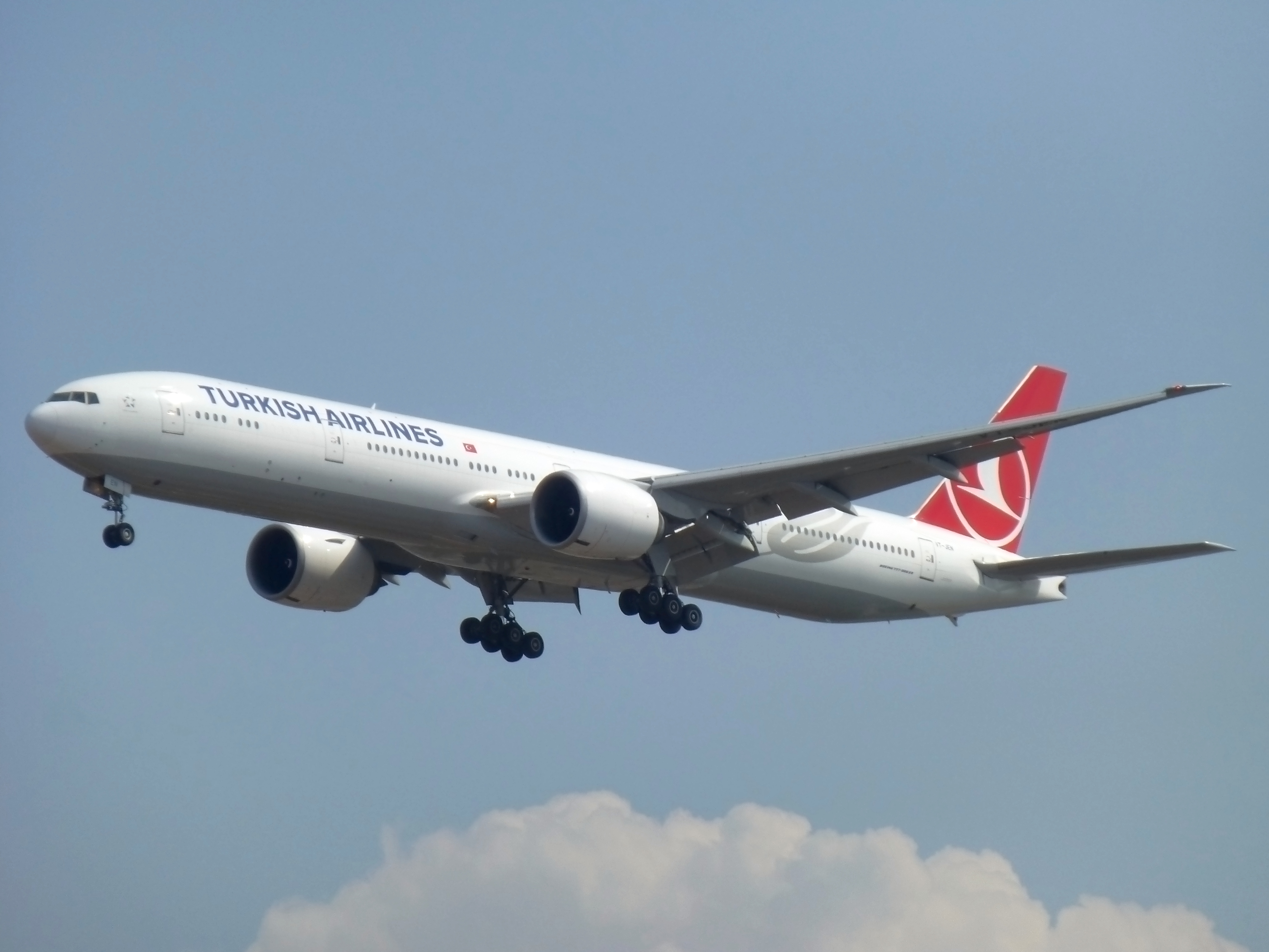
Avec 126 pays desservis en 2016, Turkish Airlines est le plus grand transporteur dans le monde par le nombre de pays desservis,.

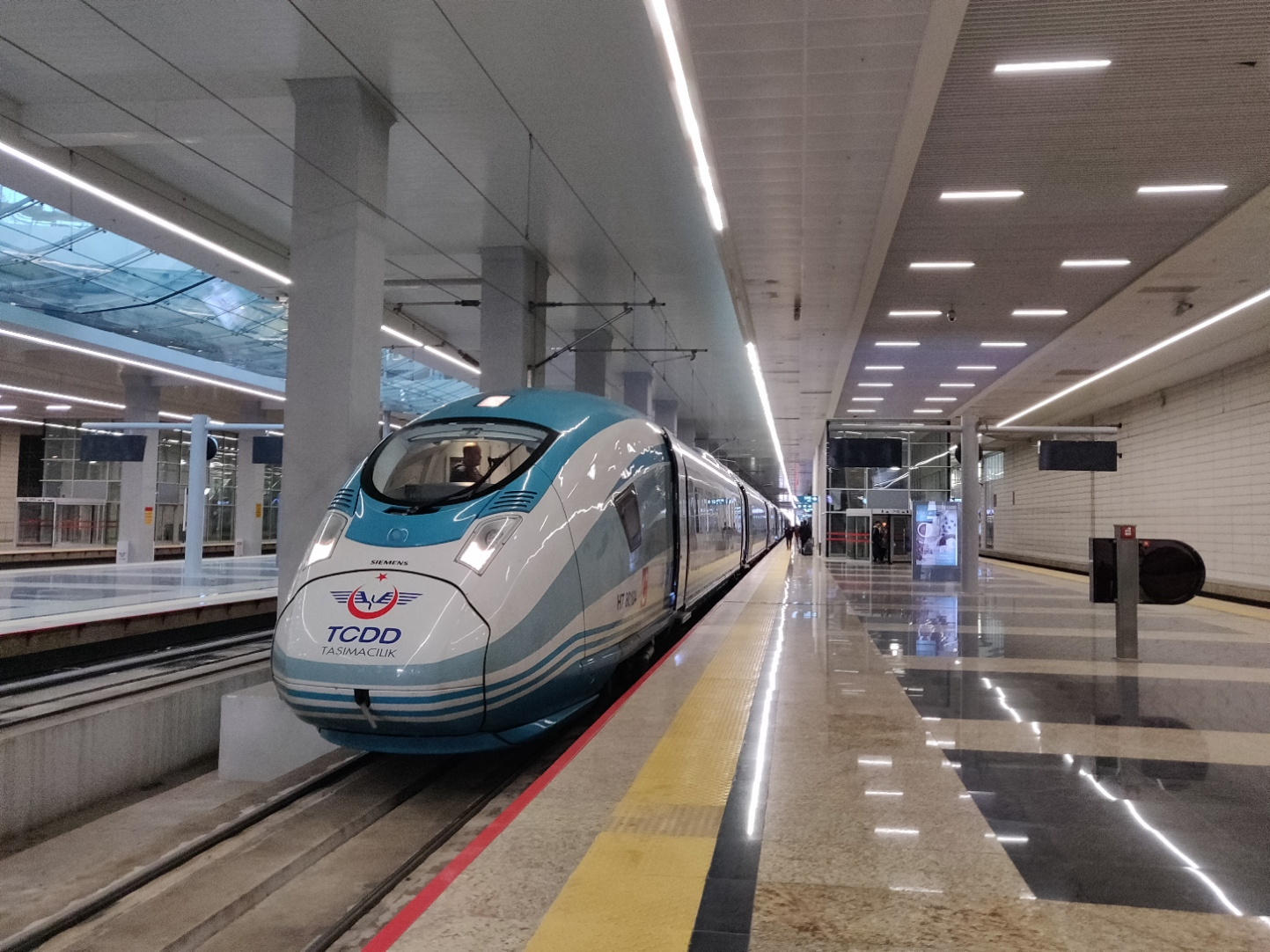
TCDD HT80000 (Siemens Velaro) du service YHT au nouveau terminal ATG à Ankara, ouvert en 2016.

La lire turque a perdu 30 % de sa valeur en 2018 et le taux de chômage a l'année suivante atteint 14,7 % . L'inflation est de plus de 30 % pour les produits alimentaires en 2019. La Turquie est aussi confrontée à l'émigration d'une partie de sa jeunesse éduquée en conséquence de la crise économique et de la répression politique. Le nombre de départs est en forte augmentation avec 113 326 départs en 2017, soit 63 % de plus par rapport à l’année précédente.
La place de l'économie informelle est importante et tend à croître. En 2015, une étude de l'OCDE indique que la part des activités productrices de biens et services échappant au contrôle de l’État dépasse les 28 % du PIB. Travail sans contrat, évasion fiscale, corruption et trafics illégaux de biens sont en hausse. La guerre en Syrie a provoqué l'immigration en Turquie de millions de réfugiés syriens, qui forment une main d’œuvre exposée à l'exploitation ; beaucoup de ces travailleurs ne sont pas déclarés par leurs employeurs et sont très peu rémunérés.
La Turquie occupe une position géographique stratégique ; elle se trouve au carrefour des grandes routes de l'énergie, et use de cette position pour tenter de s'imposer dans un rôle de courtier. Elle peut ainsi défendre sa sécurité énergétique et les intérêts de ses entreprises sur le plan régional, et augmenter ses revenus en prélevant des taxes sur les oléoducs et gazoducs passant sur son territoire. La Turquie cesse totalement en 2019 l'achat de pétrole iranien pour se conformer aux sanctions instaurées par les États-Unis.
Selon les données du Nasdaq, le 10 septembre 2020, le taux de chômage de la Turquie est passé à 13,4 % et la participation a légèrement augmenté au cours de la période de mai à juillet au cours de laquelle un verrouillage du coronavirus a été levé et une interdiction de licenciement est restée en place. L'Institut statistique turc a montré que les travailleurs se disaient trop découragés pour chercher un emploi, atteignant un record de 1,38 million, malgré la réouverture de l’économie au début de juin.
Comme conséquence de la crise économique, plus d'un tiers de la population turque vit sous le seuil de pauvreté et près de deux millions d'enfants sont forcés de travailler, d'après les chiffres officiels.

### Quelques indicateurs

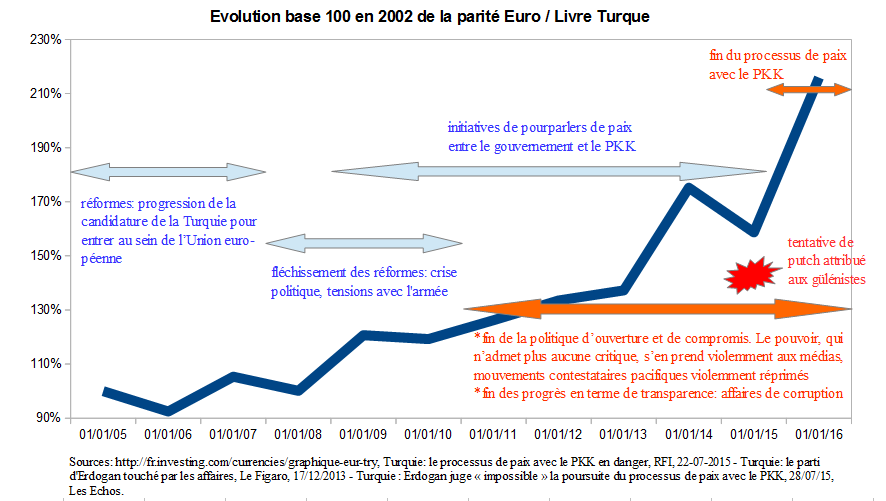
Évolution de la parité euro / lire turque (TL) entre 2002 et 2016.

Évolution du PIB réel par habitant en Turquie depuis 1990.

- La monnaie nationale est la livre turque.
- Un marché de plus de 75 millions de consommateurs.
- 7e économie d'Europe (par rapport au PIB $ US courants).
- 11e réserve d'or mondiale[200].
- Des finances publiques maîtrisées en 2014 : la dette du gouvernement central représente 33 % du PIB. Le ratio dette publique/PIB passe d’environ 70 % en 2004 à 33 % en 2014. Durant la même période, la dette extérieure passe de 147 milliards $ en 2004 à 401 milliards $ en 2014, soit 40 % du PIB[201].
- Bilan du commerce extérieur en 2013 : déficit proche de 100 milliards $. Le commerce extérieur est décrit comme structurellement déficitaire[202].
- Borsa İstanbul ou BIST, la Bourse d'Istanbul, est la 8e plus grande bourse d'Europe juste derrière la Bourse de Milan.
- Membre du Groupe des vingt.
- Membre de l'Union douanière européenne.
- Membre de l'OCDE.
- PIB 2016 :
  - 864 milliards $ US courants, en diminution de 9 % par rapport au maximum enregistré en 2013[203]. Ce chiffre fait de la Turquie la 17e puissance économique mondiale[204] ;
  - 1 941 milliards $ PPA internationaux courants soit la 13e puissance économique mondiale[205].
- PIB par habitant 2016 :
  - 11 230 $ US courants, en recul de 11 % par rapport à 2013[203].
- Dépenses en recherche et développement en % du PIB : 1.0 en 2015[206].
- Taux de chômage en 2016 : 13,3 (statistique Eurostat). En une année celui-ci a augmenté de 1,9 point.
- 1er janvier 2005 : introduction de la nouvelle livre turque (YTL, environ 0,50 euro) qui remplace 1 million de livres turques (TL).
- Inflation, prix à la consommation en 2017: 11.9 % annuel[207].
- En 2011 les exportations turques se montent à 134,9 milliards de dollars[réf. souhaitée].
- En 2017 les agences de notation ont dégradé la dette turque dans la catégorie spéculative[208].
- Projection à horizon 2050. Selon une projection de Goldman Sachs faite en 2012 sur la base d'une croissance annuelle de 3 %[209], la Turquie pourrait devenir la 2e puissance économique d'Europe en 2050.

- Position géographique :

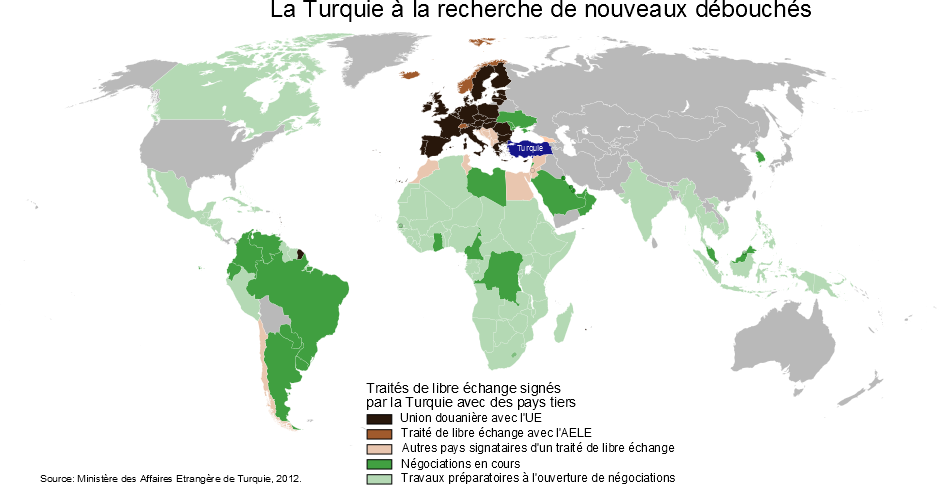
Les traités de libre échange signés par la Turquie.

  - ouverture économique : accords de libre échange avec :
    -  Union européenne
    - AELE (Association européenne de libre-échange) :  Islande  Liechtenstein  Norvège  Suisse ;
    - autres pays :  Macédoine  Bosnie-Herzégovine  Palestine  Tunisie  Maroc  Syrie  Jordanie  Égypte  Israël  Liban  Albanie  Géorgie  Monténégro  Serbie  Chili  Corée du Sud ;

  - corridor énergétique : oléoduc Bakou-Tbilissi-Ceyhan, Nabucco (gazoduc), South Stream, Blue Stream, Gazoduc trans-adriatique, interconnecteur Turquie-Grèce-Italie (en).
- En 2024, le pays est classé en 37e position pour l'indice mondial de l'innovation[210].

### Synthèse

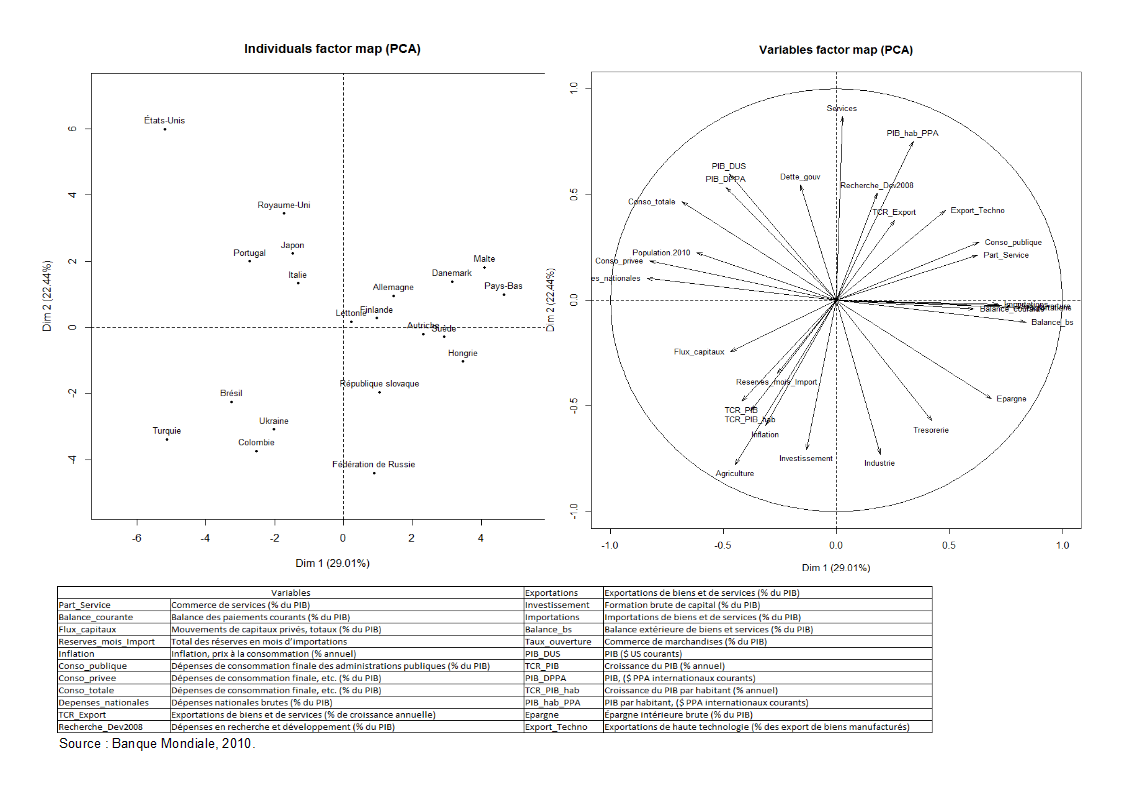
Synthèse de l'économie turque en 2010. Analyse en composantes principales. Données : Banque mondiale.

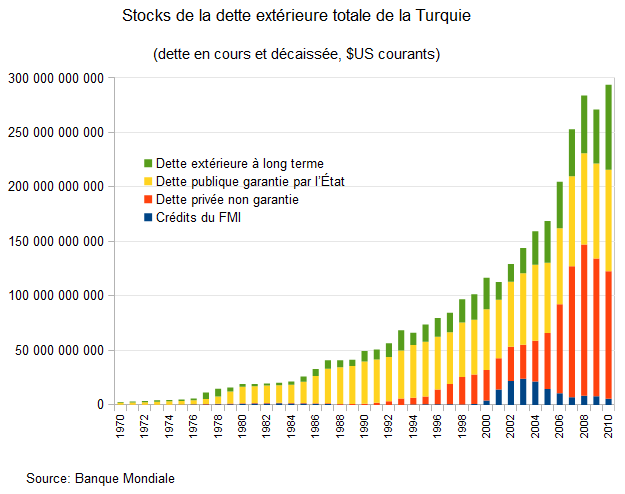
Évolution de la dette extérieure de la Turquie.

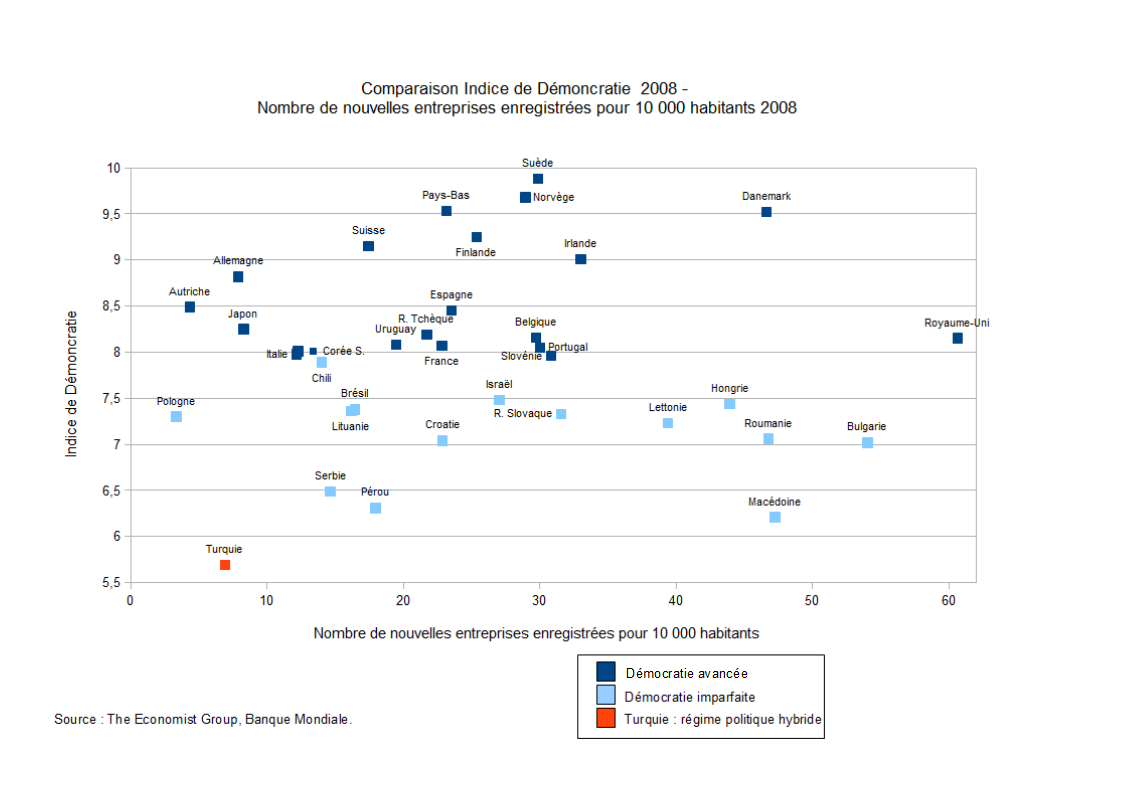
Entrepreneuriat et indice de démocratie.

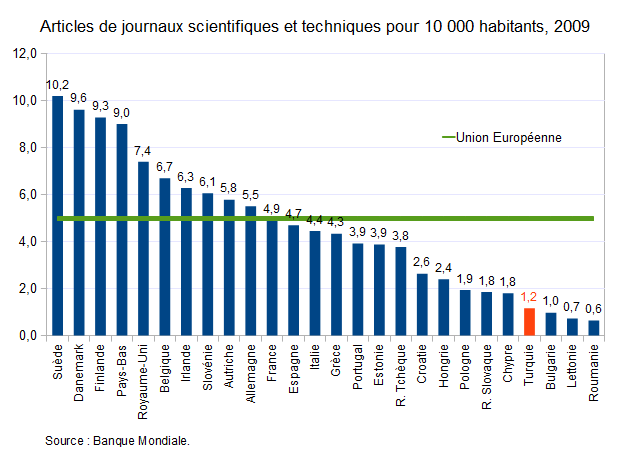
Articles de journaux scientifiques et techniques pour 10000 habitants en 2009.

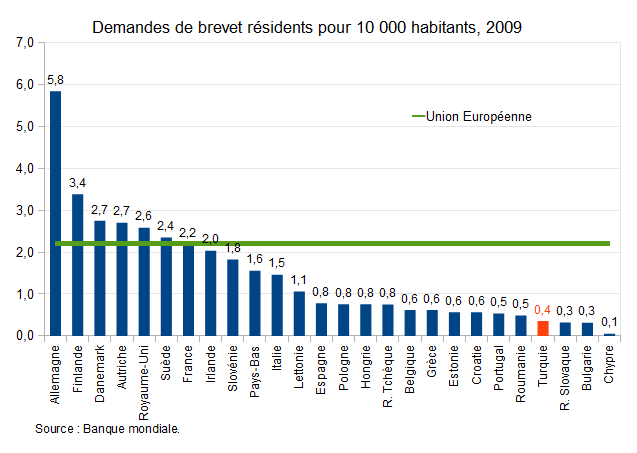
Demandes de brevet pour 10000 habitants en 2009.

En 2010, la Turquie est la 1re puissance économique du Moyen-Orient devant l'Iran et l'Arabie saoudite, la 7e puissance économique d'Europe et la 15e puissance économique mondiale. Membre du Groupe des vingt et de l'Union douanière, la Turquie a officiellement entamé ses négociations d’adhésion avec l’Union européenne en octobre 2005.
Selon le magazine Forbes, Istanbul comptait un total de 37 milliardaires en 2013, se classant 5e au monde, derrière Moscou (84 milliardaires), New York (62 milliardaires), Hong Kong (43 milliardaires) et Londres (43 milliardaires).
En 2000, le pays connait la plus grave crise financière de son histoire moderne.
En 2001, Kemal Derviş, ministre de l'Économie, met en place d'importantes réformes économiques :
- autonomie de la banque centrale ;
- recapitalisation des deux plus grandes banques publiques et de certaines banques privées ;
- saisie ou fermeture de banques insolvables ;
- restructuration des principaux établissements.

Ces réformes sont à l'origine de la solidité actuelle du secteur financier de la Turquie.
La stabilité politique (majorité parlementaire AKP depuis 2002), le début des négociations d'adhésion avec l'Union européenne, la mise en circulation d'une nouvelle monnaie et la maîtrise des dépenses publiques améliorent également la confiance des agents économiques envers les autorités politiques et monétaires du pays et contribuent à la stabilisation du niveau général des prix et au renforcement du secteur financier.
En 2010, la Turquie affiche un taux de croissance de +9,1 %[réf. souhaitée], supérieur à celui du Brésil (+7,5 %) ou de l'Allemagne (3,7 %). La structure de la production de la Turquie est caractérisée par une surreprésentation de l'industrie et de l'agriculture et une sous représentation des services. La Turquie est un pays industriel ou l'agriculture occupe une place importante dans la production de la richesse nationale. La valeur ajoutée de l'industrie représente 26,6 % du PIB[réf. souhaitée] contre 63,7 % pour les services et 9,6 % pour l'agriculture.
La vitalité de l'économie turque s'explique par :
- la présence d'un grand marché intérieur (75 millions de consommateurs): la consommation privée est soutenue et son pouvoir d'achat augmente. La Turquie affiche un taux de croissance du PIB par habitant de 7,8 %[réf. souhaitée] contre 1,4 % au Royaume-Uni ;
- des investissements importants : ces derniers représentent une part importante du PIB en 2010 (20 %[réf. souhaitée] contre 17,3 % en Allemagne).

L'économie turque est une économie relativement ouverte. Les échanges extérieurs représentent 48 % du PIB[réf. souhaitée] contre 22 % au Brésil et 88 % en Allemagne. L’Union européenne est le premier partenaire commercial du pays. En 2010, le commerce extérieur du pays est largement déficitaire. Depuis le début des années 1990, la Turquie renforce son ouverture économique en signant une série d'accords de libre échange. Ce faisant, elle ouvre de nouveaux débouchés à ses entreprises exportatrices et favorise leur approvisionnement en matière première. Parallèlement, le gouvernement turc mène une politique de suppression des visas avec des pays tiers pour faciliter la prospection des chefs d'entreprises turcs. Pour le centenaire de la République turque (2023), l'objectif du gouvernement est d'atteindre les 500 milliards de dollars d'exportation. Pour atteindre cet objectif, la Turquie doit :
- augmenter ses efforts en matière de recherche et développement (0,73 % du PIB[réf. souhaitée] en Turquie contre 2,68 % pour l'Allemagne) ;
- exporter des produits à forte valeur ajoutée pour retrouver un équilibre de sa balance commerciale (les exportations de produits de haute technicité représentent 1,93 %[réf. souhaitée] des exportations de biens manufacturés en Turquie contre 11,2 % pour le Brésil et 15,2 % pour l'Allemagne).

La consommation privée soutenue, le taux d'investissements élevé et le déficit de la balance commerciale pousse le pays à recourir aux flux de capitaux étrangers (IDE et investissements de portefeuille). Le taux d'épargne (14,5 % du PIB[réf. souhaitée]) bien que supérieur à celui du Royaume-Uni (12,9 %) ou des États-Unis (11,6 %) ne suffit pas à pourvoir les sommes nécessaires au développement économique du pays. La vigueur de l'économie turque en 2010 s'accompagne de tensions inflationnistes (+8,7 %).
En 2010, les finances publiques sont maîtrisées et la Turquie aura remboursé la totalité de sa dette auprès du Fonds monétaire international en avril 2013 :
- la dette du gouvernement se monte à 50,7 % du PIB[réf. souhaitée] contre 117 % pour l'Italie et 56 % pour l'Allemagne ;
- le déficit budgétaire représente -2,25 % du PIB[réf. souhaitée] contre -3,14 % en Allemagne.

et le pays dispose de réserves en mois d'importation relativement bonnes.
Le risque pays se rapproche des pays européens. Toutefois, l'épargne turque est insuffisante et le pays, dépendant des capitaux étrangers, voit son endettement privé extérieur fortement augmenter, augmentant le risque de change. Entre 2000 et 2010, la dette extérieure de la Turquie est multipliée par 3 et atteint les 294 milliards de $US[réf. souhaitée]. Le risque politique est encore souligné par les agences de notation. Pour éviter les troubles sociaux, la Turquie doit instaurer une forte démocratie, seul moyen de faire adhérer l'ensemble de sa population aux objectifs de développement national. En pensant la démocratie comme un levier de croissance, en accordant une réelle liberté de pensée et d'expression à ses intellectuels-chercheurs, en accordant des droits à ses minorités ethniques (kurde, zaza, laze, tatar, azéri, roms, abkhaze…), en accordant des droits à ses minorités religieuses (alevi bektachi, câferî, chrétien et musevi), la Turquie s’éloignera des tensions religieuses et ethniques que sa géographie lui impose, elle assurera sa stabilité politique et accroîtra son attractivité économique. Ce faisant, plusieurs milliards de dollars dépensés chaque année pour sa politique sécuritaire seront alloués au développement humain et économique du pays. La rédaction de la nouvelle constitution turque est l'occasion d'ancrer solidement la Turquie dans le cercle des pays démocratiques, pacifiés et stables. Aux politiciens turcs d'en relever le défi et d'y associer, sans sectarisme, l'ensemble des composantes de la société turque.
En 2010, la Turquie est la 15e puissance économique mondiale pour ce qui est du PIB mais concernant l'indice de développement humain, le classement est moins favorable et montre que la Turquie doit intensifier ses investissements dans l'éducation, la recherche et la santé et mener des politiques moins inégalitaires. En 2021, l'IDH de la Turquie s'élève à 0,838. Au niveau mondial, la Turquie est classée 48e].
L'éclatement de scandales de corruption en 2013, la tournure autoritaire du pouvoir politique et la fin du processus de paix avec les Kurdes en 2015 augmente les lacunes en matière de transparence, d'indépendance de la justice et de stabilité. Ces carences apparaissent comme des freins au bon développement économique du pays et à l'attrait de capitaux étrangers. Les responsables d'entreprises qui s'opposent politiquement aux gouvernements sont systématiquement sanctionnés. Ainsi, les sociétés faîtières Koç et İpek Koza sont punies la première pour son soutien aux manifestants de Gezi et la deuxième pour l'opposition politique de sa branche média. Les moyens utilisés par le gouvernement vont de l'annonce d'amendes fiscales records à la mise sous tutelle des entreprises sans décision de justice,.
- en matière d'indépendance de la justice, la Turquie est classée 88e sur 142 en 2012[219] ;
- en matière d'indépendance de la presse, la Turquie est classée 148e sur 179 en 2012[219] ;
- en matière de corruption la Turquie est classée 64e sur 175 en 2014[219].

L'Union européenne envisage en 2021 de placer la Turquie sur sa liste des paradis fiscaux, lui reprochant de ne pas respecter ses engagements en matière d'évasion fiscale.

### Tourisme

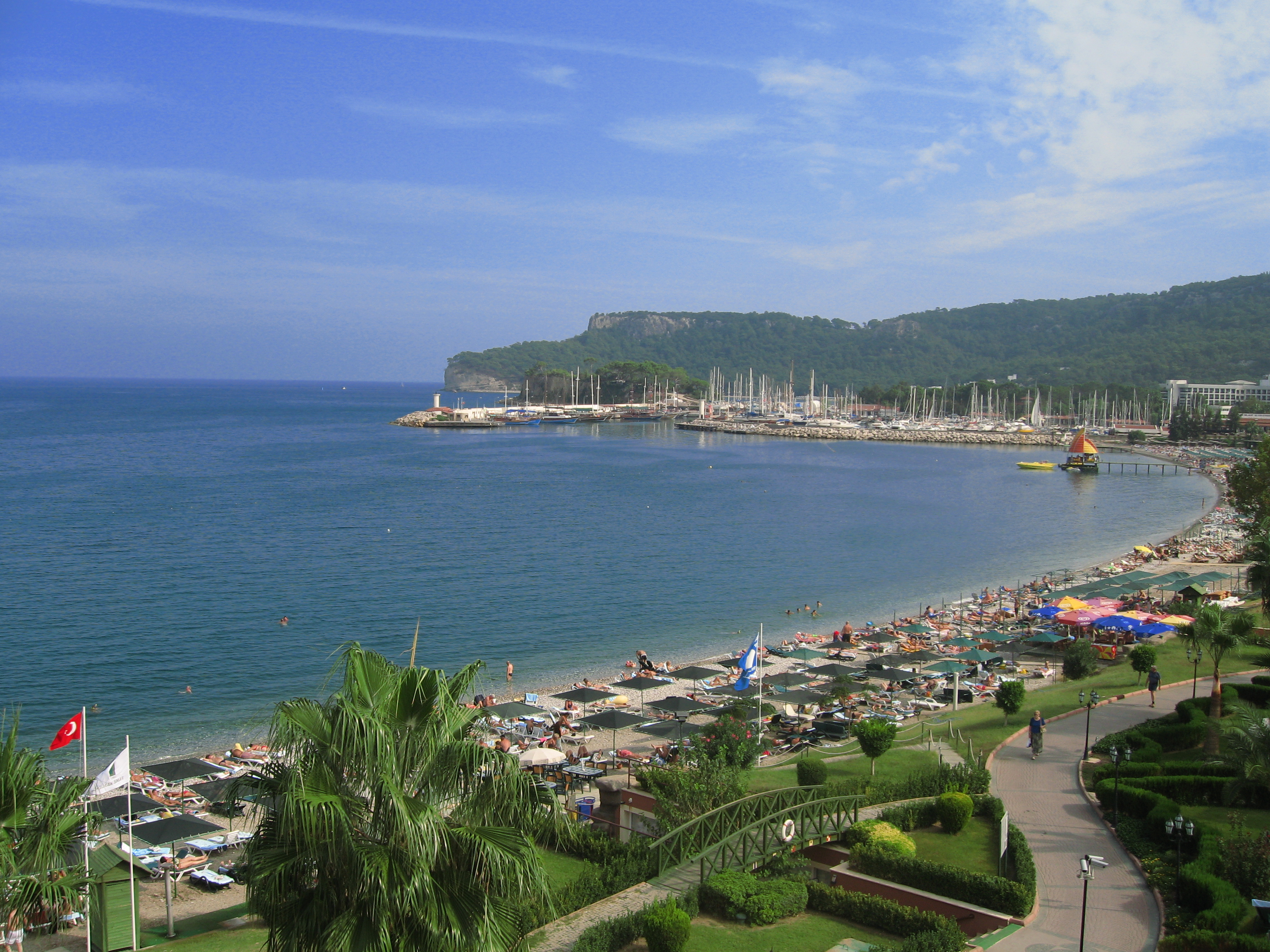
Plage et marina à Kemer près d'Antalya sur la Riviera turque.

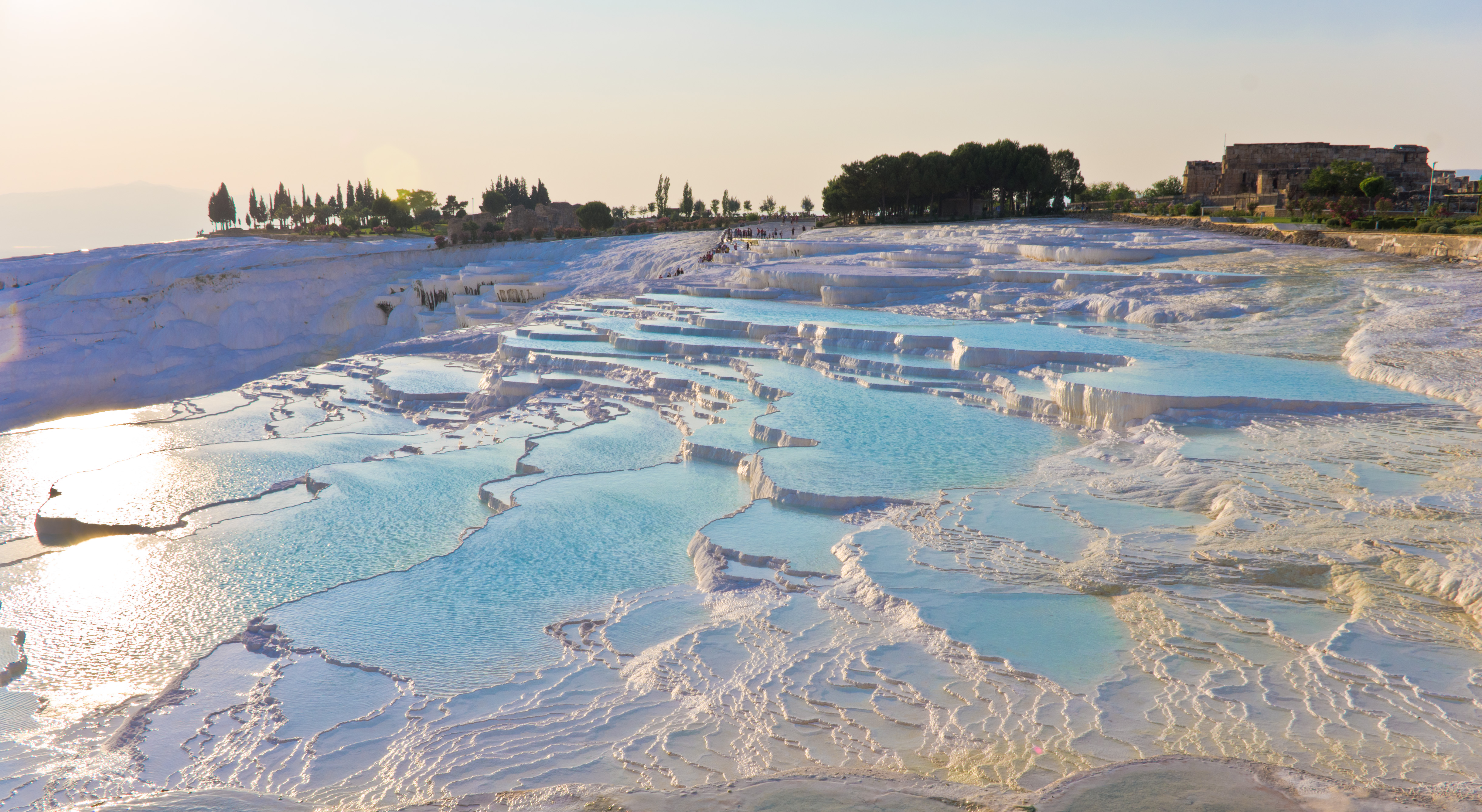
Pamukkale : « Château de coton ».

La Turquie est la sixième destination touristique mondiale. Plus de 51 millions de touristes étrangers ont visité la Turquie en 2019. Le tourisme a rapporté au pays plus de 34 milliards de dollars la même année,.
La Turquie est un pays très visité grâce à des sites naturels attractifs et à une histoire singulière dans le monde, comme le témoigne la ville d'Istanbul. Antalya se trouve à la quatrième et Istanbul à la dixième place des villes les plus visitées au monde en 2013. Les grandes régions touristiques de Turquie sont principalement Istanbul, les côtes de la mer Égée et de la mer Méditerranée et la Cappadoce.
Dès le début des années 2000, le WWF avait souhaité l'émergence en Méditerranée de différentes formes de tourisme durable, en estimant qu'au cours des vingt années suivantes, un groupe de pays méditerranéens comme le Maroc, la Tunisie, la Grèce, la Turquie et la Croatie, subiront une pression croissante du tourisme étranger, totalisant environ 350 millions de visiteurs par an, avec de plus en plus de constructions sauvages et non concertées d'hôtels, stations balnéaires et villages de vacances. Il avait appelé l'industrie du tourisme à adopter et encourager des pratiques plus responsables afin de renverser la vapeur en défendant des programmes de développement écologiques et en sensibilisant la clientèle au respect de l'environnement.
Le tourisme médical est une nouvelle constante dans le secteur touristique turc, bon nombre d'Européens viennent passer des vacances tout en se soignant. Le pays dispose de bon nombre de sources thermales qui tirent le tourisme des côtes vers le centre du pays. Le trekking et le tourisme sportif connaissent également une grande expansion, grâce aux investissements du privé.

### Organisations syndicales et professionnelles

#### Syndicats des salariés
Dans le privé :
- TÜRK-İŞ (Confédération des syndicats turcs) ;
- DİSK (Confédération des syndicats révolutionnaires de Turquie) ;
- Hak-İş (Confédération des vrais syndicats turcs).

Dans le public :
- BASK (tr) ;
- Birleşik Kamu-İş (tr) ;
- Haksen ;
- KESK Kamu Emekçileri Sendikaları Konfederasyonu (Confédération des syndicats de fonctionnaires) ;
- Memur-Sen ;
- Confédération des syndicats des travailleurs du service public de Turquie ;
- Hürriyetçi Kamu-Sen ;
- Anadolu Kamu-Sen.

#### Syndicats d'entrepreneurs
- Organisations patronales :
  - TÜSİAD (tr) (Association des industriels et des hommes d’affaires turcs), qui pèse fortement sur les décisions économiques et politiques (adhésion à l'UE, réformes constitutionnelles…)[224] ;
  - TUSKON (Confédération des hommes d’affaires et des industriels de Turquie)[224] ;
  - MÜSIAD (Organisation indépendante des industriels et hommes d’affaires), le pendant de la TÜSIAD pour les petites et moyennes entreprises, qui a développé un réseau très actif à l'international[224].
- Associations sectorielles :
  - ÇEİS (Çimento Endüstrisi İşverenleri Sendikası) ;
  - İNTES (Türkiye İnşaat Sanayicileri İşveren Sendikası) ;
  - KAMU-İŞ (Kamu İşletmeleri İşverenleri Sendikası) ;
  - MESS (Türkiye Metal Sanayicileri Sendikası) ;
  - PÜİS (Petrol Ürünleri İşverenler Sendikası) ;
  - TİSK (Türkiye İşveren Sendikaları Konfederasyonu) ;
  - TÜTSIS (Türkiye Tekstil Sanayii İşverenleri Sendikası).

#### Climat social
- mai-juin 2012 : grève dans le transport aérien. Le parlement turc adopte une loi interdisant la grève dans le transport aérien.
- mai 2012 : grève nationale du secteur public. Les syndicats protestent contre l'augmentation trop faible des salaires.

#### Travail des enfants
Selon un rapport du gouvernement turc sur le travail des enfants datant de 2012, environ 900 000 enfants travaillaient dans différentes industries, notamment dans l'agriculture. Cela s'explique notamment par le fait que les entreprises agricoles de moins de 50 employés ne sont pas soumises au Code du travail.
Les mauvaises conditions de travail sont régulièrement pointées par les associations de défense des droits des travailleurs. La directrice de l'innovation et de la recherche pour la Fair Labor Association, Richa Mittal, indique qu'« en six ans de suivi, nous n'avons jamais trouvé une seule ferme de noisettes en Turquie dans laquelle toutes les normes de base d'un travail décent étaient respectées ». En 2018, 67 enfants et adolescents sont morts sur leur lieu de travail selon des données officielles.